# Lijst van noteringen aan de New York Stock Exchange
Dit is een uitgebreide lijst van bedrijven die genoteerd staan aan de New York Stock Exchange.

## 0-9
| Bedrijfsnaam                     | Afkorting |
| -------------------------------- | --------- |
| 1838 Bond-Debenture Trading Fund | BDF       |
| 21st Century Insurance Group     | TW        |
| 3M Company                       | MMM       |
| 4 Kids Entertainment Inc         | KDE       |
| 40/86 Strategic Income Fund      | CFD       |
| 7-Eleven, Inc.                   | SE        |
| 99 Cents Only Stores             | NDN       |

## A
| Bedrijfsnaam                                           | Afkorting |
| ------------------------------------------------------ | --------- |
| A.G. Edwards Inc.                                      | AGE       |
| A.O. Smith Corporation                                 | AOS       |
| A.O. Tatneft                                           | TNT       |
| AAG Holding Company, Inc.                              | GFW       |
| AAG Holding Company, Inc.                              | GFZ       |
| Aames Investment Corporation                           | AIC       |
| AAR Corporation                                        | AIR       |
| Aaron Rents, Inc.                                      | RNT       |
| Aaron Rents, Inc. CL-A                                 | RNTA      |
| ABB LTD.                                               | ABB       |
| Abbey National plc                                     | ANBPRC    |
| Abbey National plc                                     | SXA       |
| Abbott Laboratories                                    | ABT       |
| Abercrombie & Fitch                                    | ANF       |
| Abitibi-Consolidated, Inc.                             | ABY       |
| ABM Industries Incorporated                            | ABM       |
| ABN AMRO Capital Funding Trust V                       | ABNPRE    |
| ABN AMRO Capital Funding Trust VI                      | ABNPRF    |
| ABN AMRO Capital Funding Trust VII                     | ABNPRG    |
| Acadia Realty Trust                                    | AKR       |
| Accenture Ltd                                          | ACN       |
| ACCO Brands Corporation                                | ABDWI     |
| Accredited Mortgage Loan REIT Trust                    | AHHPRA    |
| Accuride Corporation                                   | ACW       |
| ACE Limited                                            | ACE       |
| ACE Limited                                            | ACEPRA    |
| ACE Limited                                            | ACEPRC    |
| ACM Government Opportunity Fund, Inc.                  | AOF       |
| ACM Income Fund, Inc.                                  | ACG       |
| ACM Managed Dollar Income Fund, Inc.                   | ADF       |
| ACM Managed Income Fund, Inc.                          | AMF       |
| ACM Municipal Securities Income Fund, Inc.             | AMU       |
| Action Performance Companies, Inc.                     | ATN       |
| Actuant Corporation                                    | ATU       |
| Acuity Brand, Inc.                                     | AYI       |
| Adams Express Company                                  | ADX       |
| Adecco SA                                              | ADO       |
| ADESA, Inc.                                            | KAR       |
| Administaff, Inc.                                      | ASF       |
| Administradora de Fondos de Pensiones-Provida          | PVD       |
| Adolph Coors Company                                   | RKY       |
| Advance America, Cash Advance Centers, Inc.            | AEA       |
| Advance Auto Parts, Inc.                               | AAP       |
| Advanced Medical Optics, Inc.                          | EYE       |
| Advanced Micro Devices, Inc.                           | AMD       |
| Advanced Semiconductor Engineering, Inc                | ASX       |
| Advantest Corporation                                  | ATE       |
| Advent Claymore Convertible Securities and Income Fund | AVK       |
| Advent/Claymore Enhanced Growth & Income Fund          | LCM       |
| ADVO, Inc.                                             | AD        |
| AEGON N.V.                                             | AEG       |
| AEGON N.V.                                             | AEH       |
| Aeropostale, Inc.                                      | ARO       |
| The AES Corporation                                    | AES       |
| AES Trust III                                          | AESPRC    |
| Aetna, Inc.                                            | AET       |
| Aetna, Inc.                                            | AEF       |
| Affiliated Computer Services, Inc.                     | ACS       |
| Affiliated Managers Group                              | AMG       |
| Affordable Residential Communities, Inc.               | ARC       |
| Affordable Residential Communities, Inc.               | ARCPRA    |
| AFLAC Incorporated                                     | AFL       |
| Agco Corporation                                       | AG        |
| Agere Systems Inc.                                     | AGR       |
| Agilent Technologies Inc.                              | A         |
| AGL Capital Trust II                                   | ATGPR     |
| AGL Resources Inc.                                     | ATG       |
| Agnico-Eagle Mines Limited                             | AEM       |
| Agree Realty Corporation                               | ADC       |
| AIM Select Real Estate Income Fund                     | RRE       |
| Air Products and Chemicals, Inc.                       | APD       |
| Airgas, Inc.                                           | ARG       |
| AIRNET SYS INC                                         | ANS       |
| AirTran Holdings, Inc.                                 | AAI       |
| AK Steel Holding Corp                                  | AKS       |
| Alabama Power Company                                  | ALPPRN    |
| Alabama Power Company                                  | ALPPRO    |
| Alabama Power Company                                  | ALPPRP    |
| Alabama Power Company                                  | ALF       |
| Alamo Group Inc.                                       | ALG       |
| Alaska Air Group, Inc.                                 | ALK       |
| Albany International Corp/DE/                          | AIN       |
| Albemarle Corporation                                  | ALB       |
| Alberto Culver Co.                                     | ACV       |
| Albertson's Inc.                                       | ABSPR     |
| Albertsons Inc.                                        | ABS       |
| Alcan Inc.                                             | AL        |
| Alcatel-Lucent                                         | ALU       |
| Alcoa, Inc.                                            | AA        |
| Alcon Inc.                                             | ACL       |
| Aleris International, Inc.                             | ARS       |
| Alexanders Inc.                                        | ALX       |
| Alexandria Real Estate Equities Inc.                   | ARE       |
| Alexandria Real Estate Equities Inc.                   | AREPRB    |
| Alexandria Real Estate Equities Inc.                   | AREPRC    |
| Alleghany Corporation                                  | Y         |
| Allegheny Energy Inc                                   | AYE       |
| Allegheny Technologies Incorporated                    | ATI       |
| Allergan Inc.                                          | AGN       |
| ALLETE, Inc.                                           | ALE       |
| Alliance All-Market Advantage Fund, Inc.               | AMO       |
| Alliance California Municipal Income Fund, Inc.        | AKP       |
| Alliance Capital Management L.P                        | AC        |
| Alliance Data Systems Corporation                      | ADS       |
| Alliance Gaming Corporation                            | AGI       |
| Alliance Imaging, Inc.                                 | AIQ       |
| Alliance National Municipal Income Fund, Inc.          | AFB       |
| Alliance New York Municipal Income Fund, Inc.          | AYN       |
| Alliance One International, Inc.                       | AOI       |
| Alliance World Dollar Government Fund                  | AWG       |
| Alliance World Dollar Government Fund II               | AWF       |
| Alliant Energy Corporation                             | LNT       |
| Alliant Techsystems Inc.                               | ATK       |
| Allianz AG                                             | AZ        |
| Allied Capital Corporation                             | ALD       |
| Allied Irish Banks p.l.c.                              | AIB       |
| Allied Waste Industries Inc                            | AW        |
| Allied Waste Industries, Inc.                          | AWPRC     |
| Allied Waste Industries, Inc.                          | AWPRD     |
| Allmerica Financial Corporation                        | AFC       |
| Allmerica Securities Trust                             | ALM       |
| Allstate Corporation                                   | ALL       |
| ALLTEL Corporation                                     | ATPR      |
| ALLTEL Corporation                                     | AT        |
| Alon USA Energy, Inc.                                  | ALJ       |
| Alpha Natural Resources, Inc.                          | ANR       |
| Alpharma Inc.                                          | ALO       |
| Altana AG                                              | AAA       |
| Altria Group, Inc.                                     | MO        |
| Alumina Limited                                        | AWC       |
| Aluminum Corp. of China Ltd.                           | ACH       |
| AMB Property Corporation                               | AMB       |
| AMB Property Corporation                               | AMBPRL    |
| AMB Property Corporation                               | AMBPRM    |
| Ambac Financial Group, Inc.                            | ABK       |
| Ambac Financial Group, Inc.                            | AKF       |
| Ambac Financial Group, Inc.                            | AFK       |
| Ambac Financial Group, Inc.                            | AKT       |
| Ambev - Companhia de Bebidas das Americas              | ABVC      |
| Ambev - Companhia de Bebidas das Americas              | ABV       |
| Amcol International Corporation                        | ACO       |
| Amdocs Ltd                                             | DOX       |
| Amerada Hess Corporation                               | AHC       |
| Amerada Hess Corporation                               | AHCPR     |
| Amerco                                                 | AOPRA     |
| Ameren Corporation                                     | AEE       |
| America West Holding Corporation                       | AWA       |
| American Axle & Manufacturing Holdings, Inc.           | AXL       |
| American Campus Communities, Inc.                      | ACC       |
| American Electric Power Company Inc                    | AEP       |
| American Electric Power Company, Inc.                  | AEPPRA    |
| American Equity Investment Life Holding Company        | AEL       |
| American Express Company                               | AXP       |
| American Financial Group Inc.                          | AFG       |
| American Financial Group Inc.                          | AFE       |
| American Financial Realty Trust                        | AFR       |
| American General Capital III                           | AGCPRB    |
| American Greetings Corporation                         | AM        |
| American Home Mortgage Investment Corp.                | AHM       |
| American Home Mortgage Investment Corp.                | AHMPRA    |
| American Home Mortgage Investment Corp.                | AHMPRB    |
| American Income Fund, Inc.                             | MRF       |
| American International Group Inc                       | AIG       |
| American Italian Pasta Company                         | PLB       |
| American Land Lease, Inc.                              | ANL       |
| American Land Lease, Inc.                              | ANLPRA    |
| American Municipal Income Portfolio, Inc.              | XAA       |
| American Real Estate Partners, L.P.                    | ACP       |
| American Real Estate Prtnrs                            | ACPPR     |
| American Realty Investors, Inc.                        | ARL       |
| American Reprographics Company                         | ARP       |
| American Retirement Corporation                        | ACR       |
| American Safety Insurance Holdings, Ltd.               | ASI       |
| American Select Portfolio, Inc.                        | SLA       |
| American Standard Companies Inc                        | ASD       |
| American States Water Co.                              | AWR       |
| American Strategic Income Portfolio Inc.               | ASP       |
| American Strategic Income Portfolio Inc. - Ii          | BSP       |
| American Strategic Income Portfolio Inc. - Iii         | CSP       |
| American Tower Corporation                             | AMT       |
| AmeriCredit Corp.                                      | ACF       |
| Amerigas Partners lp                                   | APU       |
| AMERIGROUP Corporation                                 | AGP       |
| AmerisourceBergen Corporation                          | ABC       |
| Ameron Internation Corporation                         | AMN       |
| AmerUs Group Co.                                       | AMH       |
| AmerUs Group Co.                                       | AMHPRA    |
| Ametek Inc.                                            | AME       |
| AMLI Residential Properties Trust                      | AML       |
| AMN Healthcare Services, Inc.                          | AHS       |
| Ampco-Pittsburgh Corporation                           | AP        |
| Amphenol Corporation                                   | APH       |
| AMR Corporation                                        | AMR       |
| AMR Corporation Delaware Pines 7875                    | AAR       |
| AMREP Corporation                                      | AXR       |
| Amsouth Bancorporation                                 | ASO       |
| AMVESCAP PLC                                           | AVZ       |
| América Móvil S.A. de C.V.                             | AMX       |
| Anadarko Petroleum Corporation                         | APC       |
| Analog Devices Inc.                                    | ADI       |
| Angelica Corp                                          | AGL       |
| AngloGold Ashanti Limited                              | AU        |
| Anheuser-Busch Companies, Inc.                         | BUD       |
| Anixter Intl Inc.                                      | AXE       |
| Ann Taylor Stores Corp                                 | ANN       |
| Annaly Mortgage Management Inc.                        | NLY       |
| Annaly Mortgage Management Inc.                        | NLYPRA    |
| Anteon International Corporation                       | ANT       |
| Anthracite Capital Inc                                 | AHR       |
| Anthracite Capital, Inc.                               | AHRPRC    |
| Anworth Mortgage Asset Corporation                     | ANH       |
| Anworth Mortgage Asset Corporation                     | ANHPRA    |
| AON Corporation                                        | AOC       |
| Apache Corporation                                     | APA       |
| Apartment Investment & Management Company              | AIV       |
| Apartment Investment & Management Company              | AIVPRQ    |
| Apartment Investment & Management Company              | AIVPRR    |
| Apartment Investment & Management Company              | AIVPRT    |
| Apartment Investment & Management Company              | AIVPRU    |
| Apartment Investment & Management Company              | AIVPRV    |
| Apartment Investment & Management Company              | AIVPRY    |
| Apartment Investment and Management Company            | AIVPRG    |
| Apex Municipal Fund, Inc.                              | APX       |
| Applera Corporation                                    | ABI       |
| Applera-Celera Genomics                                | CRA       |
| Applica Inc.                                           | APN       |
| Applied Industrial Technologies, Inc.                  | AIT       |
| Apria Healthcare Group Inc.                            | AHG       |
| APT Satellite Holdings Limited                         | ATS       |
| AptarGroup Inc.                                        | ATR       |
| Aqua America, Inc.                                     | WTR       |
| Aquila, Inc.                                           | ILA       |
| Aquila, Inc.                                           | ILD       |
| Aquila, Inc.                                           | ILAPRP    |
| Aracruz Celulose S.A.                                  | ARA       |
| ARAMARK Corporation                                    | RMK       |
| Arbitron, Inc.                                         | ARB       |
| Arbor Realty Trust, Inc.                               | ABR       |
| Arch Chemicals, Inc.                                   | ARJ       |
| Arch Coal Inc                                          | ACI       |
| Arch Coal, Inc.                                        | ACIPR     |
| Archer Daniels Midland Co.                             | ADM       |
| Archstone-Smith Trust                                  | ASN       |
| Arden Realty Inc.                                      | ARI       |
| Argosy Gaming Co.                                      | AGY       |
| Arlington Tankers, Ltd.                                | ATB       |
| Armor Holdings, Inc                                    | AH        |
| Arrow Electronics Inc.                                 | ARW       |
| Arthur J.Gallagher & Co.                               | AJG       |
| ArvinMeritor, Inc.                                     | ARM       |
| Asa (Bermuda) Limited                                  | ASA       |
| ASBC Capital I                                         | ABWPRA    |
| Asbury Automotive Group, Inc.                          | ABG       |
| Ashford Hospitality Trust, Inc.                        | AHT       |
| Ashford Hospitality Trust, Inc.                        | AHTPRA    |
| Ashland, Inc.                                          | ASH       |
| The Asia Pacific Fund, Inc.                            | APB       |
| Asia Satellite Telecommunications Holdings Limited     | SAT       |
| The Asia Tigers Fund, Inc.                             | GRR       |
| Aspen Insurance Holdings Limited                       | AHL       |
| Associated Estates Realty Corporation                  | AECPRB    |
| Associated Estates Realty Corporation                  | AEC       |
| Assurant, Inc.                                         | AIZ       |
| Assured Guaranty Ltd.                                  | AGO       |
| Astoria Financial Corporation                          | AF        |
| AstraZeneca Group plc                                  | AZN       |
| AT&T Inc.                                              | T         |
| Atlas Pipeline Partners, L.P.                          | APL       |
| Atmos Energy Corporation                               | ATO       |
| Atwood Oceanics Inc.                                   | ATW       |
| AU Optronics Corp.                                     | AUO       |
| Australia and New Zealand Banking Group Limited        | ANZ       |
| Autoliv Inc.                                           | ALV       |
| Automatic Data Processing Inc.                         | ADP       |
| Autonation Inc                                         | AN        |
| AutoZone, Inc                                          | AZO       |
| AvalonBay Communities, Inc.                            | AVB       |
| AvalonBay Communities, Inc.                            | AVBPRH    |
| Avaya Inc.                                             | AV        |
| Avery Dennison Corporation                             | AVY       |
| Aviall Inc                                             | AVL       |
| Avista Corporation                                     | AVA       |
| Avnet Inc                                              | AVT       |
| Avon Products, Inc.                                    | AVP       |
| Avx Corporation                                        | AVX       |
| AXA                                                    | AXA       |
| Axis Capital Holdings Limited                          | AXS       |
| Aztar Corporation                                      | AZR       |
| AZZ INC                                                | AZZ       |

## B
| Bedrijfsnaam                                                | Afkorting |
| ----------------------------------------------------------- | --------- |
| BAC Capital Trust I                                         | BACPRW    |
| BAC Capital Trust II                                        | BACPRV    |
| BAC Capital Trust III                                       | BACPRX    |
| BAC Capital Trust IV                                        | BACPRU    |
| BAC Capital Trust V                                         | BACPRY    |
| Bairnco Corporation                                         | BZ        |
| Baker Hughes Inc.                                           | BHI       |
| Baldor Electric Co.                                         | BEZ       |
| Ball Corporation                                            | BLL       |
| Bally Total Fitness Holding Corp.                           | BFT       |
| Banco Bilbao Viscaya Argentaria                             | BBV       |
| Banco Bradesco, S.A.                                        | BBD       |
| Banco de Chile                                              | BCH       |
| Banco Itau Holding Financeira S.A                           | ITU       |
| Banco Latinoamericano de Exportaciones SA                   | BLX       |
| Banco Santander Central Hispano S.A.                        | STD       |
| Banco Santander-Chile                                       | SAN       |
| Bancolombia S.A.                                            | CIB       |
| BancorpSouth Capital Trust I                                | BXSPRA    |
| BancorpSouth Inc                                            | BXS       |
| BancWest Capital I                                          | BWEPR     |
| Bandag, Incorporated                                        | BDG       |
| Bandag, Incorporated                                        | BDGA      |
| Bank of America Corporation                                 | BAC       |
| Bank of America Corporation                                 | IKJ       |
| Bank of America Corporation                                 | IKL       |
| Bank of America Corporation                                 | IKM       |
| Bank of America Corporation                                 | BACPRA    |
| Bank of America Corporation                                 | IKR       |
| Bank of Hawaii Corporation                                  | BOH       |
| Bank of New York Co.                                        | BK        |
| Bank of Nova Scotia (The)                                   | BNS       |
| Bank One Capital V                                          | ONEPRV    |
| Bank One Capital VI                                         | ONEPRW    |
| BankAtlantic Bancorp Inc.                                   | BBX       |
| Banknorth Capital Trust II                                  | BGIPRT    |
| Banta Corp.                                                 | BN        |
| Barclays PLC                                                | BCS       |
| Barnes & Noble Inc                                          | BKS       |
| Barnes Group Inc                                            | B         |
| Barr Pharmaceuticals, Inc.                                  | BRL       |
| Barrick Gold Corporation                                    | ABX       |
| BASF AG                                                     | BF        |
| Bausch & Lomb Inc                                           | BOL       |
| Baxter International Inc                                    | BAX       |
| Baxter International Inc.                                   | BAXPR     |
| Bay View Capital Corporation                                | BVC       |
| Bayer AG                                                    | BAY       |
| BB&T Corporation                                            | BBT       |
| BBVA Banco Francés S.V.                                     | BFR       |
| BBVA Preferred Capital Ltd.                                 | BBVPRB    |
| BCE Inc.                                                    | BCE       |
| Bear Stearns Cos Inc                                        | BSCPRE    |
| Bear Stearns Cos Inc                                        | BSCPRG    |
| Bear Stearns Cos Inc                                        | BSCPRF    |
| BearingPoint, Inc.                                          | BE        |
| Bears Stearns & Co, Inc.                                    | BSC       |
| Bears Stearns Capital Trust III                             | BSCPRX    |
| Bears Stearns Depositor Inc.                                | TZE       |
| Bears Stearns Depositor Inc.                                | TZF       |
| Bears Stearns Depositor Inc.                                | TZG       |
| Bears Stearns Depositor Inc.                                | TZI       |
| Bears Stearns Depositor Inc.                                | TZK       |
| Beazer Homes USA, Inc.                                      | BZH       |
| Beckman Coulter, Inc.                                       | BEC       |
| Becton, Dickinson and Company                               | BDX       |
| Bedford Property Investors Inc                              | BED       |
| Bedford Property Investors, Inc.                            | BEDPRB    |
| Belden CDT Inc.                                             | BDC       |
| Bell South Corporation                                      | BLS       |
| Belo Corp.                                                  | BLC       |
| Bemis Company, Inc.                                         | BMS       |
| Benchmark Electronics Inc                                   | BHE       |
| Benetton Group S.p.A.                                       | BNG       |
| Bentley Pharmaceuticals, Inc.                               | BNT       |
| Berkshire Hathaway Inc                                      | BRKA      |
| Berkshire Hathaway inc.                                     | BRKB      |
| Berry Petroleum Co.                                         | BRY       |
| Best Buy Co.                                                | BBY       |
| Beverly Enterprises Inc                                     | BEV       |
| BG Group                                                    | BRG       |
| BGE Capital Trust II                                        | BGEPRB    |
| BHP Billiton Limited                                        | BHP       |
| BHP Billiton plc                                            | BBL       |
| Big Lots, Inc.                                              | BLI       |
| Bill Barrett Corporation                                    | BBG       |
| Bimini Mortgage Management, Inc.                            | BMM       |
| BioMed Realty Trust, Inc.                                   | BMR       |
| Biovail Corporation                                         | BVF       |
| BISYS Group, Inc. (The)                                     | BSG       |
| BJ Services Co.                                             | BJS       |
| BJ's Wholesale Club, Inc.                                   | BJ        |
| BKF Capital Group, Inc.                                     | BKF       |
| Black and Decker Corp.                                      | BDK       |
| Black Hills Corporation                                     | BKH       |
| BlackRock Advantage Term Trust Inc.                         | BAT       |
| BlackRock California Insured Municipal 2008 Term Trust Inc. | BFC       |
| BlackRock California Insured Municipal Income Trust         | BCK       |
| BlackRock California Municipal 2018 Term Trust              | BJZ       |
| BlackRock California Municipal Bond Trust                   | BZA       |
| BlackRock California Municipal Income Trust                 | BFZ       |
| BlackRock Core Bond Trust                                   | BHK       |
| BlackRock Dividend Achievers Trust                          | BDV       |
| BlackRock Florida Insured Municipal 2008 Term Trust         | BRF       |
| BlackRock Florida Insured Municipal Income Trust            | BAF       |
| BlackRock Florida Municipal 2020 Term Trust                 | BFO       |
| BlackRock Florida Municipal Bond Trust                      | BIE       |
| BlackRock Florida Municipal Income Trust                    | BBF       |
| BlackRock Global Energy and Resources Trust                 | BGR       |
| BlackRock Global Floating Rate Income Trust                 | BGT       |
| BlackRock Global Opportunities Equity Trust                 | BOE       |
| BlackRock Health Sciences Trust                             | BME       |
| BlackRock High Income Shares                                | HIS       |
| BlackRock High Yield Trust                                  | BHY       |
| BlackRock Income Opportunity Trust Inc.                     | BNA       |
| BlackRock Income Trust Inc.                                 | BKT       |
| BlackRock Insured Municipal 2008 Term Trust Inc.            | BRM       |
| BlackRock Insured Municipal Income Trust                    | BYM       |
| BlackRock Insured Municipal Term Trust                      | BMT       |
| BlackRock Investment Quality Municipal Trust                | BKN       |
| BlackRock Limited Duration Income Trust                     | BLW       |
| BlackRock Municipal 2018 Term Trust                         | BPK       |
| BlackRock Municipal 2020 Term Trust                         | BKK       |
| BlackRock Municipal Bond Trust                              | BBK       |
| BlackRock Municipal Income Trust                            | BFK       |
| BlackRock Municipal Target Term Trust Inc.                  | BMN       |
| BlackRock New Jersey Municipal Income Trust                 | BNJ       |
| BlackRock New York Insured Municipal 2008 Term Trust Inc.   | BLN       |
| BlackRock New York Insured Municipal Income Trust           | BSE       |
| BlackRock New York Municipal                                | BQH       |
| BlackRock New York Municipal 2018 Term Trust                | BLH       |
| BlackRock New York Municipal Income Trust                   | BNY       |
| BlackRock Preferred Opportunity Trust                       | BPP       |
| BlackRock Strategic Bond Trust                              | BHD       |
| BlackRock Strategic Dividend Achievers Trust                | BDT       |
| BlackRock, Inc.                                             | BLK       |
| Blockbuster Inc.                                            | BBI       |
| Blockbuster Inc.                                            | BBIB      |
| Blount International Inc                                    | BLT       |
| Blue Chip Value Fund Inc.                                   | BLU       |
| Blue Square                                                 | BSI       |
| Bluegreen Corporation                                       | BXG       |
| BlueLinx Holdings, Inc.                                     | BXC       |
| Blyth, Inc.                                                 | BTH       |
| BMC Software, Inc.                                          | BMC       |
| BMO Financial Group                                         | BMO       |
| Bny Capital IV                                              | BKPRE     |
| BNY Capital V                                               | BKPRF     |
| The BOC Group plc                                           | BOX       |
| The Boeing Company                                          | BA        |
| Bois d’Arc Energy, Inc.                                     | BDE       |
| Bombay Company Inc.                                         | BBA       |
| Borders Group, Inc.                                         | BGP       |
| BorgWarner Inc.                                             | BWA       |
| Boston Beer Co.                                             | SAM       |
| Boston Properties Inc                                       | BXP       |
| Boston Scientific Corporation                               | BSX       |
| Boulder Growth & Income Fund, Inc.                          | BIF       |
| Boulder Total Return Fund Incorporated                      | BTF       |
| Bowater Incorporated                                        | BOW       |
| Bowne & Co. Inc.                                            | BNE       |
| Boyd Collection Ltd.                                        | FOB       |
| Boyd Gaming Corporation                                     | BYD       |
| Boykin Lodging Co.                                          | BOY       |
| Boykin Lodging Co.                                          | BOYPRA    |
| BP p.l.c                                                    | BP        |
| BP Prudhoe Bay Royalty Trust                                | BPT       |
| Bradley Pharmaceuticals, Inc.                               | BDY       |
| Brady Corporation                                           | BRC       |
| Brandywine Realty Trust                                     | BDN       |
| Brandywine Realty Trust                                     | BDNPRC    |
| Brandywine Realty Trust                                     | BDNPRD    |
| Brascan Corporation                                         | BNN       |
| Brasil Telecom Participações S.A.                           | BRP       |
| Brasil Telecom S.A.                                         | BTM       |
| Braskem S.A.                                                | BAK       |
| The Brazil Fund, Inc.                                       | BZF       |
| BRE Properties Inc.                                         | BREPRB    |
| BRE Properties Inc.                                         | BREPRC    |
| BRE Properties Inc.                                         | BREPRD    |
| BRE Properties, Inc.                                        | BRE       |
| Briggs & Stratton Corporation.                              | BGG       |
| Brilliance China Automotive Holdings, Ltd.                  | CBA       |
| The Brink's Company                                         | BCO       |
| Brinker International, Inc.                                 | EAT       |
| Bristol Myers Squibb Co                                     | BMYPR     |
| Bristol Myers Squibb Co.                                    | BMY       |
| Bristol West Holdings, Inc.                                 | BRW       |
| British Airways plc                                         | BAB       |
| British Sky Broadcasting Group plc                          | BSY       |
| Brookfield Homes Corporation                                | BHS       |
| Brookfield Properties Corporation                           | BPO       |
| Brown & Brown Insurance                                     | BRO       |
| Brown Shoe Company, Inc.                                    | BWS       |
| Brown-Forman Corporation                                    | BFA       |
| Brown-Forman Corporation                                    | BFB       |
| BRT Realty Trust.                                           | BRT       |
| Brunswick Corporation                                       | BC        |
| Brush Engineered Materials, Inc.                            | BW        |
| BSCH Finance Limited                                        | BSFPRQ    |
| BT Group plc                                                | BT        |
| Buckeye Partners Lp.                                        | BPL       |
| Buckeye Technologies Inc.                                   | BKI       |
| The Buckle, Inc.                                            | BKE       |
| Buhrmann N.V.                                               | BUH       |
| Build-A-Bear Workshop, Inc.                                 | BBW       |
| Bunge Limited                                               | BG        |
| Bunzl Plc                                                   | BNL       |
| Burlington Coat Factory Warehouse                           | BCF       |
| Burlington Northern Santa Fe Corporation                    | BNI       |
| Burlington Resources Inc                                    | BR        |

## C
| Bedrijfsnaam                                             | Afkorting |
| -------------------------------------------------------- | --------- |
| C & D Technologies Inc.                                  | CHP       |
| C. R. Bard, Inc.                                         | BCR       |
| Cabco Tr For J C Penney Debs                             | PFH       |
| Cabela's Incorporated                                    | CAB       |
| Cable & Wireless plc.                                    | CWP       |
| Cablevision Systems Corporation                          | CVC       |
| Cabot Corporation                                        | CBT       |
| Cabot Oil & Gas Corporation                              | COG       |
| CACI International, Inc.                                 | CAI       |
| Cadbury Schweppes Plc                                    | CSG       |
| Cadence Design Systems, Inc.                             | CDN       |
| CAE Inc.                                                 | CGT       |
| Calamos Convertible and High Income Fund                 | CHY       |
| Calamos Convertible Opportunities and Income Fund        | CHI       |
| Calamos Strategic Total Return Fund                      | CSQ       |
| Calgon Carbon Corporation                                | CCC       |
| California Water Service Group                           | CWT       |
| Callaway Golf Company                                    | ELY       |
| Callon Petroleum Co.                                     | CPE       |
| Calpine Corporation                                      | CPN       |
| Cambrex Corporation                                      | CBM       |
| Camden Property Trust                                    | CPT       |
| Cameco Corporation                                       | CCJ       |
| Campbell Soup Company                                    | CPB       |
| Canadian Imperial Bank of Commerce                       | BCM       |
| Canadian National Railway Company                        | CNI       |
| Canadian Natural Resources, Ltd.                         | CNQ       |
| Canadian Pacific Railway Limited                         | CP        |
| Canon, Inc.                                              | CAJ       |
| Cantel Medical Corporation                               | CMN       |
| CanWest Global Communications Corp.                      | CWG       |
| Capital and Income Strategies Fund, Inc.                 | CII       |
| Capital Lease Funding, Inc.                              | LSE       |
| Capital One Financial Corp.                              | COF       |
| Capital Senior Living Corporation                        | CSU       |
| Capital Trust, Inc.                                      | CT        |
| CapitalSource, Inc.                                      | CSE       |
| Capitol Bancorp Limited                                  | CBC       |
| Capitol Trust I                                          | CBCPRA    |
| Capstead Mortgage Corporation                            | CMO       |
| Capstead Mortgage Corporation                            | CMOPRA    |
| Capstead Mortgage Corporation                            | CMOPRB    |
| CARBO Ceramics Inc.                                      | CRR       |
| Cardinal Health Inc.                                     | CAH       |
| Caremark Rx, Inc.                                        | CMX       |
| Carlisle Companies Inc                                   | CSL       |
| CarMax Group                                             | KMX       |
| Carnival Corporation                                     | CCL       |
| Carnival plc                                             | CUK       |
| Carolina Group                                           | CG        |
| Carpenter Technology Corp                                | CRS       |
| CarrAmerica Realty Corporation                           | CRE       |
| CarrAmerica Realty Corporation                           | CREPRE    |
| Carriage Services Inc                                    | CSV       |
| Carter's, Inc.                                           | CRI       |
| Cascade Corporation                                      | CAE       |
| Cascade Natural Gas Corporation                          | CGC       |
| Cash America International, Inc.                         | CSH       |
| Catalina Marketing Corp                                  | POS       |
| Catellus Development Corporation                         | CDX       |
| Caterpillar Inc.                                         | CAT       |
| Cato Corp.                                               | CTR       |
| CB Richard Ellis Group, Inc.                             | CBG       |
| CBL & Associates Properties, Inc.                        | CBL       |
| CBL & Associates Properties, Inc.                        | CBLPRC    |
| CBL & Associates Properties, Inc.                        | CBLPRD    |
| CBL & Associates Properties, Inc.                        | CBLPRB    |
| CDI Corporation                                          | CDI       |
| CEC Entertainment, Inc.                                  | CEC       |
| Cedar Fair, L.P.                                         | FUN       |
| Cedar Shopping Center, Inc.                              | CDR       |
| Cedar Shopping Center, Inc.                              | CDRPRA    |
| Celanese Corporation                                     | CE        |
| Celanese Corporation                                     | CEPR      |
| Celestica Inc.                                           | CLS       |
| Cemex S.A. de C.V.                                       | CX        |
| Cendant Corporation                                      | CD        |
| Centene Corporation                                      | CNC       |
| CenterPoint Energy, Inc.                                 | CNP       |
| Centerpoint Properties Trust                             | CNT       |
| Centerpoint Properties Trust                             | CNTPRB    |
| Centex Corporation                                       | CTX       |
| The Central Europe and Russia Fund, Inc.                 | CEE       |
| Central Ill Lt Co                                        | CERPR     |
| Central Pacific Financial Corp.                          | CPF       |
| Central Parking Corporation                              | CPC       |
| Central Vermont Public Service Corporation               | CV        |
| Century Telephone Enterprises Inc.                       | CTL       |
| Cenveo, Inc.                                             | CVO       |
| Ceridian Corporation                                     | CEN       |
| Certegy Inc.                                             | CEY       |
| CF Industries Holdings, Inc.                             | CF        |
| CGI Group Inc.                                           | GIB       |
| CH Energy Group, Inc.                                    | CHG       |
| Champion Enterprises, Inc.                               | CHB       |
| Charles River Laboratories International, Inc.           | CRL       |
| Charles Schwab Corporation                               | SCH       |
| Chartwell Dividend And Income Fund, Inc.                 | CWF       |
| CHC Helicopter Corporation                               | FLI       |
| Checkpoint Systems Inc.                                  | CKP       |
| Chemed Corporation                                       | CHE       |
| Chemtura Corporation                                     | CEM       |
| Chesapeake Corporation                                   | CSK       |
| Chesapeake Energy Corporation                            | CHK       |
| Chesapeake Energy Corporation                            | CHKPRA    |
| Chesapeake Energy Corporation                            | CHKPRB    |
| Chesapeake Utilities Corporation                         | CPK       |
| Chevron Corporation                                      | CVX       |
| Chevy Chase Bank, F.S.B.                                 | CCXPRC    |
| Chevy Chase Pfd Cap Corp                                 | CCPPRA    |
| Chicago Bridge & Iron Company                            | CBI       |
| Chicago Mercantile Exchange Holdings Inc.                | CME       |
| Chico's FAS, Inc.                                        | CHS       |
| The Chile Fund, Inc.                                     | CH        |
| China Eastern Airlines Corporation Limited               | CEA       |
| The China Fund, Inc.                                     | CHN       |
| China Life Insurance Company Limited                     | LFC       |
| China Mobile (Hongkong) Ltd.                             | CHL       |
| China Netcom Group Corporation (Hongkong) Limited        | CN        |
| China Petroleum & Chemical Corporation                   | SNP       |
| China Southern Airlines Company Limited                  | ZNH       |
| China Telecom Corporation Limited                        | CHA       |
| China Unicom                                             | CHU       |
| China Yuchai International Limited                       | CYD       |
| Chiquita Brands International Inc.                       | CQB       |
| Chiquita Brands International Inc.                       | CQBWS     |
| Chittenden Capital Trust I                               | CHZPRA    |
| Chittenden Corporation                                   | CHZ       |
| Choice Hotels International, Inc.                        | CHH       |
| ChoicePoint Inc.                                         | CPS       |
| Christopher & Banks Corporation                          | CBK       |
| Chubb Corporation                                        | CB        |
| Chubb Corporation                                        | CBPRA     |
| Chubb Corporation                                        | CBPRB     |
| ChungHwa Telecom                                         | CHT       |
| Church & Dwight Co Inc.                                  | CHD       |
| Ciba Specialty Chemicals Holding, Inc.                   | CSB       |
| CIBER, Inc.                                              | CBR       |
| Cigna Corp                                               | CI        |
| Cimarex Energy Co.                                       | XEC       |
| Cincinnati Bell Inc.                                     | CBB       |
| Cincinnati Bell Inc.                                     | CBBPRB    |
| Cincinnati Gas & Elec Co                                 | CINPRA    |
| Cinergy Corporation                                      | CIN       |
| Circle Internet Group                                    | CRCL      |
| Circor International Incorporated.                       | CIR       |
| Circuit City Stores Inc.                                 | CC        |
| CIT Group Inc.                                           | CIT       |
| CIT Group Inc.                                           | CITPRA    |
| Citadel Broadcasting Corporation                         | CDL       |
| Citigroup Capital IX                                     | CPRS      |
| Citigroup Capital VII                                    | CPRV      |
| Citigroup Capital VIII                                   | CPRZ      |
| Citigroup Capital X                                      | CPRR      |
| Citigroup Capital XI                                     | CPRQ      |
| Citigroup Inc.                                           | CPRF      |
| CITIGROUP INC                                            | CPRG      |
| CITIGROUP INC                                            | CPRH      |
| CITIGROUP INC                                            | CPRM      |
| CITIGROUP INC                                            | C         |
| Citigroup Investments Corporate Loan Fund Inc.           | TLI       |
| Citizens Communications Company                          | CZN       |
| Citizens Utils Tr                                        | CZNPR     |
| Citizens, Inc.                                           | CIA       |
| City National Corporation                                | CYN       |
| CKE Restaurants, Inc.                                    | CKR       |
| Claires Stores Inc.                                      | CLE       |
| CLARCOR Inc.                                             | CLC       |
| Clark, Inc.                                              | CLK       |
| Clear Channel Communications Inc.                        | CCU       |
| Cleco Corporation                                        | CNL       |
| The Cleveland Electric Illuminating Company              | CVEPRU    |
| Cleveland-Cliffs Inc.                                    | CLF       |
| Clorox Corporation                                       | CLX       |
| CMS Energy Corp.                                         | CMS       |
| CNA Financial Corporation                                | CNA       |
| CNA Surety Corporation                                   | SUR       |
| CNF Inc.                                                 | CNF       |
| CNH Global N.V.                                          | CNH       |
| CNOOC                                                    | CEO       |
| Coach, Inc.                                              | COH       |
| Coachmen Industries, Inc.                                | COA       |
| Coastal Fin I                                            | CGPPRT    |
| The Coca-Cola Company                                    | KO        |
| Coca-Cola Enterprises, Inc.                              | CCE       |
| Coca-Cola FEMSA                                          | KOF       |
| Coca-Cola Hellenic Bottling Company S.A.                 | CCH       |
| Coeur d'Alene Mines Corporation                          | CDE       |
| Cohen & Steers Avantage Income Realty Fund, Inc.         | RLF       |
| Cohen & Steers Dividend Majors Fund, Inc.                | DVM       |
| Cohen & Steers Premium Income Realty Fund, Inc.          | RPF       |
| Cohen & Steers Quality Income Realty Fund, Inc.          | RQI       |
| Cohen & Steers REIT & Preferred Income Fund, Inc.        | RNP       |
| Cohen & Steers REIT & Utility Income Fund, Inc.          | RTU       |
| Cohen & Steers Select Utility Fund, Inc.                 | UTF       |
| Cohen & Steers Total Return Realty Fund, Inc.            | RFI       |
| Cohen & Steers Worldwide Realty Income Fund, Inc.        | RWF       |
| Cohen & Steers, Inc.                                     | CNS       |
| Coles Myer                                               | CM        |
| Colgate-Palmolive Co.                                    | CL        |
| Colonial Bancgroup Inc.                                  | CNB       |
| Colonial Capital Trust III                               | CNBPRA    |
| Colonial Capital Trust IV                                | CNBPRB    |
| Colonial High Income Municipal Trust                     | CXE       |
| Colonial Intermarket Income Trust I                      | CMK       |
| Colonial Intermediate High Income Fund                   | CIF       |
| Colonial Investment Grade Municipal Trust                | CXH       |
| Colonial Municipal Income Trust                          | CMU       |
| Colonial Properties Trust                                | CLP       |
| Colonial Properties Trust                                | CLPPRC    |
| Colonial Properties Trust                                | CLPPRD    |
| Colonial Properties Trust                                | CLPPRE    |
| Columbia Equity Trust, Inc.                              | COE       |
| Comcast Holdings Corporation                             | CCZ       |
| Comerica Capital Trust I                                 | CMAPRZ    |
| Comerica Inc.                                            | CMA       |
| Comfort Systems USA Inc.                                 | FIX       |
| Commerce Bancorp Inc.                                    | CBH       |
| Commerce Group Inc.                                      | CGI       |
| Commercial Federal Corporation                           | CFB       |
| Commercial Metals Company                                | CMC       |
| Commercial Net Lease Realty Inc.                         | NNN       |
| Commercial Net Lease Realty Inc.                         | NNNPRA    |
| Commscope Inc.                                           | CTV       |
| Community Bank System, Inc.                              | CBU       |
| Community Health Systems, Inc.                           | CYH       |
| Compagnie Générale de Géophysique                        | GGY       |
| Companhia Brasileira de Distribuição                     | CBD       |
| Companhia Energética de Minas Gerais - CEMIG             | CIG       |
| Companhia Paranaense de Energia (COPEL)                  | ELP       |
| Companhia Siderúrgica Nacional                           | SID       |
| Companhia Vale do Rio Doce                               | RIO       |
| Companhia Vale do Rio Doce (CVRD)                        | RIOPR     |
| Compania de Telecomunicaciones de Chile S.A.             | CTC       |
| Compass Minerals International, Inc.                     | CMP       |
| Compass Trust III                                        | CMHPR     |
| Compañia de Minas Buenaventura SA                        | BVN       |
| Compañía Anónima Nacional Teléfonos de Venezuela (CANTV) | VNT       |
| Compañía Cervecerías Unidas                              | CU        |
| Computer Associates International Inc.                   | CA        |
| Computer Sciences Corporation                            | CSC       |
| Computer Task Group, Incorporated                        | CTG       |
| CompX International Inc.                                 | CIX       |
| Comstock Resources Inc.                                  | CRK       |
| ConAgra Foods, Inc.                                      | CAG       |
| ConocoPhillips                                           | COP       |
| Conseco, Inc.                                            | CNO       |
| Conseco, Inc.                                            | CNOWS     |
| Conseco, Inc.                                            | CNOPRB    |
| CONSOL ENERGY INC                                        | CNX       |
| Consolidated Edison Company NY                           | EDV       |
| Consolidated Edison Inc.                                 | EDPRC     |
| Consolidated Edison Inc.                                 | EDPRA     |
| Consolidated Edison Inc.                                 | ED        |
| Consolidated Edison Inc.                                 | EPB       |
| Consolidated Graphics, Inc.                              | CGX       |
| Constellation Brands, Inc.                               | STZ       |
| Constellation Brands, Inc.                               | STZB      |
| Constellation Brands, Inc.                               | STZPRA    |
| Constellation Energy Group Inc.                          | CEG       |
| Consumers Energy Co                                      | CMSPRB    |
| Consumers Energy Co.                                     | CMSPRA    |
| Consumers Energy Company Financing IV                    | CMSPRN    |
| Continental Airlines, Inc.                               | CAL       |
| Controladora Comerial Mexicana, S.A. de C.V.             | MCM       |
| Convergys Corporation                                    | CVG       |
| Converium Finance S.A.                                   | CHF       |
| Converium Holding AG                                     | CHR       |
| Cooper Cameron Corporation.                              | CAM       |
| The Cooper Companies Inc.                                | COO       |
| Cooper Industries, Ltd.                                  | CBE       |
| Cooper Tire & Rubber Co.                                 | CTB       |
| Core Laboratories                                        | CLB       |
| Corn Products International, Inc.                        | CPO       |
| Cornell Companies Inc.                                   | CRN       |
| Corning Inc.                                             | GLW       |
| Corpbanca                                                | BCA       |
| Corporate Asset Backed Corporation                       | UYE       |
| Corporate Asset Backed Corporation                       | GYA       |
| Corporate Asset Backed Corporation                       | GYB       |
| Corporate Asset Backed Corporation                       | GYC       |
| Corporate High Yield Fund V, Inc.                        | HYV       |
| Corporate High Yield Fund VI, Inc.                       | HYT       |
| Corporate High Yield Fund, Inc.                          | COY       |
| Corporate Office Properties Trust                        | OFCPRG    |
| Corporate Office Properties Trust                        | OFCPRH    |
| Corporate Office Properties Trust.                       | OFC       |
| Corporate Office Properties Trust.                       | OFCPRE    |
| Corporate Office Properties Trust.                       | OFCPRF    |
| Corporation High Yield Fund III Inc.                     | CYE       |
| Correctional Properties Trust.                           | CPV       |
| Corrections Corporation of America                       | CXW       |
| Cort Tr Bellsouth Deb                                    | KTB       |
| Cort Trust for Countrywide Capital                       | KTZ       |
| Corts For Xerox Capital Trust I                          | KTX       |
| Corts Trust Ford Debs                                    | KSK       |
| Corts Trust Great Western Financial Trust                | KRV       |
| Corts Trust IBM Debs                                     | KSO       |
| Corts Trust Southern Company Capital Trust               | KTS       |
| Corts Trust U S West Communications                      | KCW       |
| Corus Entertainment, Inc.                                | CJR       |
| Corus Group plc                                          | CGA       |
| Cott Corporation                                         | COT       |
| Countrywide Capital IV                                   | CFCPRA    |
| Countrywide Financial Corporation                        | CFC       |
| County of San Diego, California                          | CLD       |
| Cousins Properties Inc.                                  | CUZ       |
| Cousins Properties Inc.                                  | CUZPRA    |
| Cousins Properties Inc.                                  | CUZPRB    |
| Covance Inc.                                             | CVD       |
| Coventry Health Care Inc.                                | CVH       |
| Cox Radio Inc.                                           | CXR       |
| CP HOLDRs                                                | HCH       |
| CP Ships Limited                                         | TEU       |
| CPFL Energia S.A.                                        | CPL       |
| CPI Corporation                                          | CPY       |
| Crane Co.                                                | CR        |
| Crawford & Company                                       | CRDB      |
| Crawford & Company                                       | CRDA      |
| Credicorp, Ltd.                                          | BAP       |
| Credit and Asset Repackaging Vehicle Corporation         | GRK       |
| Credit and Asset Repackaging Vehicle Corporation         | GRD       |
| Credit and Asset Repackaging Vehicle Corporation         | GRH       |
| Credit Suisse Asset Mnagement Income Fund, Inc.          | CIK       |
| Credit Suisse Group                                      | CSR       |
| Credit Suisse High Yield Bond Fund                       | DHY       |
| Crescent R E Equities Inc                                | CEIPRA    |
| Crescent Real Estate Equities Co.                        | CEI       |
| Crescent Real Estate Equities Company                    | CEIPRB    |
| Criimi MAE Incorporated                                  | CMM       |
| Criimi MAE Incorporated                                  | CMMPRB    |
| Cross Timbers Royalty Trust                              | CRT       |
| Crown Castle International Corp.                         | CCI       |
| Crown Holdings Inc.                                      | CCK       |
| CRT Properties, Inc.                                     | CRO       |
| CRT Properties, Inc.                                     | CROPRA    |
| CryoLife, Inc.                                           | CRY       |
| CryoLife, Inc.                                           | CRYPR     |
| CSK Auto Corporation                                     | CAO       |
| Css Industries Inc.                                      | CSS       |
| CSX Corporation                                          | CSX       |
| CTS Corporation                                          | CTS       |
| Cullen/Frost Bankers, Inc.                               | CFR       |
| Culp Inc                                                 | CFI       |
| Cummins Inc.                                             | CMI       |
| Curtiss-Wright Corporation                               | CW        |
| CVS Corporation                                          | CVS       |
| Cypress Semiconductor Corporation                        | CY        |
| Cytec Industries Inc.                                    | CYT       |

## D
| Bedrijfsnaam                                                 | Afkorting |
| ------------------------------------------------------------ | --------- |
| D&B Corporation                                              | DNB       |
| D. R. Horton Inc.                                            | DHI       |
| DaimlerChrysler AG                                           | DCX       |
| Dana Corporation                                             | DCN       |
| Danaher Corporation                                          | DHR       |
| Darden Restaurants, Inc.                                     | DRI       |
| Dave & Buster's, Inc.                                        | DAB       |
| Davita, Inc.                                                 | DVA       |
| Dean Foods Company                                           | DF        |
| Debt Strategies Fund II, Inc.                                | DSU       |
| Deere & Company                                              | DE        |
| Deerfield Triarc Capital Corp.                               | DFR       |
| Defined Strategy Fund, Inc.                                  | DSF       |
| Del Monte Foods Co.                                          | DLM       |
| Delaware Investments Dividend and Income Fund, Inc.          | DDF       |
| Delaware Investments Dividend and Income Fund, Inc.          | DGF       |
| Delhaize Group                                               | DEG       |
| Delphi Corporation                                           | DPH       |
| Delphi Corporation                                           | DPHPRA    |
| Delphi Financial Group Inc.                                  | DFG       |
| Delphi Financial Group Inc.                                  | DFY       |
| Delta Air Lines, Inc.                                        | DAL       |
| Delta Airlines Notes                                         | DNT       |
| Delta and Pine Land Co.                                      | DLP       |
| Deltic Timber Corporation                                    | DEL       |
| Deluxe Corp.                                                 | DLX       |
| Denbury Resources Inc.                                       | DNR       |
| Department 56 Inc.                                           | DFS       |
| DeRigo                                                       | DER       |
| Desarrolladora Homex, S.A. de C.V. (Homex Development Corp.) | HXM       |
| Deutsche Bank AG                                             | DB        |
| Deutsche Telekom AG                                          | DT        |
| Developers Diversified Realty Corporation                    | DDR       |
| Developers Diversified Realty Corporation                    | DDRPRF    |
| Developers Diversified Realty Corporation                    | DDRPRG    |
| Developers Diversified Realty Corporation                    | DDRPRH    |
| Developers Diversified Realty Corporation                    | DDRPRI    |
| Devon Energy Corporation                                     | DVN       |
| DeVry Inc.                                                   | DV        |
| Dex Media, Inc.                                              | DEX       |
| DEX One                                                      | DEXO      |
| Diageo plc                                                   | DEO       |
| Diagnostic Products Corporation                              | DP        |
| Diamond Offshore Drilling Inc.                               | DO        |
| DiamondRock Hospitality Company                              | DRH       |
| Diana Shipping, Inc.                                         | DSX       |
| Dick's Sporting Goods, Inc.                                  | DKS       |
| Diebold Inc.                                                 | DBD       |
| Digital Realty Trust, Inc.                                   | DLR       |
| Digital Realty Trust, Inc.                                   | DLRPRA    |
| Dillards Cap Tr I                                            | DDT       |
| Dillards Inc.                                                | DDS       |
| The DIRECTV Group, Inc.                                      | DTV       |
| Distribución y Servicio (D&S)                                | DYS       |
| Diversified Income Strategies Portfolio, Inc.                | DVF       |
| Dividend Capital Realty Income Allocation Fund               | DCA       |
| dj Orthopedics, Inc.                                         | DJO       |
| DNP Select Income Fund Inc.                                  | DNP       |
| Dolby Laboratories, Inc.                                     | DLB       |
| Dollar General Corporation                                   | DG        |
| Dollar Thrifty Automotive Group Inc.                         | DTG       |
| Dominion CNG Capital Trust                                   | DMGPRA    |
| Dominion Resources Black Warrior Trust                       | DOM       |
| Dominion Resources Capital Trust II                          | DPRA      |
| Dominion Resources, Inc.                                     | D         |
| Dominion Resources, Inc.                                     | DPRU      |
| Domino's Pizza, Inc.                                         | DPZ       |
| Domtar Inc.                                                  | DTC       |
| Donaldson Co Inc.                                            | DCI       |
| Doral Financial Corporation                                  | DRL       |
| Dover Corp                                                   | DOV       |
| Dover Downs Gaming & Entertainment, Inc.                     | DDE       |
| Dover Motorsports, Inc.                                      | DVD       |
| Dow 30 Premium & Dividend Income Fund, Inc.                  | DPD       |
| Dow Chemical Co.                                             | DOW       |
| Dow Jones & Company Inc.                                     | DJ        |
| DowDuPont Inc.                                               | DWDP      |
| Downey Financial Corporation.                                | DSL       |
| DPL Inc.                                                     | DPL       |
| Dr. Reddy's Laboratories Limited                             | RDY       |
| DreamWorks Animation SKG, Inc.                               | DWA       |
| Dreman/Claymore Dividend & Income Fund                       | DCS       |
| Dresser-Rand Group Inc.                                      | DRC       |
| Drew Industries Incorporated                                 | DW        |
| Dreyfus High Yield Strategies Fund.                          | DHF       |
| Dreyfus Strategic Municipal Bond Fund, Inc.                  | DSM       |
| Dreyfus Strategic Municipals, Inc.                           | LEO       |
| Dril-Quip, Inc.                                              | DRQ       |
| DRS Technologies, Inc.                                       | DRS       |
| DST Systems Inc.                                             | DST       |
| DSW Inc.                                                     | DSW       |
| DTE Energy Co.                                               | DTE       |
| DTE Energy Company                                           | DTEPRB    |
| DTE Energy Trust I                                           | DTEPRA    |
| DTE Energy Trust II                                          | DTEPRC    |
| DTF Tax-Free Income, Inc.                                    | DTF       |
| Ducati Motor Holding S.p.A.                                  | DMH       |
| Ducommun Inc                                                 | DCO       |
| Duff & Phelps Utility & Corporate Bond Trust                 | DUC       |
| Duke Energy Corporation                                      | DUK       |
| Duke Energy Corporation                                      | DUKPRA    |
| Duke Realty Corporation                                      | DREPRI    |
| Duke Realty Corporation                                      | DREPRJ    |
| Duke Realty Corporation                                      | DREPRK    |
| Duke Realty Corporation                                      | DREPRL    |
| Duke Realty Investments Inc.                                 | DRE       |
| Duquesne Light Company                                       | DQUPRG    |
| Duquesne Light Company                                       | DQUPRA    |
| Duquesne Light Company                                       | DQUPRB    |
| Duquesne Light Company                                       | DQUPRC    |
| Duquesne Light Company                                       | DQUPRD    |
| Duquesne Light Company                                       | DQUPRE    |
| Duquesne Light Company                                       | DQC       |
| Duquesne Light Company                                       | DQUPRH    |
| Duquesne Light Holdings, Inc.                                | DQE       |
| Dycom Industries Inc.                                        | DY        |
| Dynegy Inc.                                                  | DYN       |
| Dynex Capital Inc.                                           | DX        |
| Dynex Capital Inc.                                           | DXPRD     |

## E
| Bedrijfsnaam                                                  | Afkorting |
| ------------------------------------------------------------- | --------- |
| E*TRADE FINANCIAL Corp.                                       | ET        |
| E. I. du Pont de Nemours and Company (DuPont)                 | DD        |
| E. I. du Pont de Nemours and Company (DuPont)                 | DDPRA     |
| E. I. du Pont de Nemours and Company (DuPont)                 | DDPRB     |
| E.ON AG                                                       | EON       |
| The E.W. Scripps Company                                      | SSP       |
| Eagle Hospitality Properties Trust, Inc.                      | EHP       |
| Eagle Hospitality Properties Trust, Inc.                      | EHPPRA    |
| Eagle Materials, Inc.                                         | EXP       |
| Eagle Materials, Inc.                                         | EXPB      |
| Earle M. Jorgensen Company                                    | JOR       |
| Eastern American Natural Gas Trust.                           | NGT       |
| Eastgroup Properties Inc.                                     | EGP       |
| Eastgroup Properties Inc.                                     | EGPPRD    |
| Eastman Chemical Co.                                          | EMN       |
| Eastman Kodak Co.                                             | EK        |
| Eaton Corporation                                             | ETN       |
| Eaton Vance Corporation                                       | EV        |
| Eaton Vance Enhanced Equity Income Fund                       | EOI       |
| Eaton Vance Enhanced Equity Income Fund II                    | EOS       |
| Eaton Vance Municipal Income Trust                            | EVN       |
| Eaton Vance Senior Floating-Rate Fund                         | EFR       |
| Eaton Vance Senior Floating-Rate Fund                         | EFT       |
| Eaton Vance Senior Income Trust                               | EVF       |
| Eaton Vance Short Duration Diversified Income Fund            | EVG       |
| Eaton Vance Tax-Advantaged Dividend Income Fund               | EVT       |
| Eaton Vance Tax-Advantaged Global Dividend                    | ETG       |
| Eaton Vance Tax-Advantaged Global Dividend Opportunities Fund | ETO       |
| Eaton Vance Tax-Managed Buy-Write Income Fund                 | ETB       |
| Eaton Vance Tax-Managed Buy-Write Opportunities Fund          | ETV       |
| ECC Capital Corporation                                       | ECR       |
| Ecolab Inc.                                                   | ECL       |
| Edison International                                          | EIX       |
| EDO Corporation                                               | EDO       |
| EDP Energias de Portugal, S.A.                                | EDP       |
| Education Realty Trust, Inc.                                  | EDR       |
| Edwards Lifesciences Corp                                     | EW        |
| eFunds Corporation                                            | EFD       |
| El Paso Corporation                                           | EP        |
| El Paso Corporation                                           | EPPRA     |
| El Paso Electric Co.                                          | EE        |
| El Paso Energy Capital Trust I                                | EPPRC     |
| Elan Corporation Plc.                                         | ELN       |
| Electronic Data Systems Corporation                           | EDS       |
| Eli Lilly and Company                                         | LLY       |
| ELKCORP                                                       | ELK       |
| Elscint Limited                                               | ELT       |
| Embotelladora Andina                                          | AKOA      |
| Embotelladora Andina                                          | AKOB      |
| Embraer-Empresa Brasileira de Aeronautica                     | ERJ       |
| Embratel Participações S.A.                                   | EMT       |
| EMC Corporation                                               | EMC       |
| EMCOR Group, Inc.                                             | EME       |
| Emerging Markets Telecommunications Fund, Inc. (The)          | ETF       |
| Emerson Electric Co.                                          | EMR       |
| Empire District Electric Co.                                  | EDE       |
| Empire District Electric Co.                                  | EDEPRD    |
| Empresas Ica Soc Contrladora                                  | ICA       |
| Emulex Corp.                                                  | ELX       |
| Enbridge Energy Management, L.L.C.                            | EEQ       |
| Enbridge Energy Partners, L.P.                                | EEP       |
| Enbridge, Inc.                                                | ENB       |
| EnCana Corporation                                            | ECA       |
| Encore Acquisition Corp.                                      | EAC       |
| Endesa Chile                                                  | EOC       |
| Endesa Sa.                                                    | ELE       |
| Endurance Specialty Holdings Ltd.                             | ENH       |
| Enel SpA                                                      | EN        |
| Energen Corporation                                           | EGN       |
| Energizer Holdings, Inc.                                      | ENR       |
| Energy East Capital Trust I                                   | ECT       |
| Energy East Corporation                                       | EAS       |
| Energy Partners, Ltd.                                         | EPL       |
| Energy Transfer Partners, L.P.                                | ETP       |
| Enerplus Resources Fund                                       | ERF       |
| Enersis S.A.                                                  | ENI       |
| EnerSys                                                       | ENS       |
| Enesco Group, Inc.                                            | ENC       |
| Engelhard Corporation                                         | EC        |
| Enhanced Equity Yield & Premium Fund, Inc.                    | ECV       |
| Enhanced Equity Yield Fund, Inc.                              | EEF       |
| ENI S.p.A.                                                    | E         |
| Ennis, Inc.                                                   | EBF       |
| EnPro Industries, Inc.                                        | NPO       |
| Ensco International Inc.                                      | ESV       |
| Enterasys Networks, Inc.                                      | ETS       |
| Entercom Communications Corporation                           | ETM       |
| Entergy Arkansas, Inc.                                        | EHB       |
| Entergy Arkansas, Inc.                                        | EHA       |
| Entergy Corporation                                           | ETR       |
| Entergy Gulf Sts Inc                                          | GSUPRB    |
| Entergy Gulf Sts Inc                                          | GSUPRG    |
| Entergy Gulf Sts Inc                                          | GSUPRE    |
| Entergy Gulf Sts Inc                                          | GSUPRD    |
| Entergy Louisiana, Inc.                                       | EHL       |
| Entergy Mississippi, Inc.                                     | EMO       |
| Entergy Mississippi, Inc.                                     | EMQ       |
| Enterprise Cap Tr I                                           | PEGPRS    |
| Enterprise Cap Tr Iii                                         | PEGPRR    |
| Enterprises Products Partners L.P                             | EPD       |
| Entertainment Properties Trust                                | EPR       |
| Entertainment Properties Trust                                | EPRPRA    |
| Entertainment Properties Trust                                | EPRPRB    |
| Entravision Communications Corporation                        | EVC       |
| Enzo Biochem, Inc.                                            | ENZ       |
| EOG Resources, Inc.                                           | EOG       |
| Epcos AG                                                      | EPC       |
| Equifax Inc.                                                  | EFX       |
| Equitable Resources Inc.                                      | EQT       |
| Equity Inns Inc.                                              | ENN       |
| Equity Inns Inc.                                              | ENNPRB    |
| Equity Lifestyle Properties, Inc.                             | ELS       |
| Equity Office Properties Trust                                | EOP       |
| Equity Office Properties Trust                                | EOPPRB    |
| Equity Office Properties Trust                                | EOPPRG    |
| Equity One Inc.                                               | EQY       |
| Equity Residential                                            | EQR       |
| Equity Residential                                            | EQRPRB    |
| Equity Residential                                            | EQRPRC    |
| Equity Residential                                            | EQRPRD    |
| Equity Residential                                            | EQRPRH    |
| Equity Residential                                            | EQRPRE    |
| Equity Residential                                            | EQRPRN    |
| Equus Ii Incorporated                                         | EQS       |
| Esco Techologies Inc.                                         | ESE       |
| Espirito Santo Financial Group SA                             | ESF       |
| Essex Property Trust, Inc.                                    | ESS       |
| Estee Lauder Companies Inc.                                   | EL        |
| Esterline Technologies Corporation                            | ESL       |
| Ethan Allen Interiors Inc.                                    | ETH       |
| Europe Fund Inc.                                              | EF        |
| Everest Re Group Ltd.                                         | RE        |
| Everest Re Group Ltd.                                         | REPRA     |
| Everest Re Group Ltd.                                         | REPRB     |
| Exelon Corporation                                            | EXC       |
| ExpressJet Holdings, Inc.                                     | XJT       |
| Extendicare Inc.                                              | EXE       |
| Extra Space Storage, Inc.                                     | EXR       |
| Exxon Mobil Corporation                                       | XOM       |

## F
| Bedrijfsnaam                                                         | Afkorting |
| -------------------------------------------------------------------- | --------- |
| F.N.B. Corporation                                                   | FNB       |
| FactSet Research Systems Inc.                                        | FDS       |
| Fair Isaac Corporation                                               | FIC       |
| Fairchild Corporation                                                | FA        |
| Fairchild Semiconductor Corporation                                  | FCS       |
| Fairfax Financial Holdings Limited                                   | FFH       |
| Fairmont Hotels & Resorts Inc.                                       | FHR       |
| FairPoint Communications, Inc.                                       | FRP       |
| Falconbridge Limited                                                 | FAL       |
| Family Dollar Stores Inc.                                            | FDO       |
| Fannie Mae                                                           | FNM       |
| Fannie Mae                                                           | FNMPRJ    |
| Fannie Mae                                                           | FNMPRI    |
| Fannie Mae                                                           | FNMPRH    |
| Fannie Mae                                                           | FNMPRK    |
| Fannie Mae                                                           | FNMPRL    |
| Fannie Mae                                                           | FNMPRM    |
| Fannie Mae                                                           | FNMPRN    |
| FBL Financial Group Inc.                                             | FFG       |
| Fedders Corporation                                                  | FJC       |
| Fedders Corporation                                                  | FJCPRA    |
| Federal Agricultural Mortgage Corporation                            | AGM       |
| Federal Agricultural Mortgage Corporation                            | AGMA      |
| Federal National Mortgage                                            | FNMPRF    |
| FEDERAL NATL MTG ASSN                                                | FNMPRG    |
| Federal Realty Investment Trust                                      | FRTPRB    |
| Federal Realty Investment Trust.                                     | FRT       |
| Federal Signal Corporation                                           | FSS       |
| Federated Department Stores, Inc.                                    | FD        |
| Federated Investors Inc.                                             | FII       |
| Federated Premier Intermediate Municipal Income Fund                 | FPT       |
| Federated Premier Municipal Income Fund                              | FMN       |
| FedEx Corporation                                                    | FDX       |
| Fedl Home Ln Mtg                                                     | FREPRB    |
| Fedl Home Ln Mtg                                                     | FREPRG    |
| Fedl Home Ln Mtg                                                     | FREPRH    |
| Fedl Home Ln Mtg                                                     | FREPRF    |
| FEDL HOME LN MTG                                                     | FREPRD    |
| FelCor Lodging Trust                                                 | FCH       |
| FelCor Lodging Trust Inc.                                            | FCHPRA    |
| FelCor Lodging Trust Inc.                                            | FCHPRB    |
| FelCor Lodging Trust Inc.                                            | FCHPRC    |
| Feldman Mall Properties, Inc.                                        | FMP       |
| Ferrellgas Partners L.P                                              | FGP       |
| Ferro Corporation                                                    | FOE       |
| Fiat S.p.A.                                                          | FIAPR     |
| Fiat S.p.A.                                                          | FIAPRA    |
| Fiat S.p.A.                                                          | FIA       |
| Fidelity National Financial Inc.                                     | FNF       |
| Fiduciary/Claymore Dynamic Equity Fund                               | HCE       |
| Fiduciary/Claymore MLP Opportunity Fund                              | FMO       |
| Financial Federal Corporation                                        | FIF       |
| Financial Security Assurance Holdings ltd.                           | FSB       |
| Financial Security Assurance Holdings ltd.                           | FSF       |
| Financial Security Assurance Holdings Ltd.                           | FSE       |
| First Acceptance Corporation                                         | FAC       |
| First American Corporation                                           | FAF       |
| First BanCorp                                                        | FBP       |
| First BanCorp                                                        | FBPPRA    |
| First BanCorp                                                        | FBPPRC    |
| First BanCorp                                                        | FBPPRD    |
| First BanCorp                                                        | FBPPRE    |
| First BanCorp PR                                                     | FBPPRB    |
| First Commonwealth Financial Corporation                             | FCF       |
| First Data Corporation                                               | FDC       |
| First Financial Fund, Inc.                                           | FF        |
| First Horizon National Corporation                                   | FHN       |
| First Industrial Realty Trust, Inc.                                  | FR        |
| First Industrial Realty Trust, Inc.                                  | FRPRC     |
| The First Israel Fund, Inc.                                          | ISL       |
| First Marblehead Corporation (The)                                   | FMD       |
| First Potomac Realty Trust                                           | FPO       |
| First Preferred Capital Trust IV                                     | FBSPRA    |
| First Republic Bank                                                  | FRC       |
| First Republic Bank                                                  | FRCPRA    |
| First Republic Bank                                                  | FRCPRB    |
| First Trust / Fidac Mortgage Income Fund                             | FMY       |
| First Trust Strategic High Income Fund                               | FHI       |
| First Trust/Aberdeen Global Opportunity Income Fund                  | FAM       |
| First Trust/Fiduciary Asset Management Covered Call Fund             | FFA       |
| First Trust/Four Corners Senior Floating Rate Income Fund II         | FCT       |
| First Un Real Estate Equity                                          | FURPRA    |
| First Union Real Estate Equity & Mortgage Investment.                | FUR       |
| FirstEnergy Corp                                                     | FE        |
| Firstfed Financial Corporation.                                      | FED       |
| Fisher Scientific International Inc.                                 | FSH       |
| Flagstar Bancorp, Inc.                                               | FBC       |
| Flaherty & Crumrine / Claymore Preferred Securities Income Fund Inc. | FFC       |
| Flaherty & Crumrine / Claymore Total Return Fund Incorporated        | FLC       |
| Flaherty & Crumrine Preferred Income Fund Incorporated               | PFD       |
| Flaherty & Crumrine Preferred Income Opportunity Fund Incorporated   | PFO       |
| Fleet Capital Trust IX                                               | FBFPRN    |
| Fleet Capital Trust Vi                                               | FBFPRK    |
| Fleet Capital Trust VII                                              | FBFPRL    |
| Fleet Capital Trust VIII                                             | FBFPRM    |
| Fleetwood Enterprises, Inc.                                          | FLE       |
| Floating Rate Income Strategies Fund II, Inc.                        | FRB       |
| Floating Rate Income Strategies Fund, Inc.                           | FRA       |
| Florida East Coast Industries Inc.                                   | FLA       |
| Florida Rock Industries Inc.                                         | FRK       |
| Flowers Foods, Inc.                                                  | FLO       |
| Flowserve Corporation.                                               | FLS       |
| Fluor Corporation                                                    | FLR       |
| FMC Corporation                                                      | FMC       |
| FMC Technologies, Inc.                                               | FTI       |
| Fomento Económico Mexicano S.A.                                      | FMX       |
| Foot Locker, Inc.                                                    | FL        |
| Ford Motor Company                                                   | F         |
| Ford Motor Company                                                   | FPRA      |
| Ford Motor Company Capital Trust II                                  | FPRS      |
| Ford Motor Credit Company                                            | FCZ       |
| Ford Motor Credit Company                                            | FCJ       |
| Fording Canadian Coal Trust                                          | FDG       |
| FOREST CITY ENTERPRISES INC                                          | FCEB      |
| FOREST CITY ENTERPRISES INC                                          | FCEA      |
| Forest City Enterprises, Inc.                                        | FCY       |
| FOREST LABS INC                                                      | FRX       |
| Forest Oil Corporation                                               | FST       |
| Fort Dearborn Income Securities, Inc.                                | FDI       |
| FORTUNE BRANDS INC                                                   | FOPRA     |
| Fortune Brands, Inc.                                                 | FO        |
| Foundation Coal Holdings, Inc.                                       | FCL       |
| Four Seasons Hotels Inc.                                             | FS        |
| FPC Capital I                                                        | FPCPRA    |
| FPL Group Inc.                                                       | FPL       |
| FPL Group Inc.                                                       | FPLPRB    |
| FPL Group Inc.                                                       | FPLPRC    |
| France Télécom                                                       | FTE       |
| Franklin Covey Company                                               | FC        |
| Franklin Resources Inc.                                              | BEN       |
| Franklin Universal Trust                                             | FT        |
| FREDDIE MAC                                                          | FRE       |
| FREDDIE MAC                                                          | FREPRL    |
| FREDDIE MAC                                                          | FREPRQ    |
| FREDDIE MAC                                                          | FREPRP    |
| FREDDIE MAC                                                          | FREPRN    |
| FREDDIE MAC                                                          | FREPRO    |
| FREDDIE MAC                                                          | FREPRR    |
| FREDDIE MAC                                                          | FREPRK    |
| FREDDIE MAC                                                          | FREPRM    |
| Freeport Mcmoran Copper&Gold                                         | FCXPRC    |
| Freeport Momoran Copper & Gold Inc.                                  | FCXPRD    |
| Freeport-McMoran Copper & Gold Inc.                                  | FCX       |
| Freescale Semiconductor, Inc.                                        | FSL       |
| Freescale Semiconductor, Inc.                                        | FSLB      |
| Fremont Gen Fing I                                                   | FMTPR     |
| Fremont General Corporation.                                         | FMT       |
| Fresenius Medical Care AG                                            | FMS       |
| Fresenius Medical Care AG                                            | FMSPR     |
| Fresh Del Monte Produce Inc.                                         | FDP       |
| Friedman Billings Ramsey                                             | FBR       |
| Frontier Oil Corporation.                                            | FTO       |
| Frontline Ltd.                                                       | FRO       |
| FTD Group, Inc.                                                      | FTD       |
| FTI Consulting, Inc.                                                 | FCN       |
| Furniture Brands International, Inc.                                 | FBN       |

## G
| Bedrijfsnaam                                               | Afkorting |
| ---------------------------------------------------------- | --------- |
| G & L Realty Corporation.                                  | GLRPRA    |
| G & L Realty Corporation.                                  | GLRPRB    |
| Gabelli Asset Management, Inc.                             | GBL       |
| Gabelli Convertible and Income Securities Fund, Inc. (The) | GCV       |
| Gabelli Convertible and Income Securities Fund, Inc. (The) | GCVPRB    |
| Gabelli Dividend & Income Trust (The)                      | GDV       |
| Gabelli Dividend & Income Trust (The)                      | GDVPRA    |
| The Gabelli Equity Trust Inc.                              | GAB       |
| Gabelli Equity Trust Inc. (The)                            | GABPRB    |
| Gabelli Equity Trust Inc. (The)                            | GABPRD    |
| The Gabelli Global Multimedia Trust Inc.                   | GGT       |
| Gabelli Global Multimedia Trust Inc. (The)                 | GGTPRB    |
| The Gabelli Utility Trust                                  | GUT       |
| Gabelli Utility Trust (The)                                | GUTPRA    |
| Gables Residential Trust.                                  | GBP       |
| Gables Residential Trust.                                  | GBPPRD    |
| Gallaher Group Plc.                                        | GLH       |
| GameStop Corp.                                             | GME       |
| GameStop Corp.                                             | GMEB      |
| Gannett Co., Inc.                                          | GCI       |
| GAP Inc.                                                   | GPS       |
| Gardner Denver Inc.                                        | GDI       |
| Gartner Inc.                                               | IT        |
| Gateway Inc.                                               | GTW       |
| Gatx Corp                                                  | GMTPR     |
| Gatx Corporation                                           | GMT       |
| Gaylord Entertainment Co.                                  | GET       |
| Gencorp Inc                                                | GY        |
| Genentech, Inc                                             | DNA       |
| General American Investors Company, Inc.                   | GAM       |
| General American Investors Company, Inc.                   | GAMPRB    |
| General Cable Corporation                                  | BGC       |
| General Dynamics Corporation                               | GD        |
| General Electric Capital Company                           | GEC       |
| General Electric Capital Company                           | GED       |
| General Electric Capital Corporation                       | GEA       |
| General Electric Capital Corporation                       | GEP       |
| General Electric Company                                   | GE        |
| General Growth Properties Inc.                             | GGP       |
| General Maritime Corporation                               | GMR       |
| General Mills, Inc.                                        | GIS       |
| General Motors Acceptance Corporation                      | GKM       |
| General Motors Acceptance Corporation                      | GJM       |
| General Motors Acceptance Corporation                      | GMA       |
| General Motors Acceptance Corporation                      | GOM       |
| General Motors Corporation                                 | GM        |
| General Motors Corporation                                 | GMW       |
| General Motors Corporation                                 | XGM       |
| General Motors Corporation                                 | HGM       |
| General Motors Corporation                                 | RGM       |
| General Motors Corporation                                 | GXM       |
| General Motors Corporation                                 | GBM       |
| General Motors Corporation                                 | BGM       |
| General Motors Corporation                                 | GPM       |
| General Motors Corporation                                 | GMS       |
| Genesco Inc.                                               | GCO       |
| Genesee & Wyoming, Inc.                                    | GWR       |
| Genuine Parts Company                                      | GPC       |
| Genworth Financial, Inc.                                   | GNW       |
| Genworth Financial, Inc.                                   | GNWPRE    |
| Geo Group, Inc.                                            | GGI       |
| Georgia Gulf Corporation                                   | GGC       |
| Georgia Power Capital Trust V                              | GPEPRW    |
| Georgia Power Capital Trust VII                            | GPEPRX    |
| Georgia Power Company                                      | GPD       |
| Georgia Power Company                                      | GPJ       |
| Georgia Power Company                                      | GPW       |
| Georgia Power Company                                      | GPU       |
| Georgia Power Company                                      | GAH       |
| Georgia-Pacific Corporation                                | GP        |
| Gerber Scientific Inc.                                     | GRB       |
| Gerdau Ameristeel Corporation                              | GNA       |
| Gerdau S.A.                                                | GGB       |
| The Germany Fund, Inc.                                     | GER       |
| Getty Realty Corporation.                                  | GTY       |
| Giant Industries Inc.                                      | GI        |
| Gildan Activewear Inc.                                     | GIL       |
| The Gillette Company                                       | G         |
| Glamis Gold Ltd.                                           | GLG       |
| Glatfelter                                                 | GLT       |
| GlaxoSmithKline                                            | GSK       |
| Glenborough Realty Trust Inc.                              | GLB       |
| Glenborough Rlty Tr Inc                                    | GLBPRA    |
| Glimcher Realty Trust                                      | GRT       |
| Glimcher Realty Trust                                      | GRTPRF    |
| Glimcher Realty Trust                                      | GRTPRG    |
| Global High Income Dollar Fund, Inc.                       | GHI       |
| Global Payments Inc.                                       | GPN       |
| Global Power Equipment Group Inc.                          | GEG       |
| Global Signal, Inc.                                        | GSL       |
| Global-Tech Appliances, Inc.                               | GAI       |
| GlobalSanteFe Corporation                                  | GSF       |
| GMH Communities Trust                                      | GCT       |
| Gol Linhas Aéreas Inteligentes S.A.                        | GOL       |
| Gold Fields Limited                                        | GFI       |
| Goldcorp Inc.                                              | GG        |
| Goldcorp Inc.                                              | GGWSC     |
| Goldcorp Inc.                                              | GGWSA     |
| Golden West Financial Corporation                          | GDW       |
| Goldman Sachs Group Inc.                                   | GS        |
| Goldman Sachs Group Inc.                                   | GSPRA     |
| Goodrich Corporation                                       | GR        |
| Goodrich Petroleum Corporation                             | GDP       |
| Goodyear Tire & Rubber Co.                                 | GT        |
| Gottschalks Inc.                                           | GOT       |
| Government Properties Trust, Inc                           | GPP       |
| The Governor and Company of the Bank of Ireland            | IRE       |
| GP Strategies Corporation                                  | GPX       |
| Graco Inc.                                                 | GGG       |
| Graftech International, Ltd.                               | GTI       |
| Gramercy Capital Corp.                                     | GKK       |
| Granite Construction, Inc.                                 | GVA       |
| Grant Prideco Inc.                                         | GRP       |
| Graphic Packaging Corp.                                    | GPK       |
| Gray Television, Inc.                                      | GTNA      |
| Gray Television, Inc.                                      | GTN       |
| Great American Financial Resources, Inc.                   | GFR       |
| Great Atlantic & Pacific Tea Co Inc.                       | GAP       |
| Great Atlantic and Pacific Tea Incorporated                | GAJ       |
| Great Northern Iron Ore Properties                         | GNI       |
| Great Plains Energy Inc.                                   | GXP       |
| Great Plains Energy Inc.                                   | GXPPRA    |
| Great Plains Energy Inc.                                   | GXPPRD    |
| Great Plains Energy Inc.                                   | GXPPRE    |
| Great Plains Energy Inc.                                   | GXPPR     |
| Greatbatch, Inc.                                           | GB        |
| The Greater China Fund, Inc.                               | GCH       |
| Green Mountain Power Corporation                           | GMP       |
| Greenbrier Companies, Inc. (The)                           | GBX       |
| Greenhill & Co., Inc.                                      | GHL       |
| Greif, Inc.                                                | GEF       |
| Greif, Inc.                                                | GEFB      |
| Griffon Corporation                                        | GFF       |
| Group 1 Automotive Inc.                                    | GPI       |
| Groupe Danone                                              | DA        |
| GRUMA, S.A. de C.V.                                        | GMK       |
| Grupo Aeroportuario del Sureste, S.A. de C.V.              | ASR       |
| Grupo Casa Saba, S.A. De C.V.                              | SAB       |
| Grupo Indl Maseca S A De Cv                                | MSK       |
| Grupo Iusacell S.A. de C.V.                                | CEL       |
| Grupo Radio Centro S.A.                                    | RC        |
| Grupo Televisa, S.A.                                       | TV        |
| Grupo TMM, S.A.                                            | TMM       |
| Grupo Vitro                                                | VTO       |
| GTECH Holdings Corporation                                 | GTK       |
| Guangshen Railway Co. Ltd.                                 | GSH       |
| Guess?, Inc.                                               | GES       |
| Guidant Corporation.                                       | GDT       |
| Gulf Power Capital Trust III                               | GUPPRC    |
| Gulf Power Company                                         | GUL       |
| Gulf Power Company                                         | GUI       |
| Gulf Power Company                                         | GUQ       |

## H
| Bedrijfsnaam                                                | Afkorting |
| ----------------------------------------------------------- | --------- |
| H & Q Life Sciences Investors                               | HQL       |
| H & R Block Inc.                                            | HRB       |
| H&Q Healthcare Investors                                    | HQH       |
| H. J. Heinz Company                                         | HNZ       |
| H.B. Fuller Company                                         | FUL       |
| Haemonetics Corp                                            | HAE       |
| Halliburton Co.                                             | HAL       |
| Hancock Fabrics Inc                                         | HKF       |
| Handleman Co.                                               | HDL       |
| Hanger Orthopedic Group Inc.                                | HGR       |
| Hanover Compressor Co.                                      | HC        |
| Hanson                                                      | HAN       |
| Harley-Davidson, Inc.                                       | HDI       |
| Harman International Ind. Inc.                              | HAR       |
| Harmony Gold Mining Company Limited                         | HMY       |
| Harrahs Entertainment, Inc.                                 | HET       |
| Harris Corporation.                                         | HRS       |
| Harris Pfd Cap Corp                                         | HBCPR     |
| Harsco Corporation.                                         | HSC       |
| Harte Hanks Inc.                                            | HHS       |
| Hartford Capital III                                        | HIGPRC    |
| Hartford Financial Services Group Inc.                      | HIG       |
| Hartford Financial Services Group Inc.                      | HIGPRA    |
| Hartford Financial Services Group Inc.                      | HIGPRD    |
| Hartford Income Shares Fund, Inc.                           | HSF       |
| Hartford Life Inc.                                          | HLIPRB    |
| Hartmarx Corporation                                        | HMX       |
| Harvest Energy Trust                                        | HTE       |
| Harvest Natural Resources, Inc.                             | HNR       |
| Hasbro, Inc.                                                | HAS       |
| Haverty Furniture Companies Inc.                            | HVT       |
| Haverty Furniture Companies Inc.                            | HVTA      |
| Hawaiian Electric Industries Inc.                           | HE        |
| HCA Inc.                                                    | HCA       |
| Hcc Insurance Holdings, Inc.                                | HCC       |
| HDFC Bank Limited                                           | HDB       |
| Head N.V.                                                   | HED       |
| Headwaters Incorporated                                     | HW        |
| Health Care Property Investors Inc.                         | HCP       |
| Health Care Property Investors Inc.                         | HCPPRE    |
| Health Care Property Investors Inc.                         | HCPPRF    |
| Health Care REIT, Inc.                                      | HCNPRF    |
| Health Care REIT, Inc.                                      | HCN       |
| Health Care REIT, Inc.                                      | HCNPRD    |
| Health Management Associates Inc.                           | HMA       |
| Health Net, Inc.                                            | HNT       |
| Healthcare Realty Trust Inc.                                | HR        |
| Hearst Argyle Television Inc.                               | HTV       |
| Heartland Payment Systems, Inc.                             | HPY       |
| Hecla Mining Co.                                            | HL        |
| Hecla Mining Co.                                            | HLPRB     |
| HECO Capital Trust III                                      | HEPRU     |
| HEICO Corporation                                           | HEI       |
| HEICO Corporation                                           | HEIA      |
| Hellenic Telecommunication Organization S.A.                | OTE       |
| Helmerich & Payne Inc.                                      | HP        |
| Herbalife Ltd.                                              | HLF       |
| Hercules Incorporated                                       | HPC       |
| Heritage Property Investment Trust, Inc.                    | HTG       |
| The Hershey Company                                         | HSY       |
| Hewitt Associates                                           | HEW       |
| Hewlett Packard Co.                                         | HPQ       |
| Hexcel Corporation                                          | HXL       |
| Hibernia Corporation                                        | HIB       |
| High Income Opportunity Fund, Inc.                          | HIO       |
| The High Yield Income Fund, Inc.                            | HYI       |
| The High Yield Plus Fund, Inc.                              | HYP       |
| Highland Hospitality Corporation                            | HIH       |
| Highwoods Properties Inc                                    | HIWPRB    |
| Highwoods Properties Inc                                    | HIWPRD    |
| Highwoods Properties Inc.                                   | HIW       |
| Hilb, Rogal & Hobbs Co.                                     | HRH       |
| Hillenbrand Industries Inc.                                 | HB        |
| Hilton Hotels Corporation                                   | HLT       |
| Hilton Hotels Corporation                                   | HLN       |
| Hitachi, Ltd.                                               | HIT       |
| HNI Corporation                                             | HNI       |
| Hollinger International Inc.                                | HLR       |
| Holly Corporation                                           | HOC       |
| Holly Energy Partners, L.P.                                 | HEP       |
| Home Depot Inc.                                             | HD        |
| Home Properties, Inc.                                       | HME       |
| Home Properties, Inc.                                       | HMEPRF    |
| HomeBanc Corp.                                              | HMB       |
| Honda Motor Co., Ltd.                                       | HMC       |
| Honeywell International, Inc.                               | HON       |
| Horace Mann Educators Corporation.                          | HMN       |
| Hormel Foods Corporation.                                   | HRL       |
| Hornbeck Offshore Services, Inc.                            | HOS       |
| Hospira, Inc.                                               | HSP       |
| Hospitality Properties Trust                                | HPTPRB    |
| Hospitality Properties Trust.                               | HPT       |
| Host Marriott Corporation                                   | HMTPRC    |
| Host Marriott Corporation                                   | HMTPRE    |
| Host Marriott Corporation.                                  | HMT       |
| Household Capital Trust VII                                 | HIPRV     |
| Household International Inc.                                | HIPRF     |
| The Houston Exploration Company                             | THX       |
| Hovnanian Enterprises, Inc.                                 | HOV       |
| HRPT Properties Trust                                       | HRPPRB    |
| Hrpt Properties Trust.                                      | HRP       |
| Hrpt Properties Trust.                                      | HRPPRA    |
| HSBC Finance Corporation                                    | HFCPRB    |
| HSBC Finance Corporation                                    | HTB       |
| HSBC Finance Corporation                                    | HIPRE     |
| HSBC Finance Corporation                                    | HTN       |
| HSBC Holding plc                                            | HBC       |
| HSBC USA Inc.                                               | HBAPRD    |
| HSBC USA Inc.                                               | HBAPRE    |
| HSBC USA Inc.                                               | HBAPRF    |
| HSBC USA, Inc.                                              | HBAPRZ    |
| Huaneng Power International Inc.                            | HNP       |
| HUB International Limited                                   | HBG       |
| Hubbell Inc.                                                | HUBA      |
| Hubbell Inc.                                                | HUBB      |
| Hudson United Bancorp                                       | HU        |
| Hughes Supply, Inc.                                         | HUG       |
| Hugoton Royalty Trust                                       | HGT       |
| Humana Inc.                                                 | HUM       |
| Huntsman Corporation                                        | HUN       |
| Huntsman Corporation                                        | HUNPR     |
| Hutchison Telecommunications International Limited          | HTX       |
| Huttig Building Products, Inc.                              | HBP       |
| Hypercom Corporation                                        | HYC       |
| Hyperion 2005 Investment Grade Opportunity Term Trust, Inc. | HTO       |
| The Hyperion Strategic Mortgage Income Fund, Inc.           | HSM       |
| The Hyperion Total Return Fund, Inc.                        | HTR       |

## I
| Bedrijfsnaam                                            | Afkorting |
| ------------------------------------------------------- | --------- |
| ICICI Bank Ltd.                                         | IBN       |
| Idacorp Inc.                                            | IDA       |
| IDEX Corporation                                        | IEX       |
| IDT Corporation                                         | IDTC      |
| IDT Corporation                                         | IDT       |
| IFC Capital Trust II                                    | IFCPRO    |
| IFC Capital Trust III                                   | IFCPRN    |
| IHOP Corporation                                        | IHP       |
| IHS, Inc.                                               | IHS       |
| IKON Office Solutions, Inc.                             | IKN       |
| Illinois Tool Works Inc.                                | ITW       |
| Imagistics International, Inc.                          | IGI       |
| Imation Corporation                                     | IMN       |
| Impac Mortgage Holdings, Inc.                           | IMH       |
| Impac Mortgage Holdings, Inc.                           | IMHPRB    |
| Impac Mortgage Holdings, Inc.                           | IMHPRC    |
| Imperial Chemical Industries PLC                        | ICI       |
| Imperial Tobacco Group PLC                              | ITY       |
| Ims Health Inc.                                         | RX        |
| Inco Limited                                            | NWG       |
| Inco Ltd.                                               | N         |
| Independence Holding Company                            | IHC       |
| India Fund, Inc.                                        | IFN       |
| Indiana Michigan Power Company                          | IJD       |
| Industrias Bachoco, S.A. de C.V.                        | IBA       |
| IndyMac Bancorp, Inc.                                   | NDE       |
| IndyMac Bancorp, Inc.                                   | NDEPR     |
| Infineon Technologies AG                                | IFX       |
| InfraSource Services, Inc.                              | IFS       |
| ING Global Equity Dividend and Premium Opportunity Fund | IGD       |
| ING Groep N.V.                                          | IND       |
| ING Groep N.V.                                          | INZ       |
| ING Groep N.V.                                          | ISP       |
| ING Group                                               | ING       |
| ING Prime Rate Trust                                    | PPR       |
| Ingersoll-Rand Company Limited                          | IR        |
| Ingram Micro Inc.                                       | IM        |
| Inland Real Estate Corporation                          | IRC       |
| Innkeepers Usa Trust                                    | KPA       |
| Innkeepers USA Trust                                    | KPAPRC    |
| Input Output Inc.                                       | IO        |
| Insured Municipal Income Fund                           | PIF       |
| Interactive Data Corporation                            | IDC       |
| InterContinental Hotels Group PLC                       | IHG       |
| Intergrated Electrical Services Inc.                    | IES       |
| Interline Brands, Inc.                                  | IBI       |
| International Aluminum Corporation.                     | IAL       |
| International Business Machines Corporation             | IBM       |
| International Flavors & Fragrances Inc.                 | IFF       |
| International Game Technology                           | IGT       |
| International Paper Co.                                 | IP        |
| International Power PLC                                 | IPR       |
| International Rectifier Corporation                     | IRF       |
| International Securities Exchange, Inc.                 | ISE       |
| International Shipholding Corporation                   | ISH       |
| International Shipholding Corporation                   | ISHPR     |
| Interpool, Inc.                                         | IPX       |
| Interpublic Group of Companies Inc.                     | IPG       |
| Interpublic Group of Companies Inc.                     | IPGPRA    |
| Interstate Hotels & Resorts, Inc.                       | IHR       |
| Interstate Power and Light Company                      | IPLPRB    |
| Interstate Power and Light Company                      | IPLPRC    |
| Intertape Polymer Group Inc.                            | ITP       |
| Intrawest Corporation                                   | IDR       |
| Invacare Corporation                                    | IVC       |
| Investment Grade Municipal Income Fund                  | PPM       |
| Investment Technology Group Inc.                        | ITG       |
| Iomega Corp                                             | IOM       |
| Iowa Telecommunications Services, Inc.                  | IWA       |
| IPSCO Inc.                                              | IPS       |
| Iron Mountain Inc.                                      | IRM       |
| IRSA Inversiones Y Representaciones S.A.                | IRS       |
| Irwin Financial Corporation                             | IFCPRM    |
| Irwin Financial Corporation                             | IFC       |
| iShares Dow Jones Select Dividend Index Fund            | DVY       |
| iShares FTSE/Xinhua China 25 Index Fund                 | FXI       |
| iShares KLD Select Social Index Fund                    | KLD       |
| iShares Lehman TIPS Bond Fund                           | TIP       |
| iShares Morningstar Large Core Index Fund               | JKD       |
| iShares Morningstar Large Growth Index Fund             | JKE       |
| iShares Morningstar Large Value Index Fund              | JKF       |
| iShares Morningstar Mid Core Index Fund                 | JKG       |
| iShares Morningstar Mid Growth Index Fund               | JKH       |
| iShares Morningstar Mid Value Index Fund                | JKI       |
| iShares Morningstar Small Core Index Fund               | JKJ       |
| iShares Morningstar Small Growth Index Fund             | JKK       |
| iShares Morningstar Small Value Index Fund              | JKL       |
| iShares MSCI Growth Index Fund                          | EFG       |
| iShares MSCI Value Index Fund                           | EFV       |
| iShares NYSE 100 Index Fund                             | NY        |
| iShares NYSE Composite Index Fund                       | NYC       |
| Ispat International                                     | IST       |
| iStar Financial Inc.                                    | SFI       |
| iStar Financial Inc.                                    | SFIPRD    |
| iStar Financial Inc.                                    | SFIPRE    |
| iStar Financial Inc.                                    | SFIPRF    |
| iStar Financial Inc.                                    | SFIPRG    |
| iStar Financial Inc.                                    | SFIPRI    |
| ITC Holdings Corp.                                      | ITC       |
| ITT Educational Services Inc.                           | ESI       |
| ITT Industries, Inc.                                    | ITT       |
| Ivanhoe Mines Ltd.                                      | IVN       |

## J
| Bedrijfsnaam                                  | Afkorting |
| --------------------------------------------- | --------- |
| J. M. Smucker Company                         | SJM       |
| J.C. Penney Company Inc.                      | JCP       |
| J.P. Morgan Chase Capital IX                  | JPT       |
| J.P. Morgan Chase Capital X                   | JPMPRJ    |
| J.P. Morgan Chase Capital XI                  | JPMPRK    |
| J.P. Morgan Chase Capital XII                 | JPMPRX    |
| J.P. Morgan Chase Capital XVI                 | JPMPRP    |
| Jabil Circuit Inc.                            | JBL       |
| Jack in the Box Inc.                          | JBX       |
| Jackson Hewitt Tax Service Inc.               | JTX       |
| Jacobs Engineering Group Inc.                 | JEC       |
| Jacuzzi Brands, Inc.                          | JJZ       |
| James Hardie Industries N.V.                  | JHX       |
| Janus Capital Group Inc.                      | JNS       |
| The Japan Equity Fund, Inc.                   | JEQ       |
| Japan Smaller Capitalization Fund, Inc.       | JOF       |
| Jarden Corporation                            | JAH       |
| Jefferies Group Inc.                          | JEF       |
| Jefferson Pilot Corporation.                  | JP        |
| JER Investors Trust Inc.                      | JRT       |
| Jersey Cent Pwr & Lt Co                       | JYPPR     |
| JF China Region Fund, Inc.                    | JFC       |
| Jilin Chemical Industrial Company, Ltd.       | JCC       |
| Jlg Industries Inc.                           | JLG       |
| Jo-Ann Stores, Inc.                           | JAS       |
| John H. Harland Company                       | JH        |
| John Hancock Bank And Thrift Opportunity Fund | BTO       |
| John Hancock Income Securities Trust          | JHS       |
| John Hancock Investors Trust                  | JHI       |
| John Hancock Patriot Global Dividend Fund     | PGD       |
| John Hancock Patriot Preferred Dividend Fund  | PPF       |
| John Hancock Patriot Premium Dividend Fund I  | PDF       |
| John Hancock Patriot Premium Dividend Fund Ii | PDT       |
| John Hancock Patriot Select Dividend Trust    | DIV       |
| John Hancock Preferred Income Fund            | HPI       |
| John Hancock Preferred Income Fund II         | HPF       |
| John Hancock Preferred Income Fund III        | HPS       |
| John Hancock Tax- Advantaged Dividend Income  | HTD       |
| John Wiley & Sons, Inc.                       | JWA       |
| Johnson & Johnson                             | JNJ       |
| Johnson Controls, Inc.                        | JCI       |
| Jones Apparel Group Inc.                      | JNY       |
| Jones Lang Lasalle Inc.                       | JLL       |
| Journal Communications, Inc.                  | JRN       |
| Journal Register Co.                          | JRC       |
| JPMorgan Chase & Co.                          | JPM       |
| JPMorgan Chase & Co.                          | JPMPRH    |
| JPMorgan Chase Capital XIV                    | JPMPRY    |

## K
| Bedrijfsnaam                                  | Afkorting |
| --------------------------------------------- | --------- |
| K&F Industries Holdings, Inc.                 | KFI       |
| K-Sea Transportation Partners L.P.            | KSP       |
| K2 Inc.                                       | KTO       |
| Kadant Inc.                                   | KAI       |
| Kansas City Southern                          | KSU       |
| Kansas City Southn Inds Inc                   | KSUPR     |
| Katy Inds Inc                                 | KT        |
| Kaydon Corporation.                           | KDN       |
| Kayne Anderson Energy Total Return Fund, Inc. | KYE       |
| Kayne Anderson MLP Investment Company         | KYN       |
| KB Home                                       | KBH       |
| KCS Energy Inc.                               | KCS       |
| Keane, Inc.                                   | KEA       |
| Keithley Instruments, Inc.                    | KEI       |
| Kellogg Company                               | K         |
| Kellwood Company                              | KWD       |
| Kemet Corporation                             | KEM       |
| Kennametal Inc.                               | KMT       |
| Kenneth Cole Productions Inc.                 | KCP       |
| Kerr McGee Corporation.                       | KMG       |
| Kerzner International Limited                 | KZL       |
| KeyCorp                                       | KEY       |
| KeyCorp Capital V                             | KEYPRA    |
| KeyCorp Capital VI                            | KEYPRB    |
| KeySpan Corporation                           | KSE       |
| Kilroy Realty Corporation                     | KRCPRE    |
| Kilroy Realty Corporation                     | KRCPRF    |
| Kilroy Realty Corporation.                    | KRC       |
| Kimberly Clark Corp                           | KMB       |
| Kimco Realty Corp.                            | KIM       |
| Kimco Realty Corp.                            | KIMPRF    |
| Kinder Morgan Energy Partners L.P             | KMP       |
| Kinder Morgan Inc.                            | KMI       |
| Kinder Morgan Management, LLC                 | KMR       |
| Kindred Healthcare, Inc.                      | KND       |
| Kinetic Concepts, Inc.                        | KCI       |
| King Pharmaceuticals Inc.                     | KG        |
| Kingsway Financial Services Inc               | KFS       |
| Kinross Gold Corporation                      | KGC       |
| Kirby Corporation.                            | KEX       |
| Kite Realty Group Trust                       | KRG       |
| KKR Financial Corporation                     | KFN       |
| KMG America Corporation                       | KMA       |
| Knight Ridder Inc.                            | KRI       |
| Knight Transportation, Inc.                   | KNX       |
| Knoll, Inc.                                   | KNL       |
| Kohls Corporation                             | KSS       |
| Konami Corporation                            | KNM       |
| Kookmin Bank                                  | KB        |
| Koor Industries                               | KOR       |
| Korea Electric Power Corporation              | KEP       |
| Korea Equity Fund, Inc.                       | KEF       |
| The Korea Fund, Inc.                          | KF        |
| Korn Ferry International                      | KFY       |
| Kraft Heinz Company                           | KHC       |
| Krispy Kreme Doughnuts, Inc.                  | KKD       |
| Kroger Co.                                    | KR        |
| KRONOS Worldwide, Inc.                        | KRO       |
| KT Corporation                                | KTC       |
| Kubota Corporation                            | KUB       |
| KV Pharmaceutical Co.                         | KVB       |
| KV Pharmaceutical Co.                         | KVA       |
| Kyocera Corporation                           | KYO       |

## L
| Bedrijfsnaam                                        | Afkorting |
| --------------------------------------------------- | --------- |
| L 3 Communication Holdings Inc.                     | LLL       |
| La Quinta Corporation                               | LQIPR     |
| La Quinta Corporation                               | LQI       |
| La-Z-Boy Incorporated                               | LZB       |
| Labor Ready Inc.                                    | LRW       |
| Laboratory Corporation of America Holdings          | LH        |
| Labranche & Co Inc.                                 | LAB       |
| Laclede Capital Trust I                             | LGPRA     |
| Laclede Group, Inc.                                 | LG        |
| Lafarge North America Inc.                          | LAF       |
| Lafarge S.A.                                        | LR        |
| Laidlaw International, Inc.                         | LI        |
| Lamson & Sessions Co.                               | LMS       |
| Lan Airlines S.A.                                   | LFL       |
| Landamerica Financial Group Inc.                    | LFG       |
| Landauer, Inc.                                      | LDR       |
| Landry's Restaurants, Inc.                          | LNY       |
| Las Vegas Sands Corp.                               | LVS       |
| Lasalle Hotel Properties                            | LHO       |
| Lasalle Hotel Properties                            | LHOPRA    |
| Lasalle Hotel Properties                            | LHOPRB    |
| The Latin America Equity Fund, Inc.                 | LAQ       |
| The Latin American Discovery Fund, Inc.             | LDF       |
| Lazard Global Total Return and Income Fund, Inc.    | LGI       |
| Lazard Ltd                                          | LDZ       |
| Lazard Ltd.                                         | LAZ       |
| Lazard World Dividend & Income Fund, Inc.           | LOR       |
| LeapFrog Enterprises Inc.                           | LF        |
| Lear Corporation                                    | LEA       |
| Lee Enterprises, Incorporated                       | LEE       |
| Legg Mason Inc.                                     | LM        |
| Leggett & Platt Inc.                                | LEG       |
| Lehman ABS Corporation                              | CVB       |
| Lehman ABS Corporation                              | JBD       |
| Lehman ABS Corporation                              | XFH       |
| Lehman ABS Corporation                              | JBI       |
| Lehman ABS Corporation                              | XFB       |
| Lehman ABS Corporation                              | XFD       |
| Lehman ABS Corporation                              | XFE       |
| Lehman ABS Corporation                              | XFA       |
| Lehman ABS Corporation                              | CEW       |
| Lehman ABS Corporation                              | XFJ       |
| Lehman ABS Corporation                              | XFK       |
| Lehman ABS Corporation                              | XFL       |
| Lehman ABS Corporation                              | XFP       |
| Lehman ABS Corporation                              | XFR       |
| Lehman ABS Corporation                              | CCT       |
| Lehman ABS Corporation                              | CCS       |
| Lehman ABS Corporation                              | CYF       |
| Lehman ABS Corporation                              | CYG       |
| Lehman ABS Corporation                              | CYR       |
| Lehman ABS Corporation                              | CVI       |
| Lehman ABS Corporation                              | CDD       |
| Lehman ABS Corporation                              | XKO       |
| Lehman ABS Corporation                              | XKP       |
| Lehman ABS Corporation                              | XKR       |
| Lehman ABS Corporation                              | XKS       |
| Lehman ABS Corporation                              | XKX       |
| Lehman ABS Corporation                              | XKY       |
| Lehman ABS Corporation                              | JBJ       |
| Lehman ABS Corporation                              | XVF       |
| Lehman ABS Corporation                              | XVG       |
| Lehman ABS Corporation                              | JZY       |
| Lehman ABS Corporation                              | JZZ       |
| Lehman ABS Corporation                              | JZV       |
| Lehman ABS Corporation                              | JZT       |
| Lehman ABS Corporation                              | JZS       |
| Lehman ABS Corporation                              | JZR       |
| Lehman ABS Corporation                              | JZO       |
| Lehman ABS Corporation                              | JZK       |
| Lehman ABS Corporation                              | JZL       |
| Lehman ABS Corporation                              | JZJ       |
| Lehman ABS Corporation                              | JZH       |
| Lehman ABS Corporation                              | JZE       |
| Lehman ABS Corporation                              | JZD       |
| Lehman ABS Corporation                              | JBK       |
| Lehman ABS Corporation                              | JBO       |
| Lehman ABS Corporation                              | CYA       |
| Lehman ABS Corporation                              | JBP       |
| Lehman ABS Corporation                              | CCG       |
| Lehman Brothers Hldgs Inc                           | LEHPRC    |
| Lehman Brothers Holdings Capital Trust III          | LEHPRK    |
| Lehman Brothers Holdings Capital Trust IV           | LEHPRL    |
| Lehman Brothers Holdings Capital Trust V            | LEHPRM    |
| Lehman Brothers Holdings Capital Trust VI           | LEHPRN    |
| Lehman Brothers Holdings Inc.                       | LEH       |
| Lehman Brothers Holdings Inc.                       | LEHPRD    |
| Lehman Brothers Holdings Inc.                       | LEHPRF    |
| Lehman Brothers Holdings Inc.                       | LEHPRG    |
| Lehman Brothers Holdings, Inc.                      | GIZ       |
| Lehman Brothers/First Trust Income Opportunity Fund | LBC       |
| Lehman Corporate Backed Trust Certificates          | CYP       |
| Lehman Corporate Backed Trust Certificates          | CFE       |
| Lehman Corporate Backed Trust Certificates          | CFN       |
| Lehman Corporate Backed Trust Certificates          | CGD       |
| Lehman Corporate Backed Trust Certificates          | CGV       |
| Lehman Corporate Backed Trust Certificates          | CKI       |
| Lehman Corporate Backed Trust Certificates          | CLH       |
| Lehman Corporate Backed Trust Certificates          | CDC       |
| Lehman Corporate Backed Trust Certificates          | CJO       |
| Lehman Corporate Backed Trust Certificates          | CRH       |
| Lehman Corporate Backed Trust Certificates          | CVW       |
| Lehman Corporate Backed Trust Certificates          | XKA       |
| Lehman Corporate Backed Trust Certificates          | CWZ       |
| Lehman Corporate Backed Trust Certificates          | XKC       |
| Lehman Corporate Backed Trust Certificates          | XKD       |
| Lehman Corporate Backed Trust Certificates          | XKE       |
| Lehman Corporate Backed Trust Certificates          | XKI       |
| Lehman Corporate Backed Trust Certificates          | XKJ       |
| Lehman Corporate Backed Trust Certificates          | XKK       |
| Lehman Corporate Backed Trust Certificates          | XKM       |
| Lehman Corporate Backed Trust Certificates          | XKN       |
| Lennar Corporation                                  | LEN       |
| Lennar Corporation                                  | LENB      |
| Lennox International Inc.                           | LII       |
| Leucadia National Corporation.                      | LUK       |
| Levitt Corporation                                  | LEV       |
| Lexington Corporate Properties Trust                | LXP       |
| Lexington Corporate Properties Trust                | LXPPRB    |
| Lexington Corporate Properties Trust                | LXPPRC    |
| Lexmark International, Inc.                         | LXK       |
| LG.Philips LCD Co., Ltd.                            | LPL       |
| Libbey Inc.                                         | LBY       |
| Liberty All-Star Equity Fund                        | USA       |
| Liberty All-Star Growth Fund, Inc.                  | ASG       |
| Liberty Corporation.                                | LC        |
| Liberty Media Corporation                           | LMCB      |
| Liberty Media Corporation                           | L         |
| Liberty Property Trust                              | LRY       |
| Life Time Fitness, Inc.                             | LTM       |
| Limited Brands, Inc.                                | LTD       |
| Lin TV Corp.                                        | TVL       |
| Lincoln National Capital V                          | LNCPRV    |
| Lincoln National Capital VI                         | LNCPRF    |
| Lincoln National Corporation                        | LNC       |
| Lincoln National Income Fund, Inc.                  | LND       |
| Lincoln Natl Corp                                   | LNCPR     |
| Lindsay Manufacturing Co.                           | LNN       |
| Linens N Things Inc.                                | LIN       |
| Lions Gate Entertainment Corp.                      | LGF       |
| Lithia Motors, Inc.                                 | LAD       |
| Liz Claiborne, Inc.                                 | LIZ       |
| LL&E Royalty Trust.                                 | LRT       |
| Lloyds TSB Group plc                                | LYG       |
| Lockheed Martin                                     | LMT       |
| Loews Corporation                                   | LTR       |
| Lone Star Technologies, Inc.                        | LSS       |
| Longs Drug Stores Corporation.                      | LDG       |
| Longview Fibre Co.                                  | LFB       |
| Louisiana-Pacific Corporation                       | LPX       |
| Lowes Companies, Inc.                               | LOW       |
| LSI Logic Corporation                               | LSI       |
| LTC Properties Inc.                                 | LTC       |
| LTC Properties, Inc.                                | LTCPRE    |
| LTC Properties, Inc.                                | LTCPRF    |
| Lubrizol Corporation                                | LZ        |
| Luby's Inc.                                         | LUB       |
| Lucent Technologies Inc.                            | LU        |
| Luminent Mortgage Capital, Inc.                     | LUM       |
| Luxottica Group                                     | LUX       |
| LYDALL INC                                          | LDL       |
| LyondellBasell B.V.                                 | LYB       |
| Lyondell Chemical Co.                               | LYO       |

## M
| Bedrijfsnaam                                                                 | Afkorting |
| ---------------------------------------------------------------------------- | --------- |
| M & F Worldwide Corporation.                                                 | MFW       |
| M&T Bank Corp.                                                               | MTB       |
| M.D.C. Holdings, Inc.                                                        | MDC       |
| M/I Homes, Inc.                                                              | MHO       |
| Mac-Gray Corporation                                                         | TUC       |
| MacDermid, Inc.                                                              | MRD       |
| Macerich Co.                                                                 | MAC       |
| Mack Cali Realty Corporation.                                                | CLI       |
| Macquarie Infrastructure Company Trust                                       | MIC       |
| Macquarie/First Trust Global Infrastructure/Utilities Dividend & Income Fund | MFD       |
| Madeco SA                                                                    | MAD       |
| Madison Strategic Sector Premium Fund                                        | MSP       |
| Madison/Claymore Covered Call Fund                                           | MCN       |
| Magellan Midstream Partners, L.P.                                            | MMP       |
| Magna International Inc.                                                     | MGA       |
| Magnetex Inc.                                                                | MAG       |
| Maguire Properties, Inc.                                                     | MPG       |
| Maguire Properties, Inc.                                                     | MPGPRA    |
| Magyar Telekom Ltd.                                                          | MTA       |
| Mahanagar Telephone Nigam Limited                                            | MTE       |
| Maidenform Brands, Inc.                                                      | MFB       |
| The Malaysia Fund, Inc.                                                      | MF        |
| Managed High Income Portfolio Inc.                                           | MHY       |
| Managed High Yield Plus Fund Inc.                                            | HYF       |
| Managed Municipals Portfolio Inc.                                            | MMU       |
| Manitowoc Company, Inc.                                                      | MTW       |
| Manor Care Inc.                                                              | HCR       |
| Manpower Inc.                                                                | MAN       |
| Manulife Financial Corp.                                                     | MFC       |
| Marathon Oil Corporation                                                     | MRO       |
| Marcus Corporation                                                           | MCS       |
| Marine Products Corporation                                                  | MPX       |
| Marinemax Inc.                                                               | HZO       |
| Maritrans Inc.                                                               | TUG       |
| Markel Corporation.                                                          | MKL       |
| Marriott International, Inc.                                                 | MAR       |
| Marsh & Mclennan Companies Inc.                                              | MMC       |
| Marshall & Ilsley Corp.                                                      | MI        |
| Marshall & Ilsley Corporation                                                | MIPRB     |
| Martha Stewart Living Omnimedia, Inc.                                        | MSO       |
| Martin Marietta Materials Inc.                                               | MLM       |
| Marvel Enterprises, Inc.                                                     | MVL       |
| Masco Corporation.                                                           | MAS       |
| Masisa SA                                                                    | MYS       |
| Massey Energy Co.                                                            | MEE       |
| Massmutual Corporate Investors                                               | MCI       |
| Massmutual Participation Investors                                           | MPV       |
| MasTec, Inc.                                                                 | MTZ       |
| Mastercard Inc.                                                              | MA        |
| Material Sciences Corporation                                                | MSC       |
| Matsushita                                                                   | MC        |
| Mattel, Inc.                                                                 | MAT       |
| MAVERICK TUBE CORP                                                           | MVK       |
| Maximus Inc.                                                                 | MMS       |
| Maxtor Corp.                                                                 | MXO       |
| May Department Stores Co.                                                    | MAY       |
| Maytag Corporation                                                           | MYG       |
| Maytag Corporation                                                           | MPY       |
| MBIA Capital / Claymore Managed Duration Investment Grade Municipal Fund     | MZF       |
| MBIA Incorporated                                                            | MBE       |
| MBIA Incorporated                                                            | MBI       |
| Mbna Cap C                                                                   | KRBPRC    |
| MBNA Capital D                                                               | KRBPRD    |
| MBNA Capital E                                                               | KRBPRE    |
| MBNA CORP                                                                    | KRBPRA    |
| MBNA CORP                                                                    | KRBPRB    |
| MBNA Corporation                                                             | KRB       |
| McAfee, Inc.                                                                 | MFE       |
| The McClatchy Company                                                        | MNI       |
| McCormick & Company, Inc.                                                    | MKC       |
| McCormick & Company, Incorporated                                            | MKCV      |
| McDermott International, Inc.                                                | MDR       |
| McDonald's Corporation                                                       | MCD       |
| McGraw-Hill Companies Inc.                                                   | MHP       |
| McKesson Corporation                                                         | MCK       |
| MCMORAN EXPLORATION CO                                                       | MMR       |
| MDS Inc.                                                                     | MDZ       |
| MDU Resources Group, Inc.                                                    | MDU       |
| Meadowbrook Insurance Group Inc.                                             | MIG       |
| MeadWestvaco Corporation                                                     | MWV       |
| Mechel Steel Group OAO                                                       | MTL       |
| Medco Health Solutions, Inc.                                                 | MHS       |
| Media General                                                                | MEG       |
| Medical Properties Trust, Inc.                                               | MPW       |
| Medical Staffing Network Holdings, Inc.                                      | MRN       |
| Medicis Pharmaceutical Corp.                                                 | MRX       |
| Medtronic Inc.                                                               | MDT       |
| Mellon Financial Corp.                                                       | MEL       |
| MEMC Electronic Materials Inc.                                               | WFR       |
| Men's Wearhouse Inc.                                                         | MW        |
| Mentor Corporation                                                           | MNT       |
| Mepc Intl Cap L P                                                            | MUKPRA    |
| Merck & Co Inc.                                                              | MRK       |
| Mercury General Corporation.                                                 | MCY       |
| Merdian Resource Corp.                                                       | TMR       |
| Meredith Corporation.                                                        | MDP       |
| Meridian Gold Inc.                                                           | MDG       |
| Meristar Hospitality Corp                                                    | MHX       |
| Meritage Homes Corporation                                                   | MTH       |
| Merrill Lynch & Co., Inc.                                                    | MER       |
| MERRILL LYNCH & CO INC                                                       | MIJ       |
| Merrill Lynch & Co Inc.                                                      | IEM       |
| Merrill Lynch & Co., Inc.                                                    | MERPRG    |
| Merrill Lynch & Co., Inc.                                                    | MERPRH    |
| Merrill Lynch Depositor, Inc.                                                | PJV       |
| Merrill Lynch Depositor, Inc.                                                | PJW       |
| Merrill Lynch Depositor, Inc.                                                | PJZ       |
| Merrill Lynch Depositor, Inc.                                                | PJK       |
| Merrill Lynch Depositor, Inc.                                                | PJL       |
| Merrill Lynch Depositor, Inc.                                                | PJT       |
| Merrill Lynch Depositor, Inc.                                                | PJR       |
| Merrill Lynch Depositor, Inc.                                                | PJS       |
| Merrill Lynch Depositor, Inc.                                                | RNS       |
| Merrill Lynch Depositor, Inc.                                                | PPB       |
| Merrill Lynch Depositor, Inc.                                                | XPP       |
| Merrill Lynch Depositor, Inc.                                                | PIL       |
| Merrill Lynch Depositor, Inc.                                                | PIY       |
| Merrill Lynch Depositor, Inc.                                                | PIS       |
| Merrill Lynch Depositor, Inc.                                                | PKH       |
| Merrill Lynch Depositor, Inc.                                                | PKJ       |
| Merrill Lynch Depositor, Inc.                                                | PKK       |
| Merrill Lynch Depositor, Inc.                                                | PKM       |
| Merrill Lynch Depositor, Inc.                                                | PJA       |
| Merrill Lynch Depositor, Inc.                                                | PJH       |
| Merrill Lynch Depositor, Inc.                                                | PJJ       |
| Merrill Lynch Depositor, Inc.                                                | PJI       |
| Merrill Lynch Depositor, Inc.                                                | PJE       |
| Merrill Lynch Depositor, Inc.                                                | PJN       |
| Merrill Lynch Depositor, Inc.                                                | PYB       |
| Merrill Lynch Depositor, Inc.                                                | PYD       |
| Merrill Lynch Depositor, Inc.                                                | PYE       |
| Merrill Lynch Depositor, Inc.                                                | PYG       |
| Merrill Lynch Depositor, Inc.                                                | PYI       |
| Merrill Lynch Depositor, Inc.                                                | PYJ       |
| Merrill Lynch Depositor, Inc.                                                | PYK       |
| Merrill Lynch Depositor, Inc.                                                | PYO       |
| Merrill Lynch Depositor, Inc.                                                | PYT       |
| Merrill Lynch Depositor, Inc.                                                | PYV       |
| Merrill Lynch Depositor, Inc.                                                | PYA       |
| Merrill Lynch Depositor, Inc.                                                | PYC       |
| Merrill Lynch Depositor, Inc.                                                | PYL       |
| Merrill Lynch Pfd Cap Tr Ii                                                  | MERPRC    |
| Merrill Lynch Pfd Cap Tr Iii                                                 | MERPRD    |
| Merrill Lynch Pfd Cap Tr V                                                   | MERPRF    |
| Merrill Lynch Preferred Capital Trust I                                      | MERPRB    |
| Merrill Lynch Preferred Capital Trust IV                                     | MERPRE    |
| Mesa Royalty Trust                                                           | MTR       |
| Mesabi Trust                                                                 | MSB       |
| Mestek Inc.                                                                  | MCC       |
| Met Pro Corporation.                                                         | MPR       |
| MetLife, Inc.                                                                | MET       |
| MetLife, Inc.                                                                | MLG       |
| MetLife, Inc.                                                                | MEU       |
| MetLife, Inc.                                                                | METPRA    |
| MetLife, Inc.                                                                | METPRB    |
| Metris Companies Inc.                                                        | MXT       |
| MetroGas S.A.                                                                | MGS       |
| Metso Corporation                                                            | MX        |
| Mettler Toledo International Inc.                                            | MTD       |
| The Mexico Equity And Income Fund, Inc.                                      | MXE       |
| The Mexico Fund, Inc.                                                        | MXF       |
| MFA Mortgage Investments, Inc.                                               | MFA       |
| MFA Mortgage Investments, Inc.                                               | MFAPRA    |
| Mfs Charter Income Trust                                                     | MCR       |
| Mfs Government Markets Income Trust                                          | MGF       |
| Mfs Intermediate Income Trust                                                | MIN       |
| Mfs Multimarket Income Trust                                                 | MMT       |
| Mfs Municipal Income Trust                                                   | MFM       |
| Mfs Special Value Trust                                                      | MFV       |
| MGIC INVT CORP WIS                                                           | MTG       |
| MGM MIRAGE                                                                   | MGM       |
| MI Developments Inc.                                                         | MIM       |
| Michaels Stores, Inc.                                                        | MIK       |
| Microfinancial Inc.                                                          | MFI       |
| Micron Technology Inc.                                                       | MU        |
| Mid America Apartment Communities Inc.                                       | MAA       |
| Mid America Apartment Communities Inc.                                       | MAAPRF    |
| Mid America Apartment Communities Inc.                                       | MAAPRH    |
| Midas Group Inc.                                                             | MDS       |
| Midway Games Inc.                                                            | MWY       |
| Midwest Air Group, Inc.                                                      | MEH       |
| Milacron Inc.                                                                | MZ        |
| Miller Industries Inc.                                                       | MLR       |
| Millipore Corporation.                                                       | MIL       |
| Mills Corporation                                                            | MLS       |
| Mills Corporation                                                            | MLSPRE    |
| The Mills Corporation                                                        | MLSPRG    |
| Mills Corporation (The)                                                      | MLSPRC    |
| Mills Corporation (The)                                                      | MLSPRB    |
| Mine Safety Appliances Company                                               | MSA       |
| Minerals Technologies Inc.                                                   | MTX       |
| Mississippi Power Company                                                    | MPJ       |
| Mississippi Power Company                                                    | MPPRD     |
| Mississippi Power Capital Trust II                                           | MPPRE     |
| Mitsubishi Tokyo Financial Group, Inc.                                       | MTF       |
| Mittal Steel Company N.V.                                                    | MT        |
| Ml Macadamia Orchards, L.P.                                                  | NUT       |
| Mobile TeleSystems                                                           | MBT       |
| Modine Manufacturing Company                                                 | MOD       |
| Mohawk Industries Inc.                                                       | MHK       |
| Molina Healthcare, Inc.                                                      | MOH       |
| Molson Coors Brewing Company                                                 | TAPA      |
| Molson Coors Brewing Company                                                 | TAP       |
| Monaco Coach Corporation                                                     | MNC       |
| MoneyGram International, Inc.                                                | MGI       |
| Monsanto Company                                                             | MON       |
| Montgomery Street Income Securities, Inc.                                    | MTS       |
| Montpelier Re Holdings Ltd.                                                  | MRH       |
| Moody's Corporation                                                          | MCO       |
| Moog Inc.                                                                    | MOGB      |
| Moog Inc.                                                                    | MOGA      |
| Morgan Stanley                                                               | PIA       |
| Morgan Stanley                                                               | OIC       |
| Morgan Stanley                                                               | OIB       |
| Morgan Stanley                                                               | GVT       |
| Morgan Stanley                                                               | IIC       |
| Morgan Stanley                                                               | IQN       |
| Morgan Stanley                                                               | IQM       |
| Morgan Stanley                                                               | IQC       |
| Morgan Stanley                                                               | IQT       |
| Morgan Stanley                                                               | IQI       |
| Morgan Stanley                                                               | IIM       |
| Morgan Stanley                                                               | IMB       |
| Morgan Stanley                                                               | ICS       |
| Morgan Stanley                                                               | IMS       |
| Morgan Stanley                                                               | IMT       |
| Morgan Stanley                                                               | ICB       |
| Morgan Stanley                                                               | OIA       |
| Morgan Stanley                                                               | MWD       |
| Morgan Stanley Asia-Pacific Fund, Inc.                                       | APF       |
| Morgan Stanley Capital Trust II                                              | MWJ       |
| Morgan Stanley Capital Trust III                                             | MWR       |
| Morgan Stanley Capital Trust IV                                              | MWG       |
| Morgan Stanley Capital Trust V                                               | MWO       |
| Morgan Stanley Emerging Markets Debt Fund, Inc.                              | MSD       |
| Morgan Stanley Emerging Markets Fund, Inc.                                   | MSF       |
| Morgan Stanley European Fund, Inc.                                           | RNE       |
| Morgan Stanley Global Opportunity Bond Fund, Inc.                            | MGB       |
| Morgan Stanley High Yield Fund, Inc.                                         | MSY       |
| Morgan Stanley India Investment Fund, Inc.                                   | IIF       |
| MortgageIT Holdings, Inc.                                                    | MHL       |
| Mosaic Company (The)                                                         | MOS       |
| Mosaic Company (The)                                                         | MOSPRM    |
| Motorola Inc.                                                                | MOT       |
| Movado Group, Inc.                                                           | MOV       |
| MPS Group, Inc.                                                              | MPS       |
| MS Structured Asset Corp.                                                    | DKF       |
| MS Structured Asset Corp.                                                    | DKG       |
| MS Structured Asset Corp.                                                    | DKC       |
| MS Structured Asset Corp.                                                    | DKK       |
| MS Structured Asset Corp.                                                    | DKI       |
| MS Structured Asset Corp.                                                    | DKL       |
| MS Structured Asset Corp.                                                    | DKM       |
| MS Structured Asset Corp.                                                    | DKP       |
| MS Structured Asset Corp.                                                    | DKQ       |
| MS Structured Asset Corp.                                                    | DKR       |
| MS Structured Asset Corp.                                                    | DKT       |
| MS Structured Asset Corp.                                                    | DKV       |
| MS Structured Asset Corp.                                                    | DKW       |
| MS Structured Asset Corp.                                                    | DKX       |
| MS Structured Asset Corp.                                                    | DKY       |
| MS Structured Asset Corp.                                                    | DKZ       |
| MS Structured Asset Corp.                                                    | HJA       |
| MS Structured Asset Corp.                                                    | HJB       |
| MS Structured Asset Corp.                                                    | HJD       |
| MS Structured Asset Corp.                                                    | HJE       |
| MS Structured Asset Corp.                                                    | HJG       |
| MS Structured Asset Corp.                                                    | HJH       |
| MS Structured Asset Corp.                                                    | HJJ       |
| MS Structured Asset Corp.                                                    | HJK       |
| MS Structured Asset Corp.                                                    | HJL       |
| MS Structured Asset Corp.                                                    | HJM       |
| MS Structured Asset Corp.                                                    | HJN       |
| MS Structured Asset Corp.                                                    | HJO       |
| Msc Industries Direct Co Inc.                                                | MSM       |
| MSDW Structured Asset Corp.                                                  | MJY       |
| MSDW Structured Asset Corp.                                                  | MJZ       |
| MSDW Structured Asset Corp.                                                  | MJX       |
| MSDW Structured Asset Corp.                                                  | MJW       |
| MSDW Structured Asset Corp.                                                  | MJV       |
| MSDW Structured Asset Corp.                                                  | MKE       |
| MSDW Structured Asset Corp.                                                  | MKK       |
| MSDW Structured Asset Corp.                                                  | MKS       |
| MSDW Structured Asset Corp.                                                  | MJB       |
| MSDW Structured Asset Corp.                                                  | MJD       |
| MSDW Structured Asset Corp.                                                  | MJE       |
| MSDW Structured Asset Corp.                                                  | MJH       |
| MSDW Structured Asset Corp.                                                  | MJM       |
| MSDW Structured Asset Corp.                                                  | MJN       |
| MSDW Structured Asset Corp.                                                  | MJO       |
| MSDW Structured Asset Corp.                                                  | MJT       |
| Mueller Inds Inc                                                             | MLI       |
| Muni Intermediate Duration Fund, Inc.                                        | MUI       |
| Muni New York Intermediate Duration Fund, Inc.                               | MNE       |
| Muniassets Fund, Inc.                                                        | MUA       |
| Municipal Advantage Fund Inc.                                                | MAF       |
| Municipal High Income Fund Inc.                                              | MHF       |
| Municipal Mortgage & Equity, LLC (MuniMae)                                   | MMA       |
| Munienhanced Fund, Inc.                                                      | MEN       |
| MuniHoldings California Insured Fund IV, Inc.                                | CIL       |
| MuniHoldings California Insured Fund, Inc.                                   | MUC       |
| MuniHoldings Florida Insured Fund, Inc.                                      | MFL       |
| MuniHoldings Fund II, Inc.                                                   | MUH       |
| MuniHoldings Fund, Inc.                                                      | MHD       |
| MuniHoldings Insured Fund II, Inc.                                           | MUE       |
| Muniholdings Insured Fund, Inc.                                              | MUS       |
| MuniHoldings New Jersey Insured Fund, Inc.                                   | MUJ       |
| MuniHoldings New York Insured Fund, Inc.                                     | MHN       |
| Munivest Fund Ii, Inc.                                                       | MVT       |
| MuniYield California Fund, Inc.                                              | MYC       |
| MuniYield California Insured Fund, Inc.                                      | MCA       |
| MuniYield Florida Fund, Inc.                                                 | MYF       |
| MuniYield Florida Insured Fund, Inc.                                         | MFT       |
| MuniYield Fund, Inc.                                                         | MYD       |
| MuniYield Insured Fund, Inc.                                                 | MYI       |
| MuniYield Michigan Insured Fund II, Inc.                                     | MYM       |
| MuniYield Michigan Insured Fund, Inc.                                        | MIY       |
| MuniYield New Jersey Fund, Inc.                                              | MYJ       |
| MuniYield New Jersey Insured Fund, Inc.                                      | MJI       |
| MuniYield New York Insured Fund, Inc.                                        | MYN       |
| MuniYield Pennsylvania Fund, Inc.                                            | MPA       |
| MuniYield Quality Fund II, Inc.                                              | MQT       |
| MuniYield Quality Fund, Inc.                                                 | MQY       |
| Murphy Oil Corporation                                                       | MUR       |
| MVC Capital, Inc.                                                            | MVC       |
| Myers Industries, Inc.                                                       | MYE       |
| Mylan Laboratories Inc.                                                      | MYL       |

## N
| Bedrijfsnaam                                              | Afkorting |
| --------------------------------------------------------- | --------- |
| NACCO Industries Inc.                                     | NC        |
| Nalco Holding Company                                     | NLC       |
| Nam Tai Electronics, Inc.                                 | NTE       |
| Nashua Corporation                                        | NSH       |
| NATCO Group, Inc.                                         | NTG       |
| National Australia Bank Ltd                               | NAB       |
| National Australia Bank Ltd.                              | NAU       |
| National Bank Greece SA                                   | NBG       |
| National City Corporation.                                | NCC       |
| National Commerce Capital Trust II                        | NCFPR     |
| National Financial Partners Corp.                         | NFP       |
| National Fuel Gas Co.                                     | NFG       |
| National Grid plc                                         | NGG       |
| National Health Investors Inc.                            | NHI       |
| National Oilwell Varco, Inc.                              | NOV       |
| National Presto Industries Inc.                           | NPK       |
| National R.V. Holdings, Inc.                              | NVH       |
| National Rural Utilities Cooperative Finance Corporation  | NRS       |
| National Rural Utilities Cooperative Finance Corporation  | NRY       |
| National Rural Utilities Cooperative Finance Corporation  | NRN       |
| National Rural Utilities Cooperative Finance Corporation  | NRC       |
| National Rural Utilities Cooperative Finance Corporation  | NRU       |
| National Semiconductor Corporation                        | NSM       |
| National Westminister Bank Plc.                           | NWPRC     |
| National Westminster Bank                                 | NWXPRA    |
| National Westminster Bank                                 | NWPRB     |
| Nationwide Financial Services Inc.                        | NFS       |
| Nationwide Finl Svcs Cap Tr                               | NFSPRA    |
| Nationwide Health Properties Inc.                         | NHP       |
| Nationwide Health Properties, Inc.                        | NHPPRA    |
| Nationwide Health Properties, Inc.                        | NHPPRB    |
| Natural Resource Partners L.P.                            | NSP       |
| Natural Resource Partners LP                              | NRP       |
| Natuzzi S.p.A.                                            | NTZ       |
| Nautilus Group, Inc. (The)                                | NLS       |
| Navigant Consulting, Inc.                                 | NCI       |
| Navistar International Corp                               | NAV       |
| Navistar Intl Corp                                        | NAVPRD    |
| NAVTEQ Corporation                                        | NVT       |
| NB CAP CORP                                               | NBD       |
| NBTY, Inc.                                                | NTY       |
| NCI Building Systems Inc.                                 | NCS       |
| NCR Corporation                                           | NCR       |
| NDCHealth Corporation                                     | NDC       |
| Neenah Paper, Inc.                                        | NP        |
| NEIMAN MARCUS GROUPS INC                                  | NMGA      |
| NEIMAN MARCUS GROUPS INC CLASS B                          | NMGB      |
| Nelnet, Inc.                                              | NNI       |
| Network Equipment Technologies Inc.                       | NWK       |
| Neuberger Berman Real Estate Income Fund Inc.             | NRL       |
| Neuberger Berman Realty Income Fund Inc                   | NRI       |
| NeuStar, Inc.                                             | NSR       |
| The New America High Income Fund, Inc.                    | HYB       |
| New Century Financial Corporation                         | NEW       |
| New Century Financial Corporation                         | NEWPRA    |
| The New Germany Fund, Inc.                                | GF        |
| The New Ireland Fund, Inc.                                | IRL       |
| New Jersey Resources Corporation.                         | NJR       |
| New Plan Excel Realty Trust Inc.                          | NXL       |
| New Plan Excel Realty Trust Inc.                          | NXLPRE    |
| New Playboy Inc.                                          | PLAA      |
| New Skies Satellites Holdings Ltd.                        | NSE       |
| New York & Company, Inc.                                  | NWY       |
| New York Community Bancorp, Inc.                          | NYB       |
| New York Community Capital Trust V                        | NYBPRU    |
| New York Mortgage Trust, Inc.                             | NTR       |
| New York Times Co.                                        | NYT       |
| NewAlliance Bancshares, Inc.                              | NAL       |
| Newcastle Investment Corp.                                | NCT       |
| Newcastle Investment Corp.                                | NCTPRB    |
| Newell Rubbermaid Inc.                                    | NWL       |
| Newfield Exploration Co.                                  | NFX       |
| NewMarket Corporation                                     | NEU       |
| Newmont Mining Corporation (Holding Company)              | NEM       |
| Newpark Resources Inc.                                    | NR        |
| News Corporation                                          | NWS       |
| News Corporation                                          | NWSA      |
| Nexen, Inc.                                               | NXY       |
| Nexen, Inc.                                               | NXYPRB    |
| NFJ Dividend, Interest & Premium Strategy Fund            | NFJ       |
| Niagara Mohawk Power Corporation                          | NMKPRB    |
| Niagara Mohawk Power Corporation                          | NMKPRC    |
| Nicholas-Applegate Convertible & Income Fund              | NCV       |
| Nicholas-Applegate Convertible & Income Fund II           | NCZ       |
| Nicholas-Applegate International & Premium Strategy Fund  | NAI       |
| Nicor Inc.                                                | GAS       |
| Nidec Corporation                                         | NJ        |
| Nike Inc.                                                 | NKE       |
| Nippon Telegraph and Telephone Corp.                      | NTT       |
| NiSource Inc.                                             | NI        |
| Nissin Co., LTD.                                          | NIS       |
| NL Industries Inc.                                        | NL        |
| Noble Corporation (New) (Cayman)                          | NE        |
| Noble Energy, Inc.                                        | NBL       |
| Nokia Corporation                                         | NOK       |
| Nomura Holding, Inc.                                      | NMR       |
| Nordic American Tanker Shipping Limited                   | NAT       |
| Nordstrom Inc.                                            | JWN       |
| Norfolk Southern Corporation                              | NSC       |
| Norsk Hydro ASA                                           | NHY       |
| Nortel Networks Corporation                               | NT        |
| Nortel Inversora S A                                      | NTL       |
| North European Oil Royalty Trust                          | NRT       |
| North Fork Bancorporation Inc.                            | NFB       |
| Northeast Utilities Systems                               | NU        |
| Northern Border Partners Lp.                              | NBP       |
| NORTHERN IND PUB SVC CO                                   | NIPRA     |
| Northern States Power Company                             | XCH       |
| Northrop Grumman Corporation                              | NOC       |
| Northrop Grumman Corporation                              | NOCPRB    |
| Northstar Realty Finance Corp.                            | NRF       |
| Northwest Airlines, Inc.                                  | NWB       |
| Northwest Natural Gas Company                             | NWN       |
| NOVA Chemicals Corporation                                | NCX       |
| Novartis                                                  | NVS       |
| NovaStar Financial Inc.                                   | NFI       |
| NovaStar Financial Inc.                                   | NFIPRC    |
| Novelis Inc.                                              | NVL       |
| Novo Nordisk A/S                                          | NVO       |
| NRG Energy, Inc.                                          | NRG       |
| NS Group, Inc.                                            | NSS       |
| NSTAR                                                     | NST       |
| NTT DoCoMo, Inc.                                          | DCM       |
| Nu Skin Enterprises Inc.                                  | NUS       |
| Nucor Corporation                                         | NUE       |
| Nutrien                                                   | NTR       |
| Nuveen Arizona Premium Income Municipal Fund              | NAZ       |
| Nuveen California Dividend Advantage Municipal Fund       | NAC       |
| Nuveen California Investment Quality Municipal Fund       | NQC       |
| Nuveen California Municipal Market Opportunity Fund       | NCO       |
| Nuveen California Municipal Value Fund                    | NCA       |
| Nuveen California Performance Municipal Fund              | NCP       |
| Nuveen California Quality Income Municipal Fund           | NUC       |
| Nuveen California Select Quality Municipal Fund           | NVC       |
| Nuveen California Select Tax-Free Income Portfolio        | NXC       |
| Nuveen Connecticut Premium Income Municipal Fund          | NTC       |
| Nuveen Diversified Dividend and Income Fund               | JDD       |
| Nuveen Dividend Advantage Municipal Fund                  | NAD       |
| Nuveen Equity Premium Advantage Fund                      | JLA       |
| Nuveen Equity Premium Income Fund                         | JPZ       |
| Nuveen Equity Premium Opportunity Fund                    | JSN       |
| Nuveen Floating Rate Income Fund                          | JFR       |
| Nuveen Floating Rate Income Opportunity Fund              | JRO       |
| Nuveen Florida Investment Quality Municipal Fund          | NQF       |
| Nuveen Florida Quality Income Municipal Fund              | NUF       |
| Nuveen Insured California Premium Income Municipal Fund   | NPC       |
| Nuveen Insured California Premium Income Municipal Fund 2 | NCL       |
| Nuveen Insured Florida Premium Income Municipal Fund      | NFL       |
| Nuveen Insured Municipal Opportunity Fund                 | NIO       |
| Nuveen Insured New York Premium Income Municipal Fund     | NNF       |
| Nuveen Insured Premium Income Municpal Fund 2             | NPX       |
| Nuveen Insured Quality Municipal Fund                     | NQI       |
| Nuveen Investment Quality Municipal Fund                  | NQM       |
| Nuveen Investments, Inc.                                  | JNC       |
| Nuveen Maryland Premium Income Municipal Fund             | NMY       |
| Nuveen Massachusetts Premium Income Municipal Fund        | NMT       |
| Nuveen Michigan Premium Income Municipal Fund             | NMP       |
| Nuveen Michigan Quality Income Municipal Fund             | NUM       |
| Nuveen Municipal Advantage Fund                           | NMA       |
| Nuveen Municipal Income Fund                              | NMI       |
| Nuveen Municipal Market Opportunity Fund                  | NMO       |
| Nuveen Municipal Value Fund Inc.                          | NUV       |
| Nuveen New Jersey Investment Quality Municipal Fund       | NQJ       |
| Nuveen New Jersey Premium Income Municipal Fund           | NNJ       |
| Nuveen New York Dividend Advantage Municipal Fund         | NAN       |
| Nuveen New York Investment Quality Municipal Fund         | NQN       |
| Nuveen New York Municipal Value Fund                      | NNY       |
| Nuveen New York Performance Plus Municipal Fund           | NNP       |
| Nuveen New York Quality Income Municipal Fund             | NUN       |
| Nuveen New York Select Quality Municipal Fund             | NVN       |
| Nuveen New York Select Tax-Free Income Portfolio          | NXN       |
| Nuveen North Carolina Premium Income Municipal Fund       | NNC       |
| Nuveen Ohio Quality Income Municipal Fund                 | NUO       |
| Nuveen Pennsylvania Investment Quality Municpal Fund      | NQP       |
| Nuveen Pennsylvania Premium Income Municipal Fund 2       | NPY       |
| Nuveen Performance Plus Municipal Fund                    | NPP       |
| Nuveen Preferred and Convertible Income Fund 2            | JQC       |
| Nuveen Preferred and Convertibles Income Fund             | JPC       |
| Nuveen Premier Insured Municipal Income Fund              | NIF       |
| Nuveen Premier Municipal Income Fund                      | NPF       |
| Nuveen Premium Income Municipal Fund                      | NPI       |
| Nuveen Premium Income Municipal Fund II                   | NPM       |
| Nuveen Premium Income Municpal Fund 4, Inc.               | NPT       |
| Nuveen Quality Income Municipal Fund                      | NQU       |
| Nuveen Quality Preferred Income Fund                      | JTP       |
| Nuveen Quality Preferred Income Fund 2                    | JPS       |
| Nuveen Quality Preferred Income Fund 3                    | JHP       |
| Nuveen Select Maturities Municipal Fund                   | NIM       |
| Nuveen Select Quality Municipal Fund                      | NQS       |
| Nuveen Select Tax-Free Income Portfolio                   | NXP       |
| Nuveen Select Tax-Free Income Portfolio 2                 | NXQ       |
| Nuveen Select Tax-Free Income Portfolio 3                 | NXR       |
| Nuveen Senior Income Fund                                 | NSL       |
| Nuveen Tax-Advantaged Floating Rate Fund                  | JFP       |
| Nuveen Tax-Advantaged Total Return Strategy Fund          | JTA       |
| Nuveen Texas Quality Income Municipal Fund                | NTX       |
| Nuveen Virginia Premium Income Municipal Fund             | NPV       |
| Nvp Cap Iii                                               | NVPPRB    |
| Nvp Capital I                                             | NVPPR     |
| Nymagic Inc.                                              | NYM       |

## O
| Bedrijfsnaam                            | Afkorting |
| --------------------------------------- | --------- |
| Oakley Inc.                             | OO        |
| OCA, Inc.                               | OCA       |
| Occidental Petroleum Corporation        | OXY       |
| Oceaneering International Inc.          | OII       |
| Octel Corporation                       | OTL       |
| Ocwen Financial Corporation             | OCN       |
| Odyssey Re Holdings Corp.               | ORH       |
| Office Depot Inc.                       | ODP       |
| OfficeMax Incorporated                  | OMX       |
| Offshore Logistics, Inc.                | OLG       |
| OGE Energy Corp.                        | OGE       |
| Ohio Edison Company                     | OECPRA    |
| Ohio Edison Company                     | OECPRB    |
| Ohio Edison Company                     | OECPRC    |
| Ohio Edison Company                     | OECPRD    |
| Oil Dri Corporation of America          | ODC       |
| Oil States International, Inc           | OIS       |
| Old National Bancorp                    | ONB       |
| Old Republic International Corporation. | ORI       |
| Olin Corporation                        | OLN       |
| OM Group, Inc.                          | OMG       |
| Omega Healthcare Investors, Inc         | OHI       |
| Omega Healthcare Investors, Inc         | OHIPRD    |
| Omega Protein Corporation.              | OME       |
| Omi Corporation                         | OMM       |
| Omnicare Capital Trust I                | OCRPRA    |
| Omnicare Capital Trust II               | OCRPRB    |
| Omnicare Inc.                           | OCR       |
| Omnicom Group Inc.                      | OMC       |
| OMNOVA Solutions Inc.                   | OMN       |
| ONB Capital Trust II                    | ONBPRB    |
| One Liberty Properties, Inc.            | OLP       |
| Oneok Inc.                              | OKE       |
| Oneok, Inc.                             | OKEPRA    |
| Oppenheimer Holdings Inc.               | OPY       |
| Orbital Sciences Corporation            | ORB       |
| Oregon Steel Mills, Inc.                | OS        |
| Orient-Express Hotels Ltd.              | OEH       |
| Oriental Financial Group, Inc.          | OFG       |
| Oriental Financial Group, Inc.          | OFGPRA    |
| Oriental Financial Group, Inc.          | OFGPRB    |
| Orix Corporation.                       | IX        |
| Ormat Technologies, Inc.                | ORA       |
| Oshkosh Truck Corporation               | OSK       |
| Outback Steakhouse, Inc.                | OSI       |
| Overseas Shipholding Group Inc.         | OSG       |
| Owens & Minor Inc.                      | OMI       |
| Owens Ill Inc                           | OIPRA     |
| Owens-Illinois Inc.                     | OI        |
| Oxford Industries Inc.                  | OXM       |

## P
| Bedrijfsnaam                                           | Afkorting |
| ------------------------------------------------------ | --------- |
| P.T. Telekomunikasi Indonesia                          | TLK       |
| Pacific Energy Partners, L.P.                          | PPX       |
| PacifiCare Health Systems, Inc.                        | PHS       |
| Packaging Corporation Of America                       | PKG       |
| Pactiv Corporation                                     | PTV       |
| Pall Corporation                                       | PLL       |
| Pan Pacific Retail Properties                          | PNP       |
| PanAmSat Holding Corporation                           | PA        |
| Par Pharmaceutical Companies, Inc.                     | PRX       |
| Par Technology Corporation.                            | PTC       |
| Park Electrochemical Corporation.                      | PKE       |
| Parker Drilling Company                                | PKD       |
| Parker Hannifin Corporation                            | PH        |
| Parkway Properties Inc.                                | PKY       |
| Parkway Properties Inc.                                | PKYPRD    |
| PartnerRe Capital Trust I                              | PREPRT    |
| PartnerRe Ltd.                                         | PRE       |
| PartnerRe Ltd.                                         | PREPRC    |
| PartnerRe Ltd.                                         | PREPRD    |
| Paxar Corporation                                      | PXR       |
| Payless Shoesource Inc.                                | PSS       |
| PCCW Limited                                           | PCW       |
| Peabody Energy Corporation                             | BTU       |
| Pearson plc                                            | PSO       |
| Peco Energy Co                                         | PEPRA     |
| Peco Energy Co.                                        | PEPRB     |
| Peco Energy Co.                                        | PEPRC     |
| Peco Energy Co.                                        | PEPRD     |
| Pediatrix Medical Group Inc.                           | PDX       |
| Pengrowth Energy Trust                                 | PGH       |
| Penn Treaty American Corporation                       | PTA       |
| Penn Virginia Corporation                              | PVA       |
| Penn Virginia Resource Partners, L.P.                  | PVR       |
| Pennsylvania Real Estate Investment Trust              | PEI       |
| Pennsylvania Real Estate Investment Trust              | PEIPRA    |
| Pentair Inc.                                           | PNR       |
| Peoples Energy Corporation                             | PGL       |
| Pep Boys Manny Moe & Jack                              | PBY       |
| Pepco Holdings, Inc.                                   | POM       |
| PepsiAmericas, Inc.                                    | PAS       |
| Pepsi Bottling Group Inc.                              | PBG       |
| PepsiCo Inc.                                           | PEP       |
| Perdigão S.A.                                          | PDA       |
| Perini Corporation                                     | PCR       |
| PerkinElmer, Inc.                                      | PKI       |
| Permian Basin Realty Trust                             | PBT       |
| PEROT SYS CORP                                         | PER       |
| Petro-Canada                                           | PCZ       |
| Petrobras Energia Participaciones, S.A.                | PZE       |
| PetroChina Company Ltd.                                | PTR       |
| PetroKazakhstan Inc.                                   | PKZ       |
| Petroleo Brasilero S.A. - Petrobras                    | PBRA      |
| Petroleum & Resources Corporation                      | PEO       |
| Petroleum Geo-Services Asa                             | PGS       |
| Petróleo Brasileiro S.A. – PETROBRAS                   | PBR       |
| Pfeiffer Vacuum Technology AG                          | PV        |
| PFF Bancorp, Inc.                                      | PFB       |
| Pfizer Inc.                                            | PFE       |
| PG &E Corporation.                                     | PCG       |
| Phelps Dodge Corporation                               | PD        |
| PHH Corporation                                        | PHH       |
| Philippine Long Distance Telephone Co.                 | PHI       |
| Philippine Long Distance Telephone Company             | PHIPRA    |
| Phillips-Van Heusen Corporation                        | PVH       |
| The Phoenix Companies, Inc.                            | PNX       |
| The Phoenix Companies, Inc.                            | PNXPRA    |
| Phoenix Companies, Inc. (The)                          | PFX       |
| Piedmont Natural Gas Co Inc.                           | PNY       |
| Pier 1 Imports Inc.                                    | PIR       |
| Pike Electric Corporation                              | PEC       |
| Pilgrims Pride Corporation                             | PPC       |
| PIMCO California Municipal Income Fund                 | PCQ       |
| PIMCO California Municipal Income Fund II              | PCK       |
| PIMCO California Municipal Income Fund III             | PZC       |
| PIMCO Commercial Mortgage                              | PCM       |
| PIMCO Corporate Income Fund                            | PCN       |
| PIMCO Corporation Opportunity Fund                     | PTY       |
| PIMCO Floating Rate Income Fund                        | PFL       |
| PIMCO Floating Rate Strategy Fund                      | PFN       |
| PIMCO Global StocksPLUS & Income Fund                  | PGP       |
| PIMCO High Income Fund                                 | PHK       |
| PIMCO Municipal Income Fund                            | PMF       |
| PIMCO Municipal Income Fund II                         | PML       |
| PIMCO Municipal Income Fund III                        | PMX       |
| PIMCO New York Municipal Income Fund                   | PNF       |
| PIMCO New York Municipal Income Fund II                | PNI       |
| PIMCO New York Municipal Income Fund III               | PYN       |
| PIMCO Strategic Global Government Fund, Inc.           | RCS       |
| Pinnacle Entertainment, Inc.                           | PNK       |
| Pinnacle West Capital Corporation.                     | PNW       |
| Pioneer Corporation                                    | PIO       |
| Pioneer Floating Rate Trust                            | PHD       |
| Pioneer High Income Trust                              | PHT       |
| Pioneer Interest Shares                                | MUO       |
| Pioneer Municipal High Income Advantage Trust          | MAV       |
| Pioneer Municipal High Income Trust                    | MHI       |
| Pioneer Natural Resources Co.                          | PXD       |
| Pioneer Tax Advantaged Balanced Trust                  | PBF       |
| Piper Jaffray Companies                                | PJC       |
| Pitney Bowes                                           | PBIPR     |
| Pitney Bowes                                           | PBI       |
| Placer Dome Inc.                                       | PDG       |
| Plains All Amern Pipeline L                            | PAA       |
| Plains Exploration & Production Company                | PXP       |
| Plantronics Inc.                                       | PLT       |
| Platinum Underwriters Holdings, Ltd.                   | PTP       |
| Platinum Underwriters Holdings, Ltd.                   | PTPPRM    |
| Playboy Enterprises, Inc.                              | PLA       |
| Playtex Products Inc.                                  | PYX       |
| PLC Capital Trust III                                  | PLPRS     |
| PLC Capital Trust IV                                   | PLPRA     |
| PLC Capital Trust V                                    | PLPRB     |
| Plum Creek Timber Company, Inc.                        | PCL       |
| PMI Group Inc., (The)                                  | PMIPRA    |
| Pmi Group Inc., The                                    | PMI       |
| Pnc Bk Corp                                            | PNCPRC    |
| Pnc Bk Corp                                            | PNCPRD    |
| PNC Capital Trust D                                    | PNU       |
| Pnc Financial Services Group,The                       | PNC       |
| PNM Resources, Inc.                                    | PNM       |
| PNM Resources, Inc.                                    | PNMPRA    |
| Pogo Producing Co.                                     | PPP       |
| Polaris Industries Inc.                                | PII       |
| Polo Ralph Lauren Corporation                          | RL        |
| PolyOne Corp.                                          | POL       |
| Pope & Talbot, Inc.                                    | POP       |
| Portugal Telecom SGPS SA                               | PT        |
| POSCO                                                  | PKX       |
| Post Pptys Inc                                         | PPSPRA    |
| Post Pptys Inc                                         | PPSPRB    |
| Post Properties Inc.                                   | PPS       |
| Potlatch Corporation                                   | PCH       |
| PP&L Resources Inc.                                    | PPL       |
| PPG Industries, Inc.                                   | PPG       |
| Ppl Electric Utilities Corp.                           | PPLPRA    |
| Ppl Electric Utilities Corp.                           | PPLPRB    |
| Praxair, Inc.                                          | PX        |
| Pre-Paid Legal Services Inc.                           | PPD       |
| PRECISION CASTPARTS CORP                               | PCP       |
| Precision Drilling Corporation                         | PDS       |
| Preferred and Corporate Income Strategies Fund, Inc.   | PSW       |
| Preferred Income Strategies Fund, Inc.                 | PSY       |
| Preferredplus Trust                                    | PIJ       |
| Preferredplus Trust                                    | PKO       |
| Preferredplus Trust                                    | CPP       |
| Premcor, Inc.                                          | PCO       |
| Premier Capital Trust I                                | PMBPR     |
| Premiere Global Services, Inc.                         | PGI       |
| Prentiss Properties Trust                              | PP        |
| Prestige Brands Holdings, Inc.                         | PBH       |
| Price Communication Corp.                              | PR        |
| Pride Intl Inc                                         | PDE       |
| Prime Group Rlty Tr                                    | PGEPRB    |
| Primedia Inc.                                          | PRM       |
| PrimeWest Energy Trust                                 | PWI       |
| Primus Guaranty, Ltd.                                  | PRS       |
| Principal Financial Group, Inc.                        | PFG       |
| Principal Financial Group, Inc.                        | PFGPRB    |
| ProAssurance Corp.                                     | PRA       |
| Procter & Gamble Co.                                   | PG        |
| Progress Energy, Inc.                                  | PGN       |
| Progressive Corporation.                               | PGR       |
| Prologis                                               | PLD       |
| Prologis                                               | PLDPRF    |
| ProLogis                                               | PLDPRG    |
| ProQuest Company                                       | PQE       |
| Prospect Street High Income Portfolio Inc.             | PHY       |
| Prospect Street Income Shares, Inc.                    | CNN       |
| Protective Life Corporation                            | PL        |
| Provident Capital Trust III 10 ¼% Trust Pfd Securities | PCEPR     |
| Provident Capital Trust IV                             | PCEPRA    |
| Provident Financial Group, Inc.                        | PFV       |
| Provident Financial Services, Inc.                     | PFS       |
| Provident Mandatory Convertible Preferred              | PCEPRI    |
| Providian Financial Corporation                        | PVN       |
| Prudential Financial, Inc.                             | PRU       |
| Prudential plc                                         | PUK       |
| Prudential Public Limited Company                      | PUKPR     |
| Prudential Public Limited Company                      | PUKPRA    |
| PSEG Funding Trust II                                  | PEGPRU    |
| Psi Energy Inc                                         | CINPRB    |
| Psi Energy Inc                                         | CINPRC    |
| Psi Energy Inc                                         | CINPRJ    |
| PT Indosat Tbk                                         | IIT       |
| Public Service Company of Oklahoma                     | POH       |
| Public Service Enterprise Group Inc.                   | PEG       |
| Public Service Enterprise Group Inc.                   | PEGPRP    |
| Public Steers Trust                                    | FWJ       |
| Public Storage, Inc                                    | PSA       |
| Public Storage, Inc                                    | PSAPRQ    |
| Public Storage, Inc                                    | PSAPRR    |
| Public Storage, Inc                                    | PSAPRT    |
| Public Storage, Inc                                    | PSAPRU    |
| Public Storage, Inc                                    | PSAA      |
| Public Storage, Inc                                    | PSAPRW    |
| Public Storage, Inc                                    | PSAPRE    |
| Public Storage, Inc.                                   | PSAPRV    |
| Public Storage, Inc.                                   | PSAPRS    |
| Public Storage, Inc.                                   | PSAPRX    |
| Public Storage, Inc.                                   | PSAPRZ    |
| Public Storage, Inc.                                   | PSAPRA    |
| Public Storage, Inc.                                   | PSAPRB    |
| Public Storage, Inc.                                   | PSAPRC    |
| Public Storage, Inc.                                   | PSAPRD    |
| Public Svc Elec & Gas Co                               | PEGPRA    |
| Public Svc Elec & Gas Co                               | PEGPRB    |
| Public Svc Elec & Gas Co                               | PEGPRC    |
| Public Svc Elec & Gas Co                               | PEGPRD    |
| PUBLIC SVC ELEC & GAS CO                               | PEGPRE    |
| Publicis Groupe S.A.                                   | PUB       |
| Puget Energy, Inc.                                     | PSD       |
| Puget Sound Energy Capital Trust II                    | PSDPR     |
| Pulte Homes, Inc.                                      | PHM       |
| Putnam High Income Bond Fund                           | PCF       |
| Putnam High Yield Municipal Trust                      | PYM       |
| Putnam Investment Grade Municipal Trust                | PGM       |
| Putnam Managed High Yield Trust                        | PTM       |
| Putnam Managed Municipal Income Trust                  | PMM       |
| Putnam Master Intermediate Income Trust                | PIM       |
| Putnam Municipal Bond Fund                             | PMG       |
| Putnam Municipal Opportunities Trust                   | PMO       |
| Putnam Premier Income Trust                            | PPT       |
| Putnam Tax-Free Health Care Fund                       | PMH       |
| PXRE Group Ltd.                                        | PXT       |

## Q
| Bedrijfsnaam                   | Afkorting |
| ------------------------------ | --------- |
| Quaker Chemical Corporation    | KWR       |
| Quanex Corporation             | NX        |
| Quanta Services Inc.           | PWR       |
| Quantum Corporation            | DSS       |
| Quebecor World, Inc.           | IQW       |
| Quest Diagnostics Incorporated | DGX       |
| Questar Corp.                  | STR       |
| Quicksilver Resources Inc.     | KWK       |
| Quiksilver, Inc.               | ZQK       |
| Quilmes Industrial (Quinsa)    | LQU       |
| Quiñenco SA                    | LQ        |
| Qwest Communications Intl Inc. | Q         |

## R
| Bedrijfsnaam                                    | Afkorting |
| ----------------------------------------------- | --------- |
| R&G Financial Corporation                       | RGF       |
| R.R. Donnelley & Sons Company                   | RRD       |
| Radian Group, Inc.                              | RDN       |
| RadioShack Corporation                          | RSH       |
| RailAmerica, Inc.                               | RRA       |
| RAIT Investment Trust                           | RAS       |
| RAIT Investment Trust                           | RASPRA    |
| RAIT Investment Trust                           | RASPRB    |
| Ralcorp Holding Inc.                            | RAH       |
| Ramco Gershenson Properties Trust               | RPTPRB    |
| Ramco Gershenson Properties Trust               | RPTPRC    |
| Ramco Gershenson Properties Trust.              | RPT       |
| Range Resources Corporation.                    | RRC       |
| Raymond James Financial Inc.                    | RJF       |
| Rayonier Inc.                                   | RYN       |
| Raytech Corporation                             | RAY       |
| Raytheon Company                                | RTN       |
| RBC Financial Group                             | RY        |
| Readers Digest Associates Inc.                  | RDA       |
| Real Estate Income Fund Inc.                    | RIT       |
| Realty Income Corp. Monthly Income Senior Notes | OUI       |
| Realty Income Corporation                       | O         |
| Realty Income Corporation                       | OPRD      |
| Reckson Associates Realty Corporation           | RA        |
| Reddy Ice Holdings, Inc.                        | FRZ       |
| Redwood Trust Inc                               | RWT       |
| Reebok International Ltd.                       | RBK       |
| Reed Elsevier NV                                | ENL       |
| Reed Elsevier PLC                               | RUK       |
| REFCO Inc.                                      | RFX       |
| Regal Entertainment Group                       | RGC       |
| REGAL-BELOIT CORPORATION                        | RBC       |
| Regency Centers Corporation                     | REG       |
| Regency Centers Corporation                     | REGPRC    |
| Regency Centers Corporation                     | REGPRD    |
| Regency Centers Corporation                     | REGPRE    |
| Regions Financial Corporation                   | RF        |
| Regions Financing Trust I                       | RFPR      |
| Regis Corporation                               | RGS       |
| Rehabcare Group Inc.                            | RHB       |
| Reinsurance Group of America Inc.               | RGA       |
| Reinsurance Group of America Inc.               | RGAPRA    |
| Reliance Steel & Aluminum Co.                   | RS        |
| Reliant Energy, Inc.                            | RRI       |
| Remington Oil & Gas Corporation                 | REM       |
| RenaissanceRe Holdings Ltd.                     | RNRPRB    |
| RenaissanceRe Holdings Ltd.                     | RNR       |
| RenaissanceRe Holdings Ltd.                     | RNRPRA    |
| RenaissanceRe Holdings Ltd.                     | RNRPRC    |
| Renal Care Group, Inc.                          | RCI       |
| Rent-Way, Inc.                                  | RWY       |
| Repsol International Capital Limited            | REPPRA    |
| Repsol YPF, S.A.                                | REP       |
| Republic Services Inc.                          | RSG       |
| ResMed Inc.                                     | RMD       |
| Retail Ventures, Inc.                           | RVI       |
| Revlon Inc.                                     | REV       |
| Rex Stores Corporation.                         | RSC       |
| Reynolds & Reynolds Company                     | REY       |
| Reynolds American, Inc.                         | RAI       |
| Rhodia                                          | RHA       |
| Rinker Group Limited                            | RIN       |
| Rio Tinto plc                                   | RTP       |
| Ritchie Bros Auctioneers Inc.                   | RBA       |
| Rite Aid Corporation                            | RAD       |
| RLI Corp                                        | RLI       |
| RMK Advantage Income Fund, Inc.                 | RMA       |
| RMK High Income Fund, Inc.                      | RMH       |
| RMK Strategic Income Fund, Inc.                 | RSF       |
| Robbins & Myers, Inc.                           | RBN       |
| Robert Half International Inc.                  | RHI       |
| Rochester Gas & Electric Corporation            | RGE       |
| Rock Tenn Co.                                   | RKT       |
| Rockwell Automation, Inc.                       | ROK       |
| Rockwell Collins, Inc.                          | COL       |
| Rogers Communication Inc.                       | RG        |
| Rogers Corporation                              | ROG       |
| Rohm and Haas Company                           | ROH       |
| Rollins Inc.                                    | ROL       |
| Roper Industries Inc.                           | ROP       |
| Rostelecom                                      | ROS       |
| Rowan Companies Inc.                            | RDC       |
| Royal & Sun Alliance Insurance Group plc        | RSA       |
| Royal Ahold                                     | AHO       |
| The Royal Bank of Scotland Group plc            | RBSPRX    |
| The Royal Bank of Scotland Group plc            | RBSPRD    |
| The Royal Bank of Scotland Group plc            | RBSPRE    |
| The Royal Bank of Scotland Group plc            | RBSPRF    |
| The Royal Bank of Scotland Group plc            | RBSPRG    |
| The Royal Bank of Scotland Group plc            | RBSPRJ    |
| The Royal Bank of Scotland Group plc            | RBSPRI    |
| The Royal Bank of Scotland Group plc            | RBSPRK    |
| The Royal Bank of Scotland Group plc            | RBSPRM    |
| The Royal Bank of Scotland Group plc            | RBSPRL    |
| The Royal Bank of Scotland Group plc            | RBSPRN    |
| Royal Caribbean Cruises Ltd.                    | RCL       |
| Royal Dutch Petroleum Company                   | RD        |
| Royal Dutch Shell plc                           | RDSA      |
| Royal Dutch Shell plc                           | RDSB      |
| Royal Group Technologies Ltd.                   | RYG       |
| Royal KPN N.V.                                  | KPN       |
| Royal Philips Electronics                       | PHG       |
| Royce Focus Trust, Inc.                         | RFOPRA    |
| Royce Micro-Cap Trust, Inc.                     | RMTPRA    |
| Royce Micro-Cap Trust, Inc.                     | RMT       |
| Royce Value Trust, Inc.                         | RVT       |
| Royce Value Trust, Inc.                         | RVTPRB    |
| Rpc Inc.                                        | RES       |
| RPM International Inc.                          | RPM       |
| RTI International Metals Inc.                   | RTI       |
| Ruby Tuesday, Inc.                              | RI        |
| Ruddick Corporation                             | RDK       |
| Russ Berrie and Company, Inc.                   | RUS       |
| Russell Corporation                             | RML       |
| Ryder System, Inc.                              | R         |
| Ryerson Tull, Inc.                              | RT        |
| Ryland Group Inc.                               | RYL       |

## S
| Bedrijfsnaam                                                      | Afkorting |
| ----------------------------------------------------------------- | --------- |
| S&P 500 Covered Call Fund, Inc.                                   | BEP       |
| S&P 500 GEARED Fund, Inc.                                         | GRE       |
| S&P Global 100 Exchange-Traded Fund                               | IOO       |
| SABESP                                                            | SBS       |
| Sabine Royalty Trust                                              | SBR       |
| Sabre Holdings Corporation                                        | TSG       |
| Sadia S.A.                                                        | SDA       |
| Safeguard Scientifics Inc.                                        | SFE       |
| Safeway Inc.                                                      | SWY       |
| Saga Communications, Inc.                                         | SGA       |
| Saks Incorporated                                                 | SKS       |
| salesforce.com, inc.                                              | CRM       |
| Salomon Brothers 2008 Worldwide Dollar Government Term Trust Inc. | SBG       |
| Salomon Brothers Capital and Income Fund Inc.                     | SCD       |
| Salomon Brothers Emerging Markets Debt Fund Inc.                  | ESD       |
| Salomon Brothers Emerging Markets Floating Rate Fund Inc.         | EFL       |
| Salomon Brothers Emerging Markets Income Fund II, Inc.            | EDF       |
| Salomon Brothers Emerging Markets Income Fund Inc.                | EMD       |
| The Salomon Brothers Fund Inc                                     | SBF       |
| Salomon Brothers Global High Income Fund Inc.                     | EHI       |
| Salomon Brothers Global Partners Income Fund Inc.                 | GDF       |
| Salomon Brothers High Income Fund II Inc                          | HIX       |
| Salomon Brothers High Income Fund, Inc.                           | HIF       |
| Salomon Brothers Inflation Management Fund, Inc.                  | IMF       |
| Salomon Brothers Municipal Partners Fund II Inc.                  | MPT       |
| Salomon Brothers Municipal Partners Fund Inc.                     | MNP       |
| Salomon Brothers Variable Rate Strategic Fund Inc.                | GFY       |
| Salomon Brothers Worldwide Income Fund, Inc.                      | SBW       |
| Salton Inc.                                                       | SFP       |
| San Juan Basin Royalty Trust.                                     | SJT       |
| sanofi-aventis                                                    | SNY       |
| Sanpaolo IMI S.p.A.                                               | IMI       |
| Santa Fe Energy Trust                                             | SFF       |
| Santander BanCorp                                                 | SBP       |
| Santander Finance Preferred S.A. Unipersonal                      | STDPRI    |
| SAP AG                                                            | SAP       |
| Sappi Limited                                                     | SPP       |
| Sara Lee Corp.                                                    | SLE       |
| Sasol Limited                                                     | SSL       |
| Satyam Computer Services Ltd.                                     | SAY       |
| Sauer-Danfoss Inc.                                                | SHS       |
| Saul Centers Inc.                                                 | BFS       |
| Saul Centers Inc.                                                 | BFSPRA    |
| Savannah Electric and Power Company                               | SZH       |
| Savannah Electric and Power Company                               | SVJ       |
| Saxon Capital, Inc.                                               | SAX       |
| SBC Communication Inc                                             | SBC       |
| SBC Communication Inc                                             | SBT       |
| Scana Corporation.                                                | SCG       |
| Schawk Inc.                                                       | SGK       |
| Schering AG                                                       | SHR       |
| Schering Plough Corporation                                       | SGP       |
| Schering Plough Corporation                                       | SGPPRM    |
| Schlumberger Limited                                              | SLB       |
| Schweitzer Mauduit International, Inc.                            | SWM       |
| Scientific Atlanta Inc.                                           | SFA       |
| SCOR Group                                                        | SCO       |
| Scottish Re Group Limited                                         | SCT       |
| Scottish Re Group Limited                                         | SCTPRA    |
| Scottish Re Group Limited                                         | SCTPRB    |
| ScottishPower plc                                                 | SPI       |
| The Scotts Company                                                | SMG       |
| SCPIE Holdings Inc.                                               | SKP       |
| Scudder Global Commodities Stock Fund, Inc.                       | GCS       |
| Scudder Global High Income Fund, Inc.                             | LBF       |
| Scudder High Income Trust                                         | KHI       |
| Scudder Multi-Market Income Trust                                 | KMM       |
| Scudder Municipal Income Trust                                    | KTF       |
| Scudder New Asia Fund, Inc.                                       | SAF       |
| Scudder Strategic Income Trust                                    | KST       |
| Scudder Strategic Municipal Income Trust                          | KSM       |
| Sea Containers Ltd.                                               | SCRB      |
| Sea Containers Ltd.                                               | SCRA      |
| SEACOR Holdings Inc.                                              | CKH       |
| Seagate Technology                                                | STX       |
| Sealed Air Corporation.                                           | SEE       |
| Sears Roebuck Acceptance Corporation                              | SRJ       |
| Sears Roebuck Acceptance Corporation                              | SRL       |
| Seaspan Corporation                                               | SSW       |
| Seligman Quality Municipal Fund, Inc.                             | SQF       |
| Seligman Select Municipal Fund, Inc.                              | SEL       |
| SEMCO Capital Trust I                                             | SENPRL    |
| Semco Energy, Inc.                                                | SEN       |
| Semiconductor Manufacturing International Corporation             | SMI       |
| Sempra Energy                                                     | SRE       |
| Senior High Income Portfolio, Inc.                                | ARK       |
| Senior Housing Properties Trust                                   | SNH       |
| Sensient Technologies Corporation                                 | SXT       |
| Sequa Corp                                                        | SQAPR     |
| Sequa Corporation.                                                | SQAA      |
| Sequa Corporation.                                                | SQAB      |
| Serono S.A.                                                       | SRA       |
| Service Corporation International.                                | SCI       |
| ServiceMaster Company                                             | SVM       |
| SGL Carbon AG                                                     | SGG       |
| Shaw Communications Inc.                                          | SJR       |
| Shaw Communications Inc.                                          | SJRPRB    |
| Shaw Group Inc.                                                   | SGR       |
| Sherwin Williams Co.                                              | SHW       |
| Shinhan Financial Group                                           | SHG       |
| Ship Finance International Limited                                | SFL       |
| Shopko Stores Inc.                                                | SKO       |
| Shurgard Storage Centers, Inc.                                    | SHUPRC    |
| Shurgard Storage Centers, Inc.                                    | SHUPRD    |
| Shurgard Storage Centers, Inc.                                    | SHU       |
| Siemens AG                                                        | SI        |
| Sierra Health Services Inc.                                       | SIE       |
| Sierra Pacific Resources                                          | SRC       |
| Sierra Pacific Resources                                          | SRV       |
| Sierra Pacific Resources New                                      | SRP       |
| Signet Group plc                                                  | SIG       |
| Silicon Graphics, Inc                                             | SGI       |
| Simon Property Group, Inc.                                        | SPGPRF    |
| Simon Property Group, Inc.                                        | SPGPRG    |
| Simon Property Group, Inc.                                        | SPGPRI    |
| Simon Property Group, Inc.                                        | SPGPRJ    |
| Simon Property Group, Inc.                                        | SPG       |
| Simpson Manufacturing Co., Inc.                                   | SSD       |
| The Singapore Fund, Inc.                                          | SGF       |
| Sinopec Shanghai Petrochemical Company Limited                    | SHI       |
| SIRVA, Inc.                                                       | SIR       |
| Sitel Corporation                                                 | SWW       |
| Six Flags, Inc.                                                   | PKS       |
| Six Flags, Inc.                                                   | PKSPRB    |
| Sizeler Property Investors Inc.                                   | SIZPRB    |
| Sizeler Property Investors Inc.                                   | SIZ       |
| SK Telecom Co., Ltd.                                              | SKM       |
| SKECHERS USA, Inc.                                                | SKX       |
| Skyline Corporation                                               | SKY       |
| SL Green Realty Corp.                                             | SLGPRC    |
| SL Green Realty Corp.                                             | SLGPRD    |
| SL Green Realty Corporation                                       | SLG       |
| SLM Corporation                                                   | SLM       |
| SLM Corporation                                                   | SLMPRA    |
| SLM Corporation                                                   | JSM       |
| SLM Corporation                                                   | OSM       |
| SLM Corporation                                                   | SLMPRB    |
| Small Cap Premium & Dividend Income Fund, Inc.                    | RCC       |
| Smart & Final Inc.                                                | SMF       |
| Smedvig                                                           | SMVA      |
| Smedvig                                                           | SMVB      |
| Smith & Nephew plc                                                | SNN       |
| Smith International Inc.                                          | SII       |
| Smithfield Foods Inc.                                             | SFD       |
| Snap On Inc.                                                      | SNA       |
| SNH Capital Trust I                                               | SNHPRZ    |
| Sociedad Química y Minera de Chile                                | SQMA      |
| Sociedad Química y Minera de Chile                                | SQM       |
| Sodexho Alliance, SA                                              | SDX       |
| Solectron Corporation                                             | SLR       |
| Sonic Automotive Inc.                                             | SAH       |
| Sonoco Products Co.                                               | SON       |
| Sony Corporation                                                  | SNE       |
| Sothebys Holdings Inc.                                            | BID       |
| Source Cap Inc                                                    | SORPR     |
| Source Capital, Inc.                                              | SOR       |
| South Carolina Elec & Gas Co                                      | SACPR     |
| South Jersey Industries Inc.                                      | SJI       |
| Southern Company                                                  | SO        |
| Southern Company Capital Trust VI                                 | SOPRD     |
| Southern Peru Copper Corporation                                  | PCU       |
| Southern Union Co.                                                | SUG       |
| Southern Union Company                                            | SUGPRB    |
| Southern Union Company                                            | SUGPRC    |
| Southern Union Company                                            | SUGPRD    |
| Southwest Airlines Co.                                            | LUV       |
| Southwest Gas Capital II                                          | SWXPRB    |
| Southwest Gas Corporation.                                        | SWX       |
| Southwestern Energy Co.                                           | SWN       |
| Sovereign Bancorp, Inc.                                           | SOV       |
| Sovereign Capital Trust III                                       | SOVPRA    |
| Sovran Self Storage Inc.                                          | SSS       |
| The Spain Fund, Inc.                                              | SNF       |
| Spartech Corporation                                              | SEH       |
| Sparton Corporation.                                              | SPA       |
| Specialty Laboratories, Inc.                                      | SP        |
| Spectrum Brands, Inc.                                             | SPC       |
| Speedway Motorsports, Inc.                                        | TRK       |
| Spherion Corporation                                              | SFN       |
| Spinnaker Exploration Company                                     | SKE       |
| Spirent plc                                                       | SPM       |
| Spirit Finance Corporation                                        | SFC       |
| Sports Authority Inc.                                             | TSA       |
| Sprint Corporation                                                | S         |
| Sprint FON Group                                                  | FON       |
| SPX Corporation                                                   | SPW       |
| SRA International, Inc.                                           | SRX       |
| St Joe Co.                                                        | JOE       |
| St. Jude Medical, Inc.                                            | STJ       |
| St. Mary Land & Exploration Company                               | SM        |
| St. Paul Capital Trust I                                          | STAPRA    |
| St. Paul Companies, Inc.                                          | STAPRE    |
| The St. Paul Travelers Companies, Inc.                            | STA       |
| StanCorp Financial Group, Inc.                                    | SFG       |
| Standard Motor Products, Inc.                                     | SMP       |
| Standard Pacific Corp.                                            | SPF       |
| Standard Register                                                 | SR        |
| Standex International Corporation.                                | SXI       |
| Stanley Works                                                     | SWK       |
| Stantec, Inc.                                                     | SXC       |
| Star Gas Partners LP                                              | SGH       |
| Star Gas Partners LP.                                             | SGU       |
| Starrett L S Co.                                                  | SCX       |
| Startek Inc.                                                      | SRT       |
| Starwood Hotel & Resorts Worldwide, Inc.                          | HOT       |
| State Street Corp.                                                | STT       |
| State Street Corporation                                          | SBZ       |
| Station Casinos, Inc.                                             | STN       |
| Statoil ASA                                                       | STO       |
| The Steak n Shake Company                                         | SNS       |
| Steelcase Inc.                                                    | SCS       |
| Steinway Musical Instruments, Inc.                                | LVB       |
| Stepan Co                                                         | SCLPR     |
| Stepan Co.                                                        | SCL       |
| Steris Corporation.                                               | STE       |
| Sterling Bancorp                                                  | STL       |
| Sterling Bancorp Trust I                                          | STLPRA    |
| Stewart & Stevenson Services, Inc.                                | SVC       |
| Stewart Information Services Corp.                                | STC       |
| Stifel Financial Capital Trust I                                  | SFPRA     |
| Stifel Financial Corporation                                      | SF        |
| Stillwater Mining Company                                         | SWC       |
| Stilwill Financial Incorporated                                   | SVQ       |
| STMicroelectronics NV                                             | STM       |
| Stone Energy Corp                                                 | SGY       |
| Stoneridge, Inc.                                                  | SRI       |
| Stora Enso OYJ                                                    | SEO       |
| StorageTek Corporation                                            | STK       |
| Strategic Global Income Fund, Inc.                                | SGL       |
| Strategic Hotel Capital, Inc.                                     | SLH       |
| streetTRACKS Gold Trust                                           | GLD       |
| streetTRACKS® Dow Jones EURO STOXX 50 Fund                        | FEZ       |
| streetTRACKS® Dow Jones STOXX 50 Fund                             | FEU       |
| Stride Rite Corporation.                                          | SRR       |
| Structured Obligations Corporation                                | DHM       |
| Structured Products (CORTS)                                       | KOE       |
| Structured Products Corp                                          | KSA       |
| Structured Products Corp                                          | HYM       |
| Structured Products Corp                                          | HYY       |
| Structured Products Corp.                                         | KVJ       |
| Structured Products Corp.                                         | KNH       |
| Structured Products Corp.                                         | KVL       |
| Structured Products Corp.                                         | KVF       |
| Structured Products Corp.                                         | KNR       |
| Structured Products Corp.                                         | KNW       |
| Structured Products Corp.                                         | KNO       |
| Structured Products Corp.                                         | KVR       |
| Structured Products Corp.                                         | KVN       |
| Structured Products Corp.                                         | KVO       |
| Structured Products Corp.                                         | KTE       |
| Structured Products Corp.                                         | KTK       |
| Structured Products Corp.                                         | KTH       |
| Structured Products Corp.                                         | KTJ       |
| Structured Products Corp.                                         | KTV       |
| Structured Products Corp.                                         | KCH       |
| Structured Products Corp.                                         | KVM       |
| Structured Products Corp.                                         | KOS       |
| Structured Products Corp.                                         | KVW       |
| Structured Products Corp.                                         | KVT       |
| Structured Products Corp.                                         | KVU       |
| Structured Products Corp.                                         | HYA       |
| Structured Products Corp.                                         | HYH       |
| Structured Products Corp.                                         | HYJ       |
| Structured Products Corp.                                         | HYK       |
| Structured Products Corporation                                   | HYL       |
| Structured Products CORTS                                         | KCV       |
| Structured Products CORTS                                         | KTN       |
| Structured Products CORTS                                         | KCC       |
| Structured Products CORTS                                         | KCJ       |
| Structured Products CORTS                                         | KCN       |
| Structured Products CORTS                                         | KCT       |
| Structured Products CORTS                                         | KCO       |
| Structured Products CORTS                                         | KRJ       |
| Structured Products CORTS                                         | KRH       |
| Structured Products CORTS                                         | KRD       |
| Structured Products CORTS                                         | KRK       |
| Structured Products CORTS                                         | KRL       |
| Structured Products CORTS                                         | KOB       |
| Structured Products CORTS                                         | KOH       |
| Structured Products CORTS                                         | KOK       |
| Structured Products CORTS.                                        | KCX       |
| Stryker Corporation                                               | SYK       |
| Student Loan Corporation.                                         | STU       |
| Sturm Ruger & Co Inc.                                             | RGR       |
| Suburban Propane Partners LP                                      | SPH       |
| Suez                                                              | SZE       |
| Sun Communities Inc.                                              | SUI       |
| Sun Life Financial, Inc.                                          | SLF       |
| SunAmerica Focused Alpha Growth Fund, Inc.                        | FGF       |
| Suncom Wireless Holdings, Inc.                                    | TPC       |
| Suncor Energy Inc.                                                | SU        |
| Sunoco Inc.                                                       | SUN       |
| Sunoco Logistics Partners, L.P.                                   | SXL       |
| Sunrise Senior Living, Inc.                                       | SRZ       |
| Sunset Financial Resources, Inc.                                  | SFO       |
| Sunstone Hotel Investors, Inc.                                    | SHO       |
| Sunstone Hotel Investors, Inc.                                    | SHOPRA    |
| Suntrust Banks Inc.                                               | STI       |
| Suntrust Banks Inc.                                               | STIPRV    |
| Suntrust Capital IV                                               | STIPR     |
| Superior Energy Services, Inc.                                    | SPN       |
| Superior Industries International Inc.                            | SUP       |
| SUPERVALU INC.                                                    | SVU       |
| Swift Energy Co.                                                  | SFY       |
| The Swiss Helvetia Fund, Inc.                                     | SWZ       |
| Swisscom AG                                                       | SCM       |
| SWS Group, Inc.                                                   | SWS       |
| Sybase, Inc.                                                      | SY        |
| Sybron Dental Specialties                                         | SYD       |
| Symbol Technologies Inc.                                          | SBL       |
| Symmetry Medical Inc.                                             | SMA       |
| Syms Corporation.                                                 | SYM       |
| Syngenta AG                                                       | SYT       |
| Syniverse Holdings, Inc.                                          | SVR       |
| SYNNEX Corporation                                                | SNX       |
| Synovus Financial Corp.                                           | SNV       |
| Synthetic Fixed-Income Securities, Inc.                           | GJA       |
| Synthetic Fixed-Income Securities, Inc.                           | GJB       |
| Synthetic Fixed-Income Securities, Inc.                           | GJD       |
| Synthetic Fixed-Income Securities, Inc.                           | GJE       |
| Synthetic Fixed-Income Securities, Inc.                           | GJF       |
| Synthetic Fixed-Income Securities, Inc.                           | GJG       |
| Synthetic Fixed-Income Securities, Inc.                           | GJH       |
| Synthetic Fixed-Income Securities, Inc.                           | GJI       |
| Synthetic Fixed-Income Securities, Inc.                           | GJJ       |
| Synthetic Fixed-Income Securities, Inc.                           | GJK       |
| Synthetic Fixed-Income Securities, Inc.                           | GJL       |
| SYSCO Corporation                                                 | SYY       |
| Systemax Inc.                                                     | SYX       |

## T
| Bedrijfsnaam                                                 | Afkorting |
| ------------------------------------------------------------ | --------- |
| The Taiwan Fund, Inc.                                        | TWN       |
| Taiwan Greater China Fund                                    | TFC       |
| Taiwan Semiconductor Manufacturing Company Ltd.              | TSM       |
| The Talbots, Inc.                                            | TLB       |
| Talisman Energy Inc.                                         | TLM       |
| Tanger Factory Outlet Centers, Inc.                          | SKT       |
| Target Corporation                                           | TGT       |
| Tasty Baking Co.                                             | TBC       |
| Tata Motors Limited                                          | TTM       |
| Taubman Centers, Inc.                                        | TCO       |
| Taubman Centers, Inc.                                        | TCOPRG    |
| Taubman Centers, Inc.                                        | TCOPRH    |
| Taubman Ctrs Inc                                             | TCOPRA    |
| TCF Financial Corporation                                    | TCB       |
| Tcw Convertible Securities Fund, Inc.                        | CVT       |
| TD Banknorth Inc.                                            | BNK       |
| TDC A/S                                                      | TLD       |
| TDK Corporation                                              | TDK       |
| Technical Olympic USA, Inc.                                  | TOA       |
| Technip                                                      | TKP       |
| Technitrol Inc.                                              | TNL       |
| Teco Energy Inc                                              | TEPRT     |
| TECO Energy, Inc.                                            | TE        |
| Teekay LNG Partners L.P.                                     | TGP       |
| Teekay Shipping Corporation                                  | TK        |
| Teekay Shipping Corporation                                  | TKPRA     |
| Tefron Ltd.                                                  | TFR       |
| Tejon Ranch Co.                                              | TRC       |
| Tektronix, Inc. (tot de overname door Danaher Corp. in 2007) | TEK       |
| Tele Centro Oeste Celular Participações S.A                  | TRO       |
| Tele Leste Celular Participações S.A.                        | TBE       |
| Tele Norte Celular Participações S.A.                        | TCN       |
| Tele Norte Leste Participacoes S.A.                          | TNE       |
| Tele Sudeste Celular Participações S.A.                      | TSD       |
| Telebras HOLDRs                                              | TBH       |
| Telecom Argentina S.A.                                       | TEO       |
| Telecom Italia S.P.A.                                        | TI        |
| Telecom Italia S.P.A.                                        | TIA       |
| Telecom New Zealand                                          | NZT       |
| Telecomunicaçôes de Sao Paulo S/A-Telesp                     | TSP       |
| Teledyne Technologies Inc                                    | TDY       |
| Teleflex Inc.                                                | TFX       |
| Telefonica Móviles, S.A.                                     | TEM       |
| Telefonica S.A.                                              | TEF       |
| Telefónica de Argentina                                      | TAR       |
| Telekom Austria AG                                           | TKA       |
| Telemig Celular Participações S.A.                           | TMB       |
| Telephone and Data Systems, Inc.                             | TDA       |
| Telephone and Data Systems, Inc.                             | TDI       |
| Telesp Celular Participações S.A.                            | TCP       |
| Telkom SA Limited                                            | TKG       |
| Telstra Corporation Limited                                  | TLS       |
| TELUS Corporation                                            | TU        |
| Teléfonos de México                                          | TMX       |
| Temple-Inland Inc.                                           | TIN       |
| Templeton Dragon Fund, Inc.                                  | TDF       |
| Templeton Emerging Markets Fund (Delaware)                   | EMF       |
| Templeton Emerging Markets Income Fund, Inc.                 | TEI       |
| Templeton Global Income Fund, Inc.                           | GIM       |
| Templeton Russia and East European Fund, Inc.                | TRF       |
| Tempur-Pedic International, Inc.                             | TPX       |
| Tenaris S.A.                                                 | TS        |
| Tenet Healthcare Corporation.                                | THC       |
| Tennant Company                                              | TNC       |
| Tenneco Automotive Inc.                                      | TEN       |
| Tennessee Valley Authority                                   | TVC       |
| Tennessee Valley Authority                                   | TVE       |
| Teppco Partners LP                                           | TPP       |
| Teradyne Inc.                                                | TER       |
| Terex Corporation                                            | TEX       |
| Terra Industries Inc.                                        | TRA       |
| Terra Nitrogen Co. LP                                        | TNH       |
| Tesoro Corporation                                           | TSO       |
| Tetra Technologies Inc.                                      | TTI       |
| Texas Industries                                             | TXI       |
| Texas Instruments Inc.                                       | TXN       |
| Texas Pacific Land Trust                                     | TPL       |
| Textron Inc                                                  | TXT       |
| Textron Inc                                                  | TXTPRA    |
| Textron Inc                                                  | TXTPRB    |
| The Hertz Corporation                                        | HTZ       |
| The Thai Fund, Inc.                                          | TTF       |
| Theragenics Corporation                                      | TGX       |
| Thermo Electron Corp                                         | TMO       |
| Thomas & Betts Corporation                                   | TNB       |
| Thomas Nelson, Inc.                                          | TNM       |
| Thomas Nelson, Inc.                                          | TNMB      |
| Thomson                                                      | TMS       |
| The Thomson Corporation                                      | TOC       |
| Thor Industries, Inc.                                        | THO       |
| Thornburg Mortgage, Inc.                                     | TMA       |
| Thornburg Mortgage, Inc.                                     | TMAPRC    |
| Tidewater, Inc.                                              | TDW       |
| Tiffany & Co.                                                | TIF       |
| Tim Participações S.A.                                       | TSU       |
| Timberland Co.                                               | TBL       |
| Time Warner Inc.                                             | TWX       |
| Tim Horton Inc.                                              | THI       |
| Timken Co.                                                   | TKR       |
| Titan International Inc.                                     | TWI       |
| Titanium Metals Corporation                                  | TIE       |
| TJX Companies Inc.                                           | TJX       |
| TNS, Inc.                                                    | TNS       |
| TNT N.V.                                                     | TP        |
| TODCO                                                        | THE       |
| Todd Shipyards Corporation.                                  | TOD       |
| Toledo Edison Co                                             | TEDPRL    |
| TOLEDO EDISON CO                                             | TEDPRF    |
| Toll Brothers Inc.                                           | TOL       |
| Tomkins PLC                                                  | TKS       |
| Tommy Hilfiger Corporation                                   | TOM       |
| Tommy Hilfiger U.S.A. Inc.                                   | THB       |
| TOO INC                                                      | TOO       |
| Tootsie Roll Industries Inc.                                 | TR        |
| Torch Energy Royalty Trust.                                  | TRU       |
| Torchmark Capital Trust I                                    | TMKPRT    |
| Torchmark Capital Trust II                                   | TMKPRS    |
| Torchmark Corporation.                                       | TMK       |
| Toro Company                                                 | TTC       |
| Toronto-Dominion Bank                                        | TD        |
| Tortoise Energy Capital Corporation                          | TYY       |
| Tortoise Energy Infrastructure Corporation                   | TYG       |
| TOTAL S.A.                                                   | TOT       |
| Total System Services, Inc.                                  | TSS       |
| Town & Country Trust.                                        | TCT       |
| Toyota Motor Corporation                                     | TM        |
| Toys R US Inc.                                               | TOYPRA    |
| Trammell Crow Company                                        | TCC       |
| TransAlta Corporation                                        | TAC       |
| Transamerica Income Shares, Inc.                             | TAI       |
| Transatlantic Holdings Inc.                                  | TRH       |
| TransCanada Corporation                                      | TRP       |
| TransCanada Pipelines Limited                                | TCAPR     |
| Transcontinental Realty Investors Inc.                       | TCI       |
| TransMontaigne Inc.                                          | TMG       |
| TransMontaigne Partners L.P.                                 | TLP       |
| Transocean Inc.                                              | RIG       |
| Transportadora de Gas del Sur                                | TGS       |
| Travelers Property Casualty Corp.                            | TPK       |
| TRC Companies, Inc.                                          | TRR       |
| Tredegar Corporation                                         | TG        |
| TreeHouse Foods, Inc.                                        | THS       |
| Trex, Inc.                                                   | TWP       |
| Tri-Continental Corp                                         | TYPR      |
| Tri-Continental Corporation                                  | TY        |
| Triad Hospitals, Inc.                                        | TRI       |
| Triarc Companies Inc.                                        | TRY       |
| Triarc Companies Inc.                                        | TRYB      |
| Tribune Co                                                   | TRB       |
| Tribune Co.                                                  | TXA       |
| Trinity Industries Inc.                                      | TRN       |
| Triumph Group Inc.                                           | TGI       |
| Trizec Properties, Inc.                                      | TRZ       |
| Trustreet Properties, Inc.                                   | TSY       |
| Trustreet Properties, Inc.                                   | TSYPRA    |
| Trustreet Properties, Inc.                                   | TSYPRC    |
| TRW Automotive Holdings Corp.                                | TRW       |
| TS&W / Claymore Tax-Advantaged Balanced Fund                 | TYW       |
| Tsakos Energy Navigation Limited                             | TNP       |
| Tupperware Corporation                                       | TUP       |
| Turkcell Iletisim Hizmetleri A.S                             | TKC       |
| The Turkish Investment Fund, Inc.                            | TKF       |
| TXI Capital Trust I                                          | TXIPRS    |
| TXU Corp.                                                    | TXUPRD    |
| TXU Corp.                                                    | TXUPRC    |
| TXU Corporation                                              | TXU       |
| TYCO International Ltd.                                      | TYC       |
| Tyler Technologies, Inc.                                     | TYL       |
| Tyson Foods Inc.                                             | TSN       |

## U
| Bedrijfsnaam                               | Afkorting |
| ------------------------------------------ | --------- |
| U-Store-It Trust                           | YSI       |
| U.S. Shipping Partners L.P.                | USS       |
| U.S.B. Holding Co., Inc.                   | UBH       |
| UBS AG                                     | UBS       |
| UBS Preferred Funding Trust III            | UBSPR     |
| UBS Preferred Funding Trust IV             | UBSPRD    |
| UGI Corporation                            | UGI       |
| UICI                                       | UCI       |
| Uil Holding Corporation                    | UIL       |
| Ultrapar Participacoes S.A.                | UGP       |
| Unifi Inc                                  | UFI       |
| Unifirst Corporation                       | UNF       |
| Unilever N.V.                              | UN        |
| Unilever Plc                               | UL        |
| Union Elec Co                              | UEPPRA    |
| Union Elec Co                              | UEPPRD    |
| Union Elec Co                              | UEPPRE    |
| UNION ELEC CO                              | UEPPRC    |
| Union Pacific Corporation                  | UNP       |
| UnionBanCal Corporation                    | UB        |
| UniSource Energy Corporation               | UNS       |
| UNISYS CORP                                | UIS       |
| Unit Corporation.                          | UNT       |
| United Auto Group Inc.                     | UAG       |
| United Dominion Realty Trust Inc.          | UDM       |
| United Dominion Realty Trust Inc.          | UDR       |
| United Dominion Rlty Tr Inc                | UDRPRB    |
| United Industries Corporation              | UIC       |
| United Microelectronics Corp               | UMC       |
| United Parcel Service, Inc.                | UPS       |
| United Rentals, Inc.                       | URI       |
| United States Cellular Corporation         | UZG       |
| United States Cellular Corporation         | UZV       |
| United States Steel Corporation            | X         |
| United States Steel Corporation            | XPRB      |
| United States Steel LLC.                   | XSS       |
| United Technologies Corporation            | UTX       |
| United Utilities PLC                       | UU        |
| UnitedHealth Group Inc.                    | UNH       |
| Unitrin, Inc.                              | UTR       |
| Universal Compression Holdings, Inc.       | UCO       |
| Universal Corporation.                     | UVV       |
| Universal Health Realty Income Trust.      | UHT       |
| Universal Health Services Inc.             | UHS       |
| Universal Technical Institute              | UTI       |
| Univision Communications Inc.              | UVN       |
| União de Bancos Brasileiros S.A (Unibanco) | UBB       |
| Unova Inc.                                 | UNA       |
| UnumProvident Corporation                  | UNN       |
| UnumProvident Corporation                  | UNM       |
| UnumProvident Corporation                  | UNMPRA    |
| UPM-Kymmene Corporation                    | UPM       |
| URS Corporation.                           | URS       |
| Urstadt Biddle Properties Inc.             | UBP       |
| Urstadt Biddle Properties Inc.             | UBA       |
| Urstadt Biddle Properties Inc.             | UBPPRC    |
| Urstadt Biddle Properties Inc.             | UBPPRD    |
| US Bancorp                                 | USB       |
| USB Capital III                            | USBPRB    |
| USB Capital IV                             | USBPRC    |
| USB Capital V                              | USBPRD    |
| USB Capital VI                             | USBPRE    |
| USEC Inc.                                  | USU       |
| USG Corporation.                           | USG       |
| UST Inc.                                   | UST       |

## V
| Bedrijfsnaam                                                 | Afkorting |
| ------------------------------------------------------------ | --------- |
| Vail Resorts, Inc.                                           | MTN       |
| Valassis Communications                                      | VCI       |
| Valeant Pharmaceuticals International                        | VRX       |
| Valero Energy Corporation                                    | VLO       |
| Valero L.P.                                                  | VLI       |
| Valhi, Inc.                                                  | VHI       |
| Valley National Bancorp                                      | VLY       |
| Valmont Industries, Inc.                                     | VMI       |
| Valor Communications Group, Inc.                             | VCG       |
| The Valspar Corporation                                      | VAL       |
| Van der Moolen Holding N.V.                                  | VDM       |
| Van Kampen Advantage Municipal Income Trust                  | VKA       |
| Van Kampen Advantage Pennsylvania Municipal Income Trust     | VAP       |
| Van Kampen Bond Fund                                         | VBF       |
| Van Kampen California Value Municipal Income Trust           | VCV       |
| Van Kampen Florida Quality Municipal Trust                   | VFM       |
| Van Kampen High Income Trust II                              | VLT       |
| Van Kampen Income Trust                                      | VIN       |
| Van Kampen Investment Grade Municipal Trust                  | VIG       |
| Van Kampen Municipal Income Trust                            | VMT       |
| Van Kampen Municipal Opportunity Trust                       | VMO       |
| Van Kampen Municipal Opportunity Trust II                    | VOT       |
| Van Kampen Municipal Trust                                   | VKQ       |
| Van Kampen New York Quality Municipal Trust                  | VNM       |
| Van Kampen New York Value Municipal Income Trust             | VNV       |
| Van Kampen Ohio Quality Municipal Trust                      | VOQ       |
| Van Kampen Pennsylvania Quality Municipal Trust              | VPQ       |
| Van Kampen Pennsylvania Value Municipal Income Trust         | VPV       |
| Van Kampen Senior Income Trust                               | VVR       |
| Van Kampen Strategic Sector Municipal Trust                  | VKS       |
| Van Kampen Trust for Insured Municipals                      | VIM       |
| Van Kampen Trust for Investment Grade Florida Municipals     | VTF       |
| Van Kampen Trust for Investment Grade Municipals             | VGM       |
| Van Kampen Trust for Investment Grade New Jersey Muncipals   | VTJ       |
| Van Kampen Trust for Investment Grade New York Municipals    | VTN       |
| Van Kampen Trust for Investment Grade Pennsylvania Municpals | VTP       |
| Van Kampen Value Municipal Income Trust                      | VKV       |
| Varian Medical Systems, Inc.                                 | VAR       |
| Vector Group Ltd.                                            | VGR       |
| Vectren Corp                                                 | VVC       |
| Vectren Utility Holdings, Inc.                               | AVU       |
| Ventas Inc.                                                  | VTR       |
| Veolia Environnement                                         | VE        |
| VeriFone, Inc.                                               | PAY       |
| Veritas DGC Inc.                                             | VTS       |
| Verizon Communications                                       | VZ        |
| Verizon New England, Inc.                                    | KVZ       |
| Verizon South Incorporated                                   | VZC       |
| Vesta Insurance Group Inc.                                   | VTA       |
| VF Corporation                                               | VFC       |
| Viacom Inc.                                                  | VIA       |
| Viacom Inc.                                                  | RBV       |
| Viacom Inc.                                                  | VIAB      |
| Viad Corporation                                             | VVI       |
| Viasys Healthcare, Inc.                                      | VAS       |
| Videsh Sanchar Nigam Limited                                 | VSL       |
| Vimpel-Communications                                        | VIP       |
| Vintage Petroleum Inc.                                       | VPI       |
| VIRGINIA ELEC & PWR CO                                       | VELPRE    |
| Virginia Power Capital Trust II                              | VELPRA    |
| Vishay Intertechnology Inc.                                  | VSH       |
| Visteon Corporation                                          | VC        |
| Vivendi SA                                                   | V         |
| Viña Concha y Toro SA                                        | VCO       |
| VNB Capital Trust I                                          | VLYPRA    |
| Vodafone Group plc                                           | VOD       |
| Volt Information Sciences, Inc.                              | VOL       |
| Vornado Realty Trust                                         | VNO       |
| Vornado Realty Trust                                         | VNOPRA    |
| Vornado Realty Trust                                         | VNOPRE    |
| Vornado Realty Trust                                         | VNOPRF    |
| Vornado Realty Trust                                         | VNOPRG    |
| Vornado Realty Trust                                         | VNOPRH    |
| Votorantim Celulose e Papel S.A.                             | VCP       |
| Vulcan Materials Co.                                         | VMC       |

## W
| Bedrijfsnaam                                                                 | Afkorting |
| ---------------------------------------------------------------------------- | --------- |
| W Holding Company, Inc.                                                      | WHI       |
| W&T Offshore, Inc.                                                           | WTI       |
| W-H Energy Services, Inc.                                                    | WHQ       |
| W. P. Carey and Co. LLC                                                      | WPC       |
| W.P. Stewart & Co., Ltd.                                                     | WPL       |
| W.R. Berkley Capital Trust II                                                | BERPRA    |
| W.R. Berkley Corporation                                                     | BER       |
| W.R. Grace & Co.                                                             | GRA       |
| W.W. Grainger, Inc.                                                          | GWW       |
| Wabash National Corporation                                                  | WNC       |
| Wabtec Corporate                                                             | WAB       |
| Wachovia Corporation                                                         | WB        |
| Wachovia Preferred Funding Corp.                                             | WNAPR     |
| Waddell & Reed Financial Inc                                                 | WDR       |
| Wal-Mart Stores, Inc.                                                        | WMT       |
| Walgreens                                                                    | WAG       |
| The Walt Disney Company                                                      | DIS       |
| Walt Disney Company (The)                                                    | DCQ       |
| Walter Industries Inc.                                                       | WLT       |
| Warner Music Group Corp.                                                     | WMG       |
| Washington Mutual Inc.                                                       | WM        |
| Washington Post Co.                                                          | WPO       |
| Washington Real Estate Investment                                            | WRE       |
| Waste Connections, Inc.                                                      | WCN       |
| Waste Management, Inc.                                                       | WMI       |
| Water Pik Technologies, Inc.                                                 | PIK       |
| Waters Corporation                                                           | WAT       |
| Watsco, Inc.                                                                 | WSO       |
| Watson Pharmaceuticals Inc.                                                  | WPI       |
| Watson Wyatt & Company Holdings                                              | WW        |
| Watts Water Technologies, Inc.                                               | WTS       |
| Wausau Paper Corp.                                                           | WPP       |
| WCI Communities, Inc.                                                        | WCI       |
| Weatherford International Ltd.                                               | WFT       |
| Webster Financial Corporation                                                | WBS       |
| Weider Nutrition International Inc.                                          | WNI       |
| Weight Watchers International, Inc.                                          | WTW       |
| Weingarten Realty Investors                                                  | WRI       |
| Weingarten Realty Investors                                                  | WRIPRD    |
| Weingarten Realty Investors                                                  | WRIPRE    |
| Weis Markets Inc                                                             | WMK       |
| WellCare Health Plans, Inc.                                                  | WCG       |
| WellChoice, Inc.                                                             | WC        |
| Wellman, Inc.                                                                | WLM       |
| Wellpoint, Inc.                                                              | WLP       |
| Wells Fargo & Co.                                                            | WFC       |
| Wells Fargo Capital IV                                                       | WSF       |
| Wells Fargo Capital V                                                        | WPF       |
| Wells Fargo Capital VII                                                      | WPK       |
| Wells Fargo Capital VIII                                                     | GWF       |
| Wells Fargo Captial VI                                                       | WPD       |
| Wendy's International, Inc.                                                  | WEN       |
| WESCO International, Inc.                                                    | WCC       |
| West Pharmaceutical Services Inc.                                            | WST       |
| Westar Energy, Inc.                                                          | WR        |
| WestCoast Hospitality Corporation                                            | WEH       |
| WestCoast Hospitality Corporation                                            | WEHPRA    |
| Westcorp                                                                     | WES       |
| Western Alliance Bancorporation                                              | WAL       |
| Western Asset / Claymore U.S. Treasury Inflation Protected Securities Fund   | WIA       |
| Western Asset / Claymore U.S. Treasury Inflation Protected Securities Fund 2 | WIW       |
| Western Asset Income Fund                                                    | PAI       |
| Western Asset Premier Bond Fund                                              | WEA       |
| Western Digital Corporation.                                                 | WDC       |
| Western Gas Res Inc                                                          | WGR       |
| Westlake Chemical Corporation                                                | WLK       |
| Westpac Banking Corporation                                                  | WBK       |
| Westwood Holdings Group, Inc.                                                | WHG       |
| Westwood One Inc.                                                            | WON       |
| Weyerhaeuser Co.                                                             | WY        |
| WGL Holdings, Inc.                                                           | WGL       |
| Whirlpool Corporation                                                        | WHR       |
| WHITE MOUNT INS GRP LTD BERM                                                 | WTM       |
| Whitehall Jewellers Inc.                                                     | JWL       |
| Whiting Petroleum Corporation                                                | WLL       |
| Wiley John & Sons Inc.                                                       | JWB       |
| Willbros Group, Inc.                                                         | WG        |
| William Lyon Homes                                                           | WLS       |
| Williams Coal Seam Gas Royalty Trust.                                        | WTU       |
| Williams Companies Inc                                                       | WMB       |
| Williams-Sonoma Inc.                                                         | WSM       |
| Willis Group Holdings Limited                                                | WSH       |
| Wilmington Trust Corp.                                                       | WL        |
| Wimm-Bill-Dann Foods OJSC                                                    | WBD       |
| Windrose Medical Properties Trust                                            | WRS       |
| Windrose Medical Properties Trust                                            | WRSPRA    |
| Winnebago Industries, Inc.                                                   | WGO       |
| Winston Hotels, Inc.                                                         | WXH       |
| Winston Hotels, Inc.                                                         | WXHPRB    |
| Wipro Limited                                                                | WIT       |
| Wisconsin Energy Corporation                                                 | WEC       |
| WMS Industries Inc.                                                          | WMS       |
| WOLSELEY                                                                     | WOS       |
| Wolverine Tube Inc.                                                          | WLV       |
| Wolverine World Wide Inc.                                                    | WWW       |
| Woori Finance Holdings Co., Ltd.                                             | WF        |
| World Fuel Services Corporation.                                             | INT       |
| World Wrestling Entertainment, Inc.                                          | WWE       |
| Worldwide Restaurant Concepts, Inc.                                          | SZ        |
| Worthington Industries, Inc.                                                 | WOR       |
| Wps Resources Corporation.                                                   | WPS       |
| Wright Express Corporation                                                   | WXS       |
| Wrigley William JR Co.                                                       | WWY       |
| WYETH                                                                        | WYE       |
| WYETH                                                                        | WYEPR     |

## X
| Bedrijfsnaam              | Afkorting |
| ------------------------- | --------- |
| Xanser Corporation        | XNR       |
| Xcel Energy Inc           | XEL       |
| Xcel Energy Inc           | XELPRA    |
| Xcel Energy Inc           | XELPRB    |
| Xcel Energy Inc           | XELPRC    |
| Xcel Energy Inc           | XELPRD    |
| Xcel Energy Inc           | XELPRE    |
| Xcel Energy Inc           | XELPRG    |
| Xerium Technologies, Inc. | XRM       |
| Xerox Corporation         | XRX       |
| Xerox Corporation         | XRXPRC    |
| Xl Capital Ltd.           | XLPRA     |
| Xl Capital Ltd.           | XL        |
| Xl Capital Ltd.           | XLPRB     |
| Xl Capital Ltd.           | XLPRQ     |
| XTO Energy Inc.           | XTO       |

## Y
| Bedrijfsnaam                 | Afkorting |
| ---------------------------- | --------- |
| Yankee Candle Inc            | YCC       |
| Yanzhou Coal Mining Co. Ltd. | YZC       |
| York International Corp.     | YRK       |
| YPF Sociedad Anónima         | YPF       |
| YUM! Brands, Inc.            | YUM       |

## Z
| Bedrijfsnaam                      | Afkorting |
| --------------------------------- | --------- |
| Zale Corporation                  | ZLC       |
| Zapata Corporation                | ZAP       |
| Zarlink Semiconductor, Inc.       | ZL        |
| Zenith National Insurance Corp.   | ZNT       |
| Zenix Income Fund Inc.            | ZIF       |
| Zimmer Holdings, Inc.             | ZMH       |
| Zions Capital Trust B             | ZBPRB     |
| The Zweig Fund, Inc.              | ZF        |
| The Zweig Total Return Fund, Inc. | ZTR       |